# Comb-Over

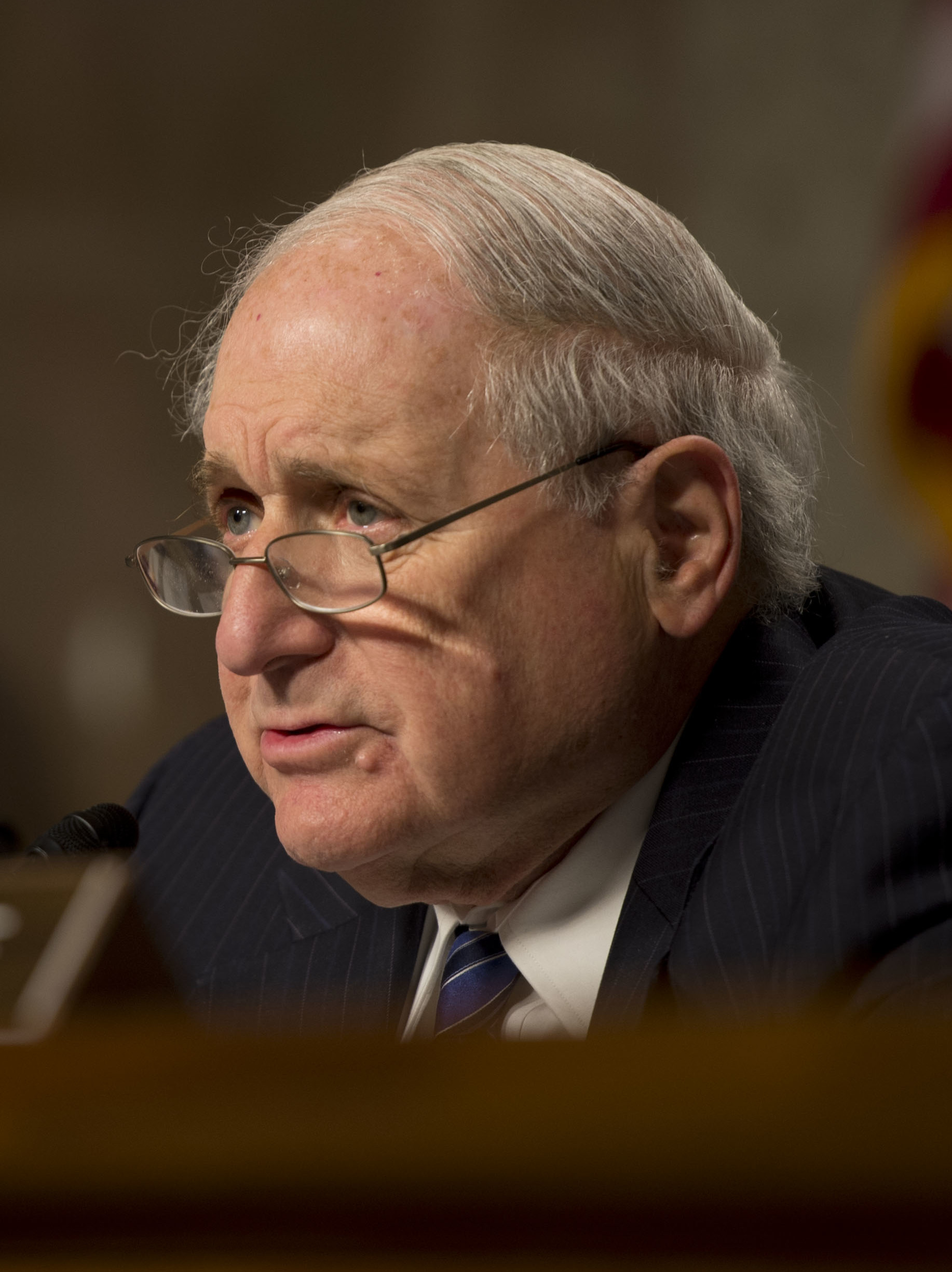
Carl Levin mit von links nach rechts überkämmter Glatze (2014)

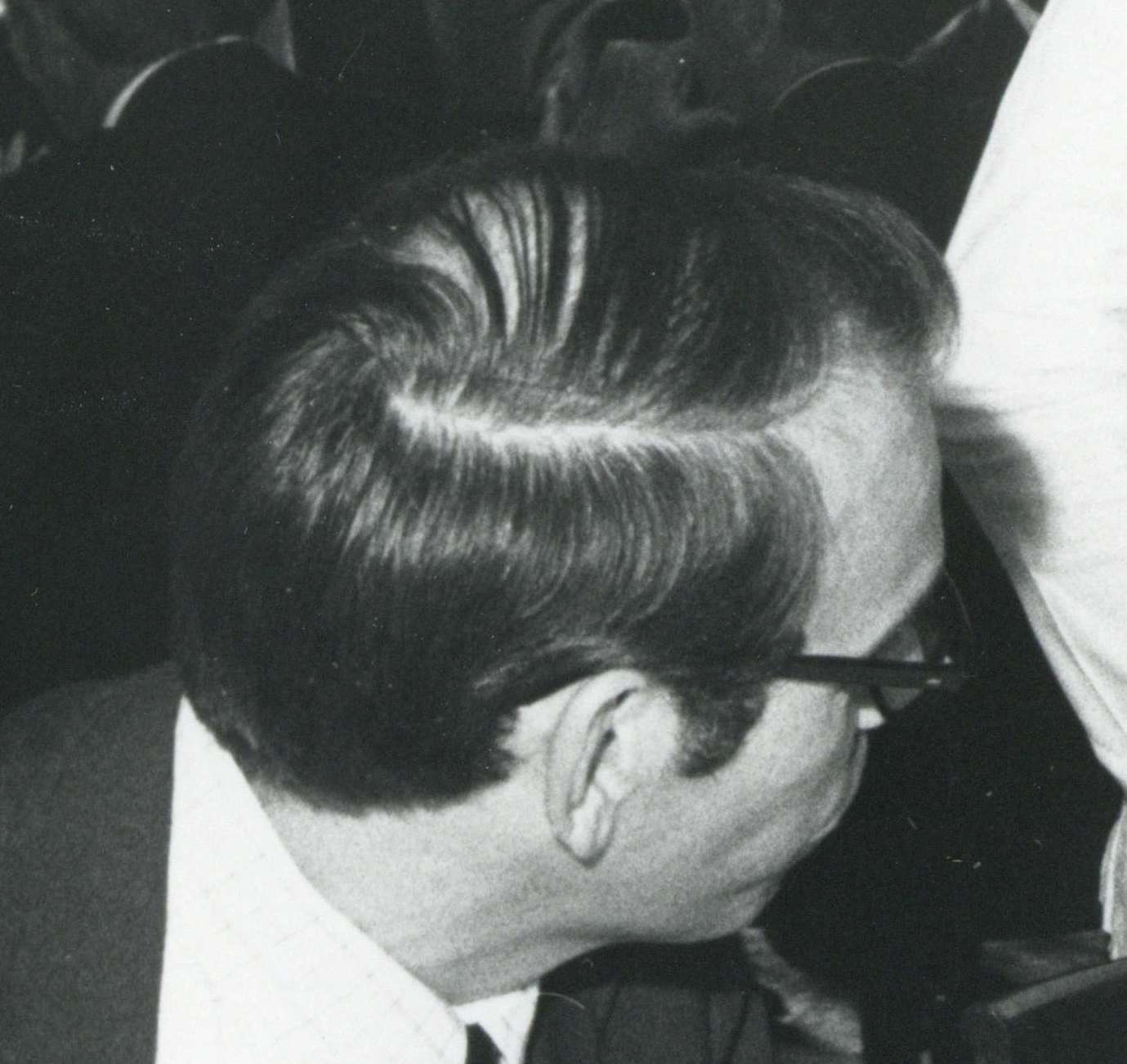
Von rechts nach links überkämmte Glatze

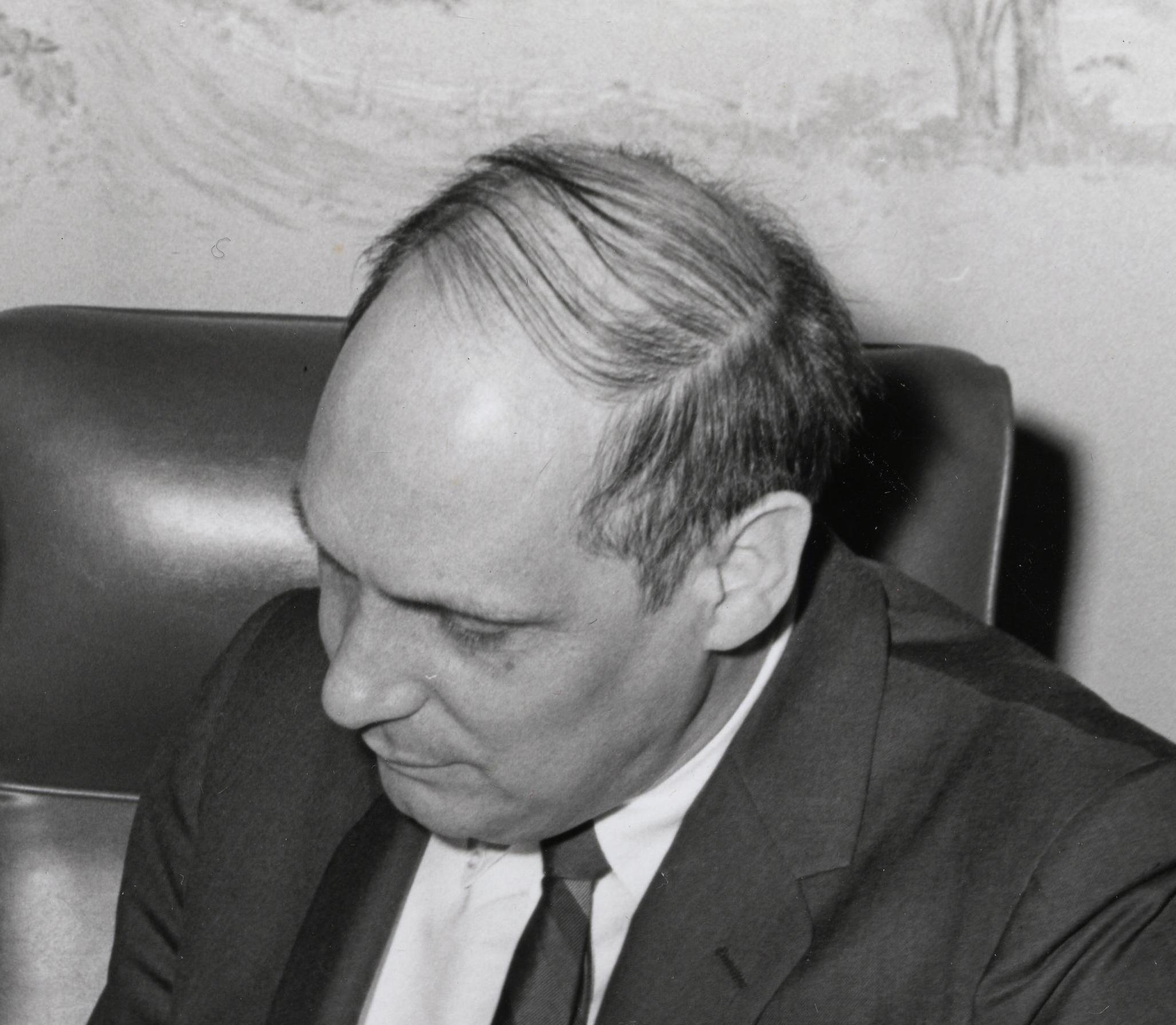
Unvollständig mit einzelnen Strähnen überkämmte Glatze

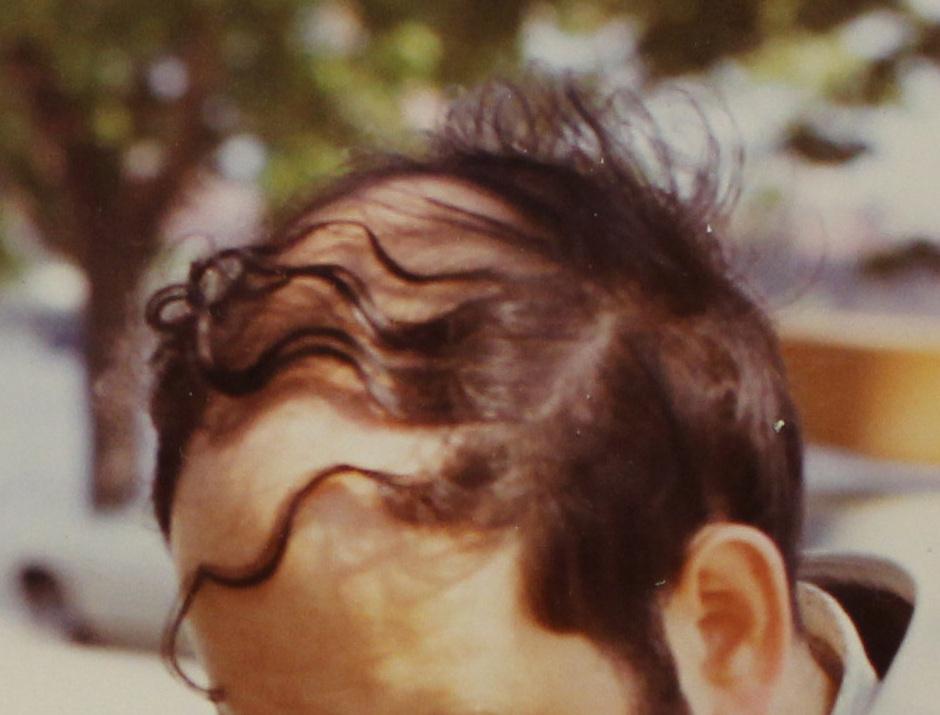
Durch Wind in Unordnung geratener Comb-Over

Ein Comb-Over (auch Comb-over, Comb over, Combover; Aussprache [ˈkəʊmˌəʊ.vər, ˈkoʊmˌoʊ.vɚ]; wörtlich Überkämmfrisur, überkämmte Glatze; auch Zwangsanleihe, Sardellen, Sardellenbrötchen, Klappscheitel, Schummelscheitel) ist eine Frisur von Menschen mit Haarausfall, bei der eine Glatze durch das Frisieren langer Haare verdeckt wird. Häufig entsteht dadurch ein Seitenscheitel, es gibt jedoch auch andere Kämmrichtungen. Für den Halt der Strähnen können neben Haarnetz und Haarreif verschiedene Mittel der Haarkosmetik, etwa Pomade, Haarwachs, Haargel und Haarspray, verwendet werden. In Lehrbüchern des Friseurhandwerks ist die Frisiertechnik selten enthalten. Verschiedene zeitgenössische Ratgeber zum Thema Haarausfall raten davon ab, kahle Stellen, deren Umfang unter anderem nach dem Hamilton-Norwood-Schema klassifiziert werden kann, mit Strähnen zu überdecken. Stattdessen wird eine Kahlrasur oder eine Haartransplantation empfohlen.
Im Gegensatz zu anderen Sprachen gibt es im Deutschen keinen Standardausdruck für die Frisur. Das Substantiv „combover“ wird im Englischen seit den 1980er Jahren mit ironischem Unterton verwendet. Das Wort „comb-over“ im Sinne einer Frisur wurde 1980 in Merriam-Webster’s Collegiate Dictionary aufgenommen. Im Deutschen wurde das Wort „Comb-Over“ durch den 45. bzw. 47.US-Präsidenten Donald Trump bekannt, in gedruckten Wörterbüchern ist es nicht verzeichnet, selten das Wort „Sardelle(n)“. Seit dem 19. Jahrhundert sind im Volksmund europäischer Sprachen verschiedene Bezeichnungen mit Metaphern aus dem Bereich des Kredits („Anleihe“, „Zwangsanleihe“, „innere Anleihe“, Schwedisch: „Robin-Hood-Frisur“) in Gebrauch. In der Rheinischen und Berlinerischen Mundart sowie im Luxemburgischen sind Vergleiche mit Sardellen oder Sardinen geläufig.
Über kahle Partien gelegte oder gebundene Strähnen gehörten in der Antike zur Ikonografie von Denker- und Greisendarstellungen. Zahlreiche historische Persönlichkeiten waren vom 19. bis zum 21. Jahrhundert mit seitlich überkämmten Glatzen abgebildet. Seit Ende des 20. Jahrhunderts nimmt die Verbreitung der Frisur ab. Überkämmte Glatzen sind seit der Antike Gegenstand von Satire und Karikatur, werden aber auch in Literatur, Theater und Bildender Kunst dargestellt. Oft werden spärliche Haare oder Strähnen als drei Haare stilisiert, etwa bei Otto von Bismarck. Häufige Motive sind die erfolglose Verdeckung der Kahlheit als Zeichen von Eitelkeit, die Unbeständigkeit der Frisur gegenüber Wind und Wetter sowie das Überkämmen von Glatzen mit Körperbehaarung statt Kopfhaar.

## Geschichte

### Antike

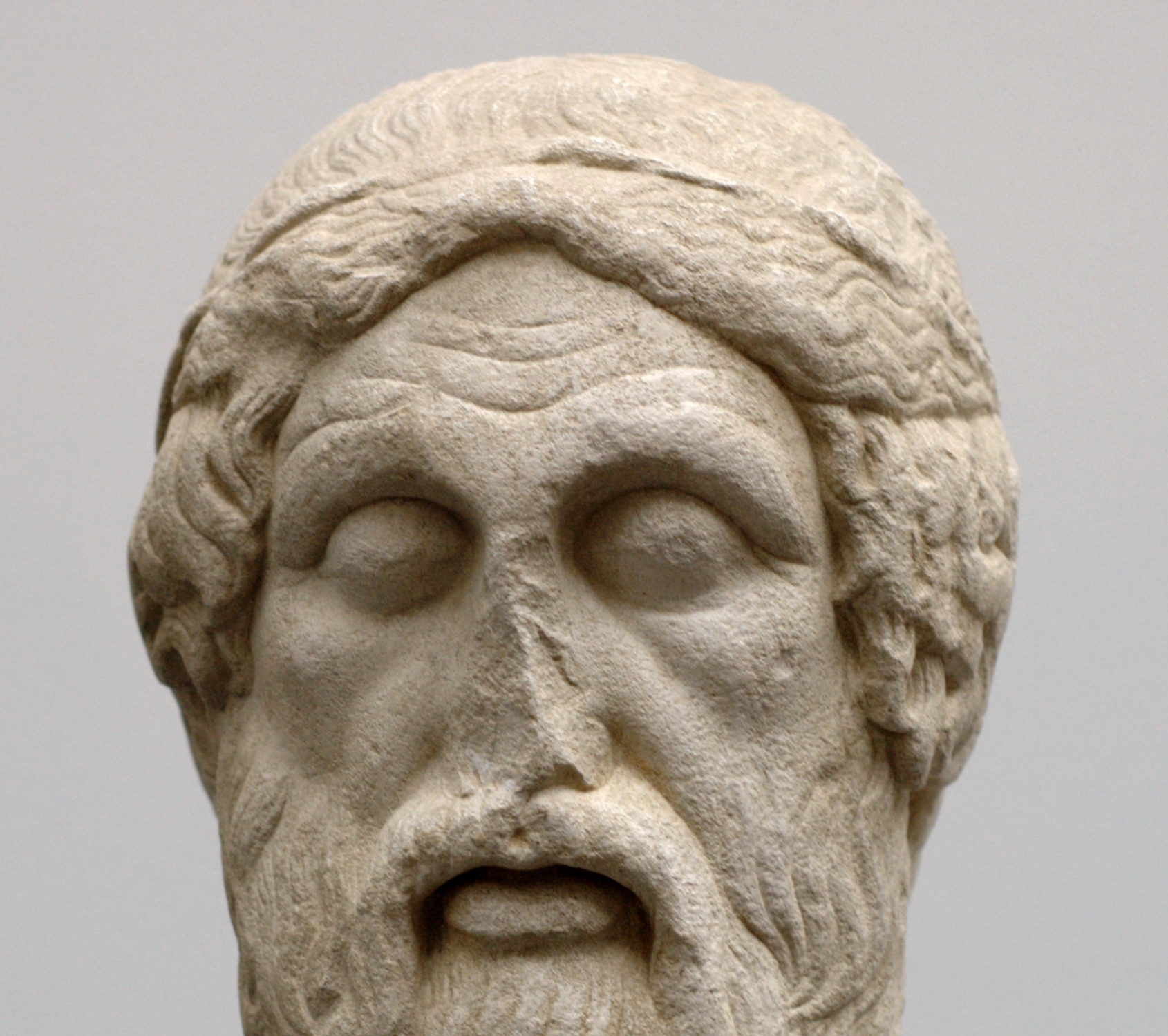
Büste von Homer als Greis (5. Jahrhundert v. Chr.)

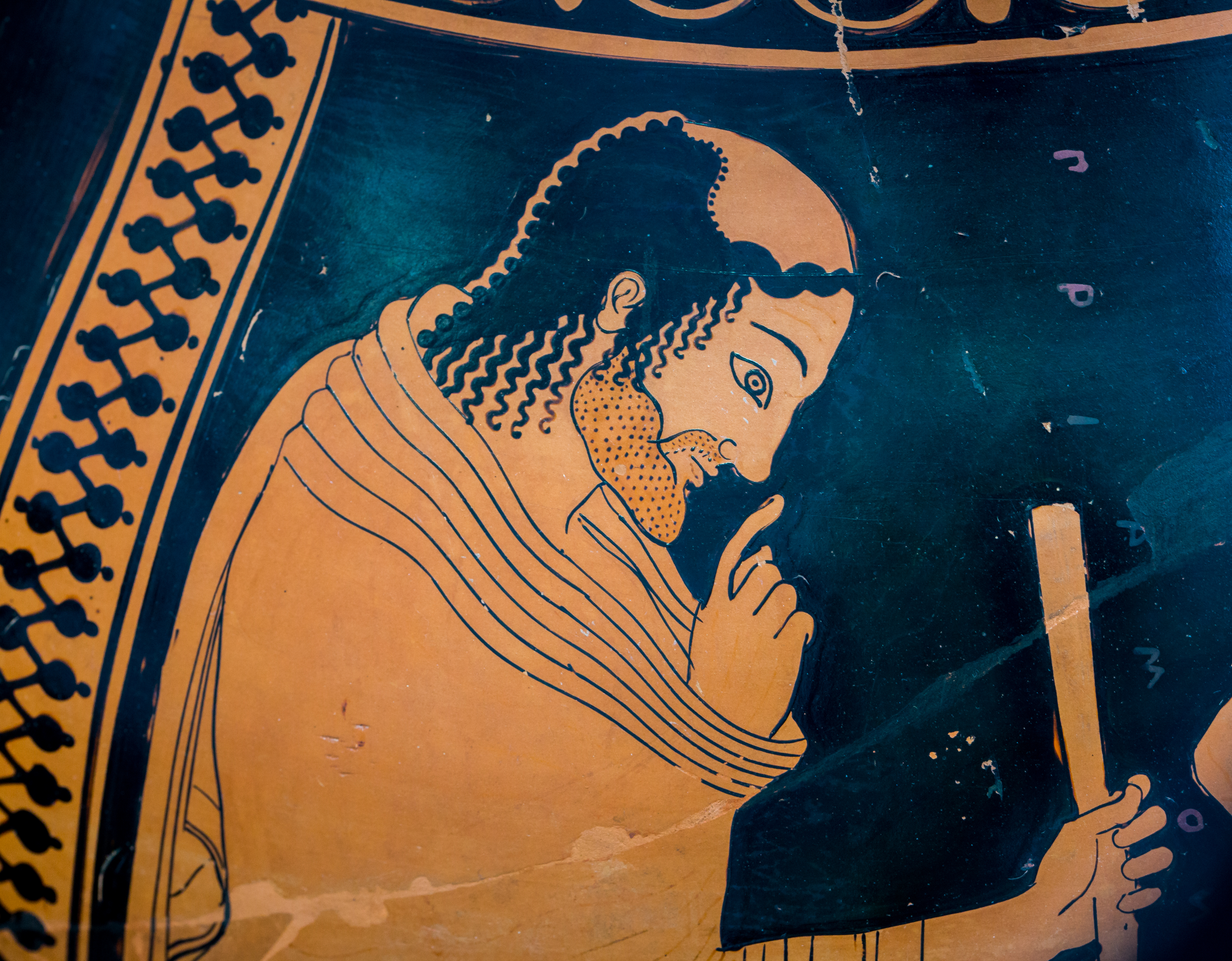
Spätarchaisches Vasenbild des trojanischen Königs Priamos

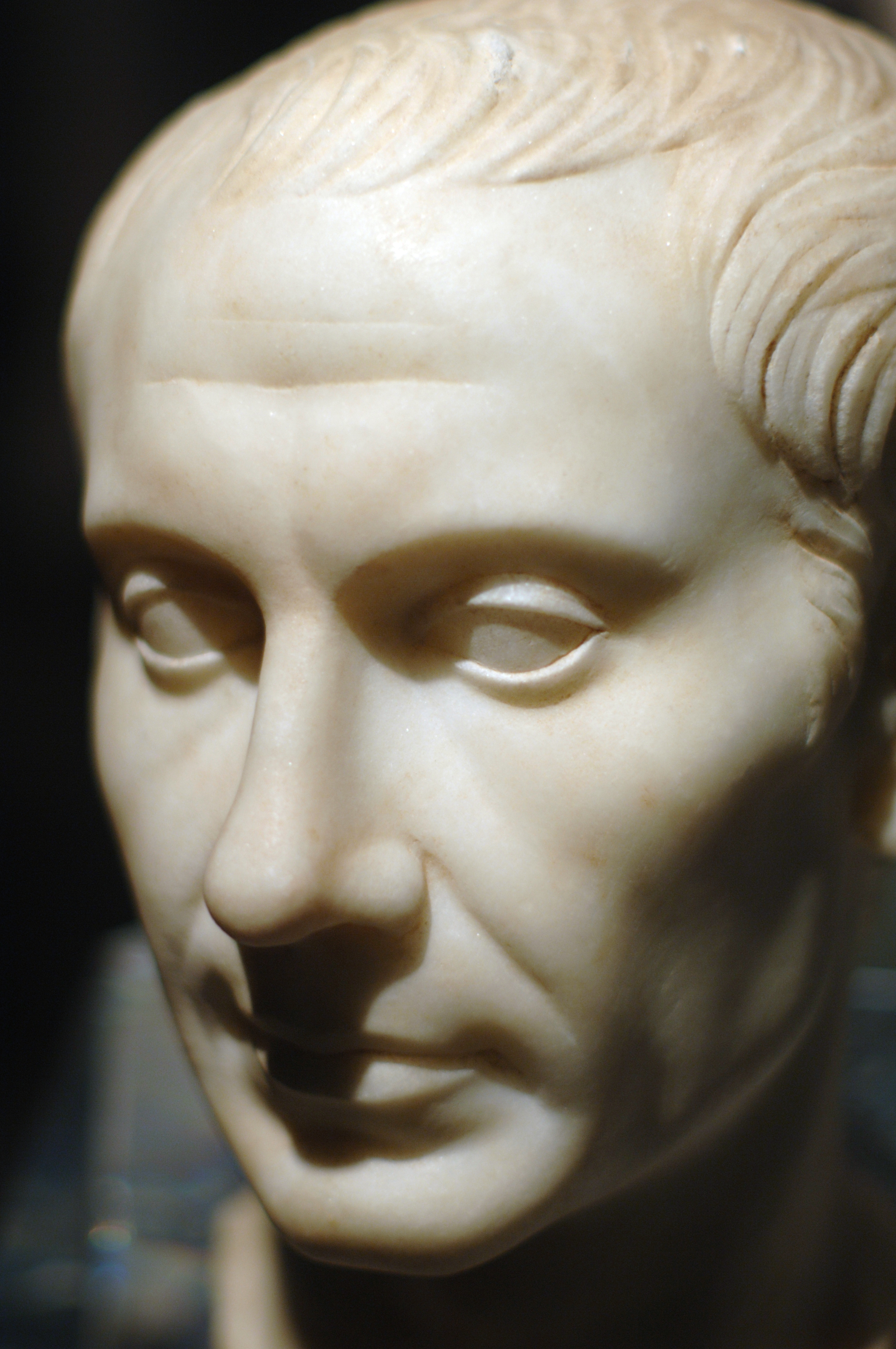
2003 auf Pantelleria gefundene Büste von Julius Caesar (1. Jh. n. Chr.)

Der griechische Dichter Homer wird auf einer Büste aus dem 5. Jahrhundert v. Chr. als Greis mit einer Frisur dargestellt, die eine Glatze kunstvoll verdeckt. Sein Haar wird von einem Reif oder einer Wulstbinde zusammengehalten. Vom Wirbel her verlaufen nach vorne zwei breite Strähnenbahnen, die über der Mitte der Stirn zusammengeknotet sind. Die Darstellung entspricht dem spätarchaischen Stil (560–500 v. Chr.), in dem auch der mythische letzte trojanische König Priamos mit verknoteten Haarsträhnen auf kahlem Kopf auf einer Vase dargestellt ist. Der Geschichtsschreiber Thukydides ist mit einer Locke auf der Stirn dargestellt, die seine Glatze kaschiert.
Das am häufigsten erwähnte Beispiel einer überkämmten Glatze im alten Rom ist Gaius Iulius Caesar, der damit auf mehreren Büsten zu sehen ist. Der Geschichtsschreiber Sueton erwähnt Caesars Haartracht in seinen Kaiserviten (2. Jh. n. Chr.):

„Die Entstellung durch seine Glatze aber verdroß ihn sehr, war sie doch dankbares Objekt für die Witze seiner Widersacher, wie er oft erfahren musste. Daher hatte er es sich angewöhnt, seine spärlichen Haare vom Scheitel nach vorne zu kämmen.“

Zahlreiche Darstellungen Caesars aus augusteischer Zeit zeigen ihn mit vollem, lockigem Haar. Eine 1825 bei Tusculum entdeckte zeitgenössische Büste zeigt Caesar mit Stirnglatze und überkämmtem Haar, eine 2003 auf Pantelleria auf Sizilien gefundene, während der Zeit des Claudius entstandene Büste ebenfalls.
Mit ähnlichen Frisuren wie Caesar werden auch die Kaiser Caligula und Domitian beschrieben. Sueton berichtet, dass Domitian die Erwähnung seiner Kahlköpfigkeit als Beleidigung empfand, und zitiert eine Passage aus seiner Jugendschrift De cura capillorum (Über die Haarpflege), in der er seinen eigenen Haarausfall vorausahnt. Vom Satiriker Juvenal wird Domitian als „kahler Nero“ bezeichnet. Da Haare als Metapher für literarischen Stil galten, konnte das Bild als Spott über die Dichtungen Domitians verstanden werden. Der Philosoph Seneca erwähnt das Kämmen schütterer Haare auf die Stirn in seinem Werk Von der Kürze des Lebens (De brevitate vitae, ca. 49 n. Chr.).

Der Dichter Martial beschreibt überkämmte Glatzen in mehreren satirischen Epigrammen in den Epigrammaton libri duodecim (85–103 n. Chr.). Darin werden die vom Wind durcheinandergebrachten seitlichen Locken mit zwei Jünglingen verglichen, zwischen denen die Glatze wie ein alter Mann steht. Martial empfiehlt, ehrlich zu sein und sich eine Vollglatze zu schneiden. Da Martial dem damaligen Kaiser Domitian mehrere seiner Schriften widmete, wurde die Darstellung als Anspielung auf dessen Haarausfall gedeutet.
Vidissem modo forte cum sedentem

solum te, Labiene, tres putavi.

calvae me numerus tuae fefellit:

sunt illinc tibi, sunt et hinc capilli

quales vel puerum decere possint;

nudumst in medio caput nec ullus

in longa pilus area notatur.
Als ich dich eben so da sitzen sah,

dich ganz allein, da meinte ich, Labienus, es seien drei.

Deine Glatze hat mich zahlenmäßig getäuscht:

Hier hast du Haare, und da hast du Haare,

wie sie wohl zu einem Knaben passen könnten.

Doch nackt ist in der Mitte der Kopf, und kein einziges

Haar ist auf weitem Gelände feststellbar.
Raros colligis hinc et hinc capillos

et latum nitidae, Marine, calvae

campum temporibus tegis comatis;

sed moti redeunt iubente vento

reddunturque sibi caputque nudum

cirris grandibus hinc et inde cingunt:

inter Spendophorum Telesphorumque

Cydae stare putabis Hermerotem.

vis tu simplicius senem fateri,

ut tandem videaris unus esse?

calvo turpius est nihil comato.
Deine spärlichen Haare sammelst du: von hier, von da,

und bedeckst, Marinus, der blanken Glatze weites Feld

mit Haaren von den Schläfen,

doch wenn der Wind es will, bewegen sie sich und kehren zurück:

So werden sie sich selber wiedergeschenkt, bekränzen

den nackten Kopf mit dicken Strähnen von hier, von dort:

Zwischen Spendophorus und Telesphorus

stehe, meint man, des Cydas Hermeros.

Weshalb willst du dich nicht ehrlicher zu deinem Alter bekennen,

so daß du endlich als eine Person erscheinst?

Nichts ist widerlicher als ein langhaariger Glatzkopf.
Martial verwendet den Neologismus „trifilis“ („dreihaarig“) für den misslungenen Versuch, gekämmte Salbe wie Haare wirken zu lassen. Eine Haarzunge über der Stirnmitte, die eine beginnende Glatze kaschiert, gehörte in der späten Kaiserzeit zu Motiven der Ikonographie von Dichter- und Denkerdarstellungen. Der germanische Stamm der Sueben trug sogenannte Suebenknoten, bei denen Haare über den Kopf gekämmt und auf einer Seite zusammengeknotet werden. Der römische Geschichtsschreiber Tacitus berichtet in der Germania, die Haartracht habe als Kriegsschmuck gedient, um im Auge des Feinds furchtbarer zu wirken. Sie sei bis ins hohe Alter getragen worden. Eine derartig frisierte Figur eines dem römischen Heer unterlegenen germanischen Fürsten ist auf dem Sarkophag von Portonaccio in Rom dargestellt. Sie wurde als „Spottstatue“ interpretiert.

### Neuzeit

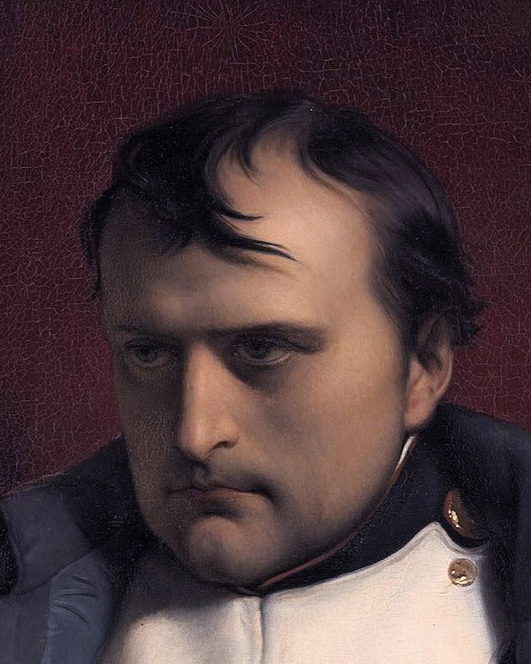
Napoleon Bonaparte, Porträt von Paul Delaroche (1814)

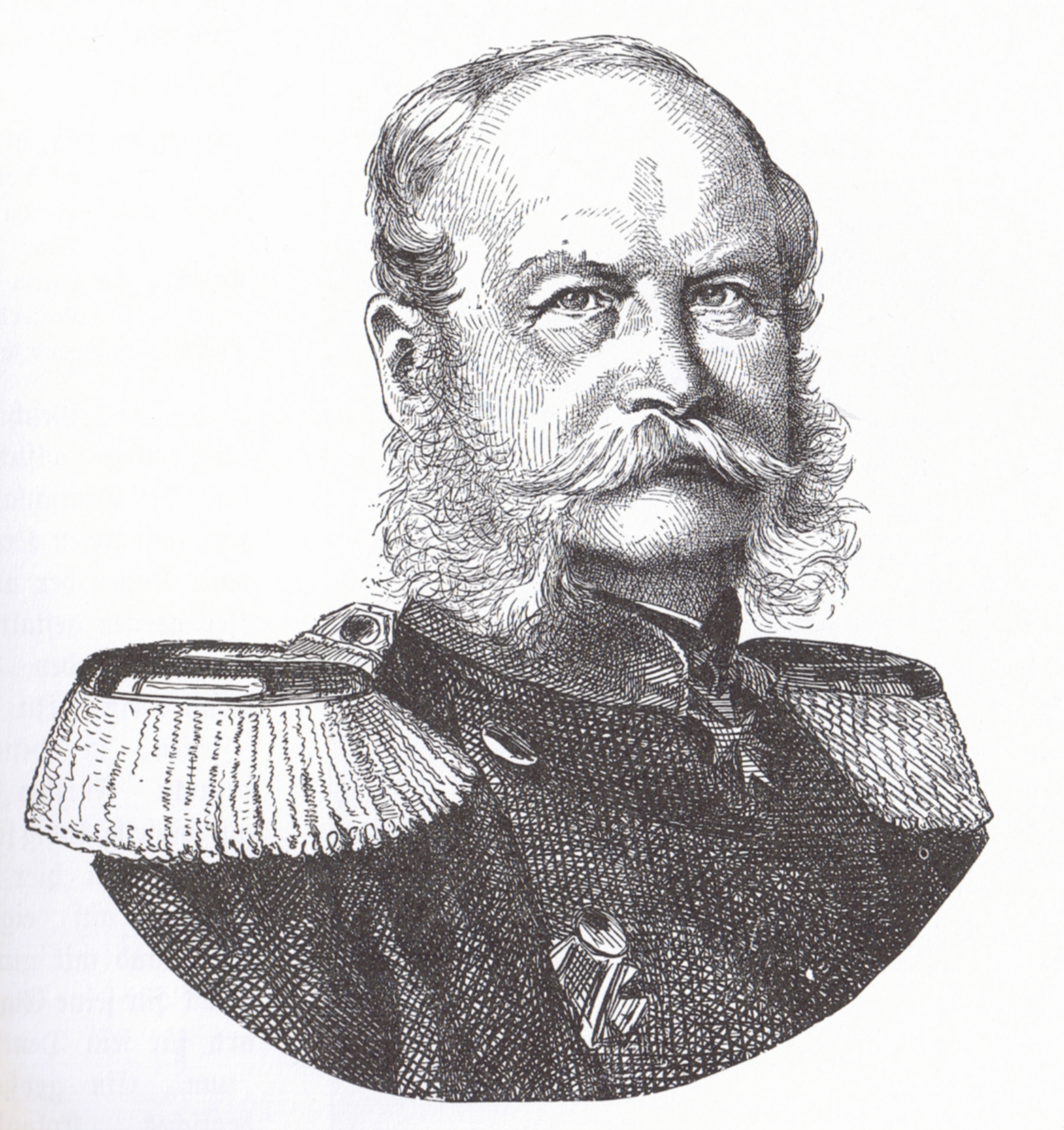
Kaiser Wilhelm I. gezeichnet 1895

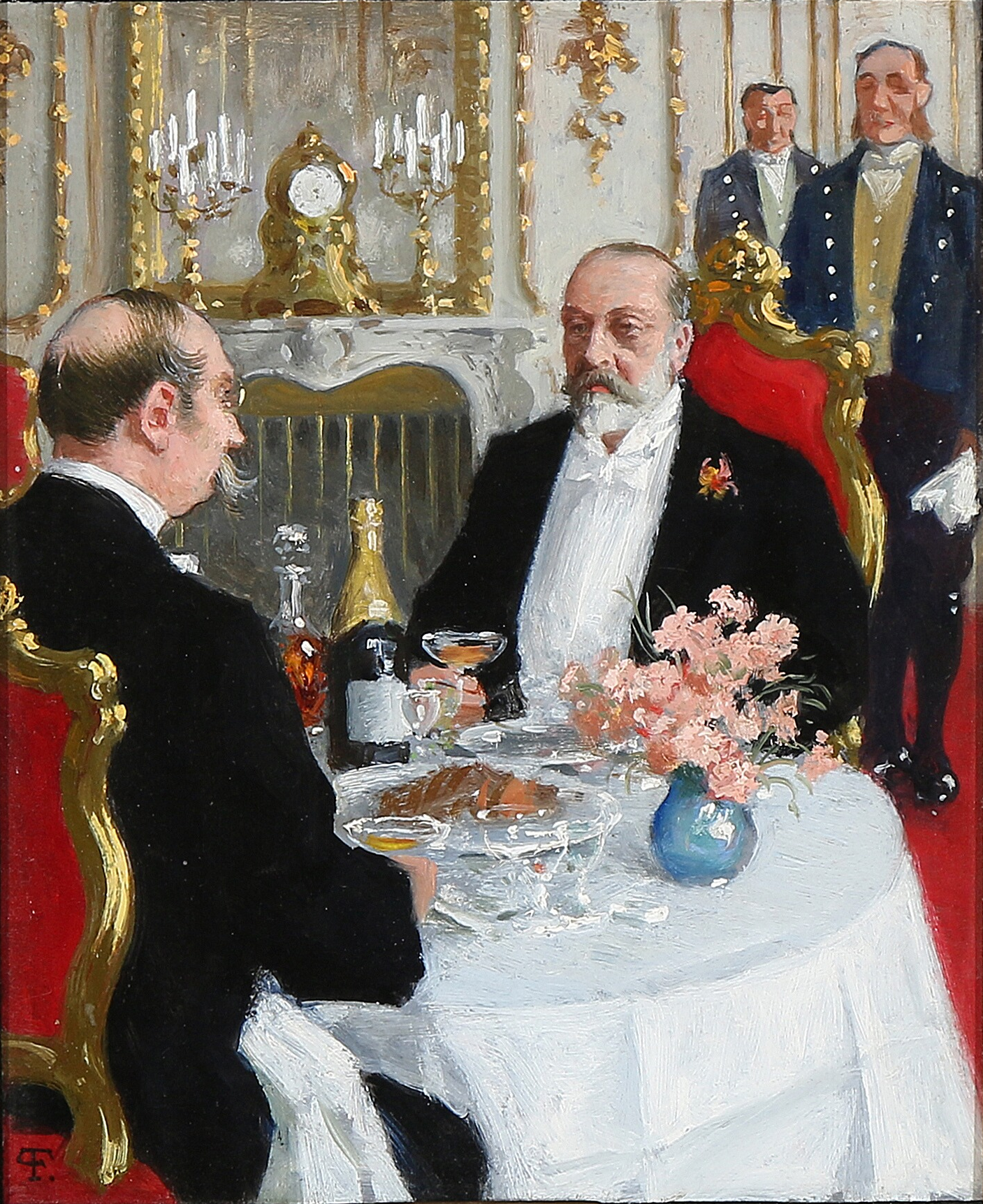
Georg I. von Griechenland (links), Gemälde von Paul Gustav Fischer, zwischen 1901 und 1910

Auf Porträts und Skulpturen vor dem 19. Jahrhundert sind überkämmte Glatzen selten abgebildet, da offizielle Personen häufig Kopfbedeckungen oder Perücken trugen. Die Encyclopédie Catholique beschreibt 1844 den angeblich erfolglosen Versuch Karls des Kahlen im 9. Jahrhundert, sein spärliches Haar nach Vorbild der antiken Kaiser nach vorne zu kämmen. Einer der frühesten überlieferten neuzeitlichen Fälle einer überkämmten Glatze ist Napoleon Bonaparte. Während er als General das Haar lang trug, ließ er sich als Kaiser das Haar kurz schneiden. In der Grande Armée wurde er daher „le tondu“ („der Geschorene“) genannt. Der Friseur seiner Frau Josephine kämmte ihm das schütter werdende Haar nach vorne.
Verschiedene Staatsmänner des 19. Jahrhunderts waren mit seitlich überkämmten Glatzen abgebildet, darunter Albert von Sachsen-Coburg und Gotha, der Mann von Königin Victoria, Friedrich Wilhelm IV. von Preußen, Georg I. von Griechenland, Otto von Bismarck und Kaiser Wilhelm I. Viele Porträts aus der Zeit des Biedermeier und des Realismus zeigen die Frisur.
Zahlreiche Staatsoberhäupter und Regierungschefs wurden im 20. und 21. Jahrhundert mit überkämmter Glatze abgebildet. Darunter sind
- Hafiz al-Assad
- Michel Aoun
- Traian Băsescu
- Silvio Berlusconi
- Joe Biden[36]
- Otto von Bismarck
- Abdelaziz Bouteflika
- Heinrich Brüning
- Charles III.
- Jacques Chirac
- Édouard Daladier
- Eduard VII. von Großbritannien
- Dwight D. Eisenhower
- Valéry Giscard d’Estaing
- Gerald Ford
- Rudolf Kirchschläger
- Helmut Kohl
- Fürst Hans-Adam II. von Liechtenstein
- René Lévesque
- Alexander Lukaschenko[37]
- Nakasone Yasuhiro
- Benjamin Netanjahu
- Nguyễn Xuân Phúc
- Ehud Olmert
- Hassan Sabry Pasha
- Wladimir Putin
- Heng Samrin
- Thein Sein
- Walter Simons
- Abd al-Fattah as-Sisi
- Gustav Stresemann
- Donald Trump
- Prinz William

## Frisiertechniken

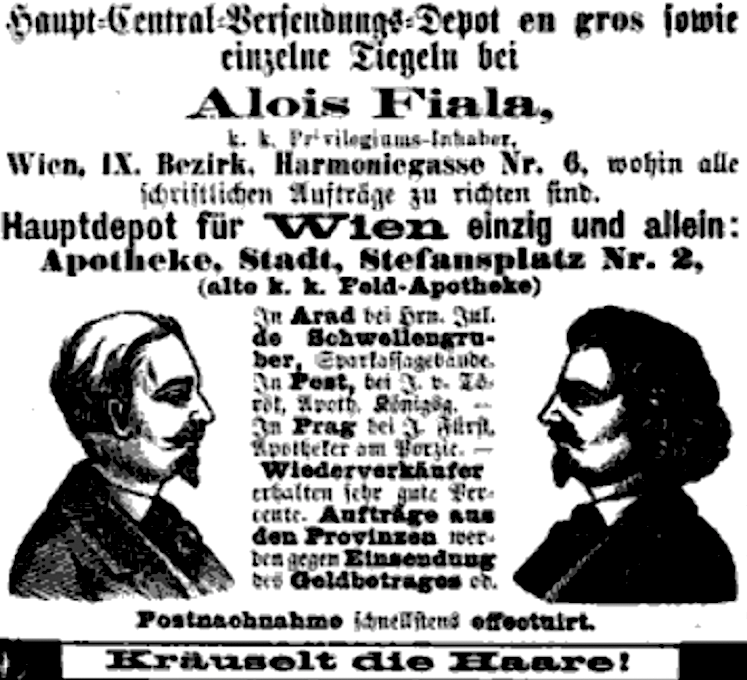
Werbeanzeige für Pomade, links Kopf mit teilweise überkämmter Glatze, rechts Kopf mit vollem Haar (1869)

In zeitgenössischen Lehrbüchern ist die Frisur nicht enthalten. Zu Beginn des 20. Jahrhunderts wird sie vereinzelt beschrieben und dabei oft negativ bewertet. Verschiedene historische und zeitgenössische Ratgeber warnen außerdem davor, lichter werdendes Haar regelmäßig zu kämmen, da so der Haarausfall verstärkt werden könne. Die amerikanische Soziologin Kristen Barber dokumentiert in ihrer Studie Styling Masculinity (2016) über die amerikanische Männer-Haarstyling-Industrie anhand von Interviews, dass der Comb-Over nicht zu den offiziell angebotenen Frisuren der von ihr befragten Friseure zählt. Eine Friseurin erklärt darin, dass sie Kunden von der Frisur abrate. Wenn Kunden trotzdem darauf bestünden, werde der Wunsch erfüllt, allerdings unter der Voraussetzung, dass sie nicht weitererzählten, woher sie den Haarschnitt hätten. Die Information könne die Friseurin oder den Salon in Verruf bringen.
Im Lehrwerk Der deutsche Barbier, Friseur und Perückenmacher (1904) von Otto Groß wird das Bedecken einer Glatze beschrieben: „Sind kahle Stellen vorhanden, so läßt man die darüber hängenden Haare länger, so daß sie die kahlen Stellen vollständig bedecken.“ Ein bestimmter Haarschnitt wird nicht vorgegeben, „da bei jedem Kunden andere Faktoren in Betracht kommen und auch die künstlerische Anschauung des Friseurs maßgebend ist.“ Insbesondere der „Bogenscheitel“, der im Bogen vom Wirbel zur Stirn geht, werde von „solchen Herren bevorzugt, die ein spärliches Kopfhaar oder gar eine Glatze haben; die langen Seitenhaare sollen sie verdecken.“

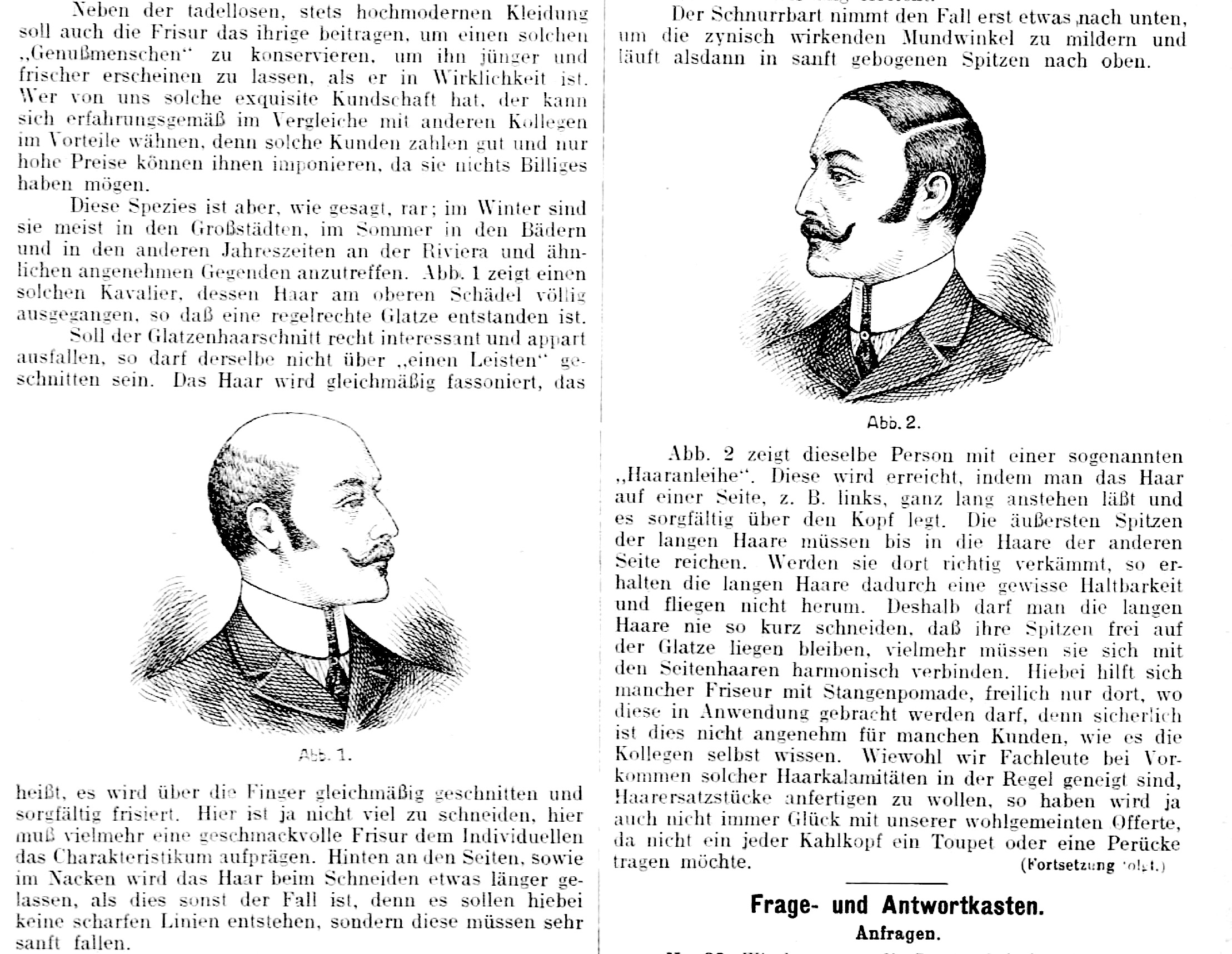
Abb. 1: Kopf mit Glatze; Abb. 2: Kopf mit überkämmter Glatze (1907)

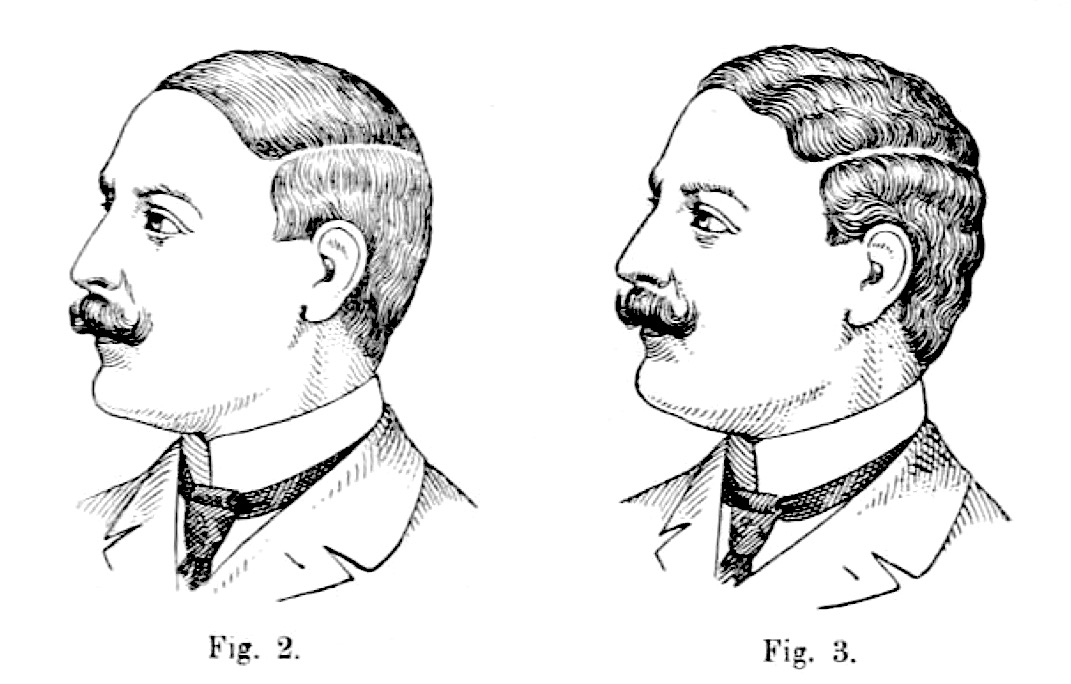
Fig. 2: Kopf mit überkämmter Glatze; Fig. 3: Kopf mit Haarteil (1906)

In der Neuen Wiener Friseur-Zeitung veröffentlichte Erich von Rischovský ab 1906 mehrere Artikel über das Überkämmen von Glatzen und verglich die Frisur anhand von Abbildungen mit Toupets und Haarteilen. 1907 vergleicht er einen Kopf mit Glatze und einen mit einer „Haaranleihe“:

„Diese wird erreicht, indem man das Haar auf einer Seite, z. B. links, ganz lang anstehen läßt und es sorgfältig über den Kopf legt. Die äußersten Spitzen der langen Haare müssen bis in die Haare der anderen Seite reichen. Werden sie dort richtig verkämmt, so erhalten die langen Haare dadurch eine gewisse Haltbarkeit und fliegen nicht herum. Deshalb darf man die langen Haare nie so kurz schneiden, daß ihre Spitzen frei auf der Glatze liegen bleiben, vielmehr müssen sie sich mit den Seitenhaaren harmonisch verbinden. Hiebei hilft sich mancher Friseur mit Stangenpomade, freilich nur dort, wo diese in Anwendung gebracht werden darf, denn sicherlich ist dies nicht angenehm für manchen Kunden, wie es die Kollegen selbst wissen. Wiewohl wir Fachleute bei Vorkommen solcher Haarkalamitäten in der Regel geneigt sind, Haarersatzstücke anfertigen zu wollen, so haben wir ja auch nicht immer Glück mit unserer wohlgemeinten Offerte, da nicht ein jeder Kahlkopf ein Toupet oder eine Perücke tragen möchte.“

1920 verweist Rischovský auf das unschöne Aussehen sowie die Instabilität der überkämmten Strähnen und fordert Friseure dazu auf, auch Kunden, die kein Toupet tragen möchten, davon zu überzeugen:

„Denn daß diese Haaranleihe von irgendjemandem als „schön“ oder auch nur angenehm empfunden werden könnte, läßt sich schließlich nicht behaupten. Zumal, wenn sich einzelne Partien der also fixierten Haarbedeckung loslösen, und etwa unter dem Hute hervorschauen, sieht solches abscheulich aus; ja es kommt zuweilen vor, daß solche kleine Fatalitäten oft große Heiterkeit erregen und nicht selten Spott und Hohn verursachen können. Deshalb ist es sehr angebracht, daß wir bei angehender Glatzenbildung, die nicht einen vorübergehenden Fehler darstellt, sondern eine regelrechte Glatze […] werden soll, beizeiten die Anfertigung eines Erstatzstückes in ernstlichen Vorschlag bringen, ehe der Kunde sich an den Anblick seiner Glatze gewöhnt oder sich gar schon eine „Anleihe“ aus eigenem Antriebe, sozusagen aus Ermangelung von etwas besserem, zugelegt hat. Solche Unterlassungssünden seitens des Friseurs sind nicht schwer genug zu rügen namentlich, wenn dies vielleicht aus purer Bequemlichkeit geschieht, oder weil man meint, man habe genügend im „Salon“ zu tun.“

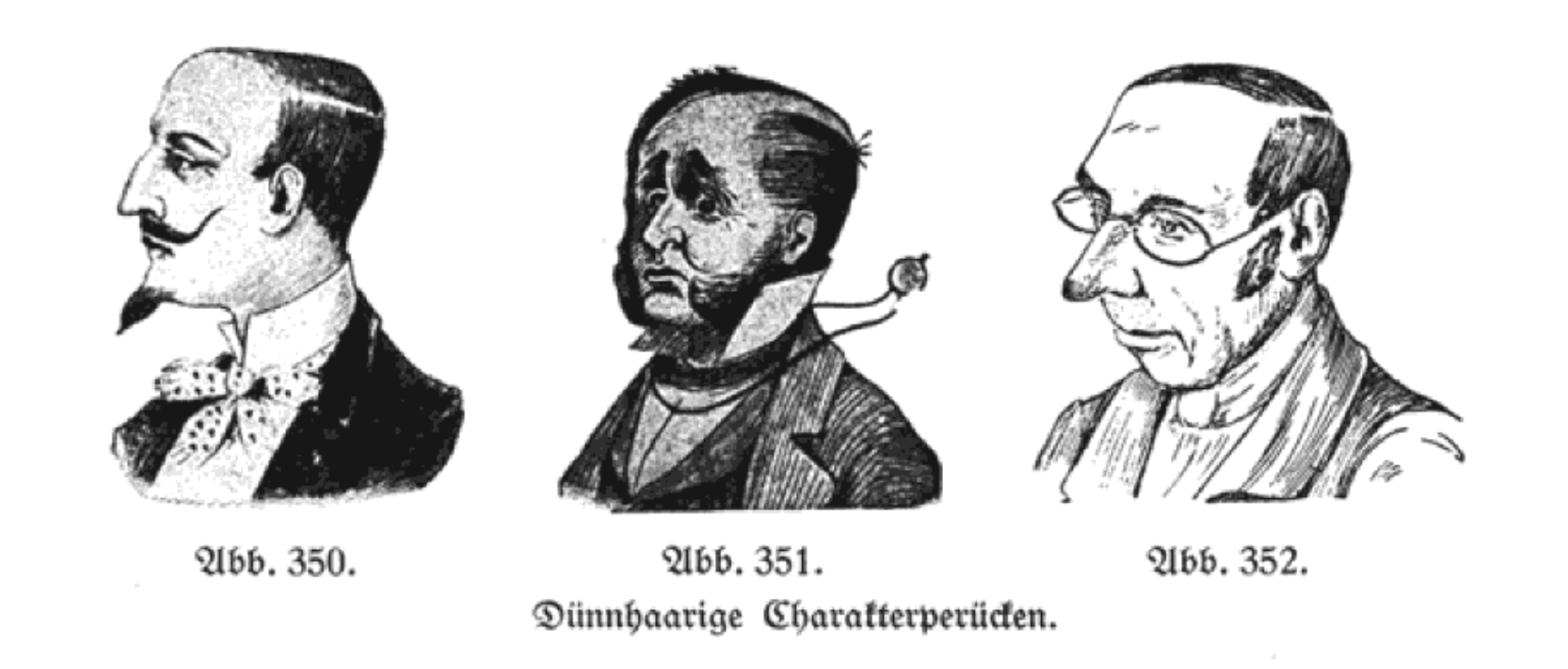
„Dünnhaarige Charakterperücken“, Lehrbuch von Ferdinand Müller (1925)

Das Lehrbuch Der moderne Friseur und Haarformer in Wort und Bild von Ferdinand Müller beschreibt 1925 die Anfertigung von Theaterperücken, die überkämmte Glatzen nachahmen sollen:

„Frisuren kann man eigentlich nicht sagen, denn es sind nur Reste einer solchen. Und doch, welch ein Bemühen spricht aus ihnen! Man fühlt förmlich, wie der Besitzer der Haarreste ängstlich am Bestehen jedes einzelnen Härchens interessiert ist, daß es auch gehörig zur Geltung komme. Außer der Gestaltung sind es nun noch die Farben und deren abgestufte oder gegenübergestellte Abtönungen, die das Bild beleben und vervollständigen. Hier ein weißer, dort ein dunkler Schatten und doch naturgemäß. Auch die Knüpfkunst muß mit zur Erhöhung der Wirkung beitragen. Warum steht die aus 8 oder 10 Haaren bestehende kleine Gruppe so im Stoff, als wollte sie sich eigenwillig vom Ganzen loslösen, als hätte sie sich nur widerspenstig dem Bürstenstrich gefügt? Ja, das ist gewollte Unordnung! Sie sind, entgegen der Regel, verkehrt eingeknüpft.“

1975 veröffentlichte Eric Oakley das Buch A Method of Disguising Your Male Baldness Using Your Own Hair From the Sides (Eine Methode zur Verdeckung Ihrer Glatze mit Haaren von den Seiten). Er rät darin, zunächst die richtige Seite zu finden, von der aus die Haare überkämmt werden sollen. Da die Haare lang genug sein müssten, um über den Kopf zu reichen, solle man Zeit einplanen, um sie wachsen zu lassen. Außerdem müsse man sich für eine geeignete Stelle für den Scheitel entscheiden. Oakley empfiehlt einen minimalen Abstand zum Ohr von einem Zoll. Zum Frisieren sollten die Haare nass gemacht und über die kahle Stelle gebürstet werden. Es solle immer in Richtung Stirn gekämmt werden, da der Hinterkopf weniger wichtig sei. Anschließend müssten sie geföhnt werden, um voller zu erscheinen. Zur Stabilität gegen Wind und Wetter sowie das Auf- und Absetzen von Kopfbedeckungen müsse anschließend ein Mittel zur Festigung verwendet werden. Oakley warnt vor Regen, da Nässe die Haare strähnig aussehen lasse. Bei sportlichen Betätigungen wie Schwimmen, Fußball und Rugby könne die Frisur nicht aufrechterhalten werden.
1975 meldeten die Amerikaner Donald J. Smith und sein Vater Frank J. Smith unter dem Titel Method of concealing partial baldness (Methode zur Verdeckung partieller Kahlheit) ein Patent für eine Kämmtechnik an, die eine Glatze (Typ VA des Hamilton-Norwood-Schemas) durch das Legen von drei lang gewachsenen Strähnen verdecken sollte. Das Patent wurde 1977 bewilligt. Das Magazin Spy interviewte die beiden 1991. Donald, ein ehemaliger Polizist, der sich in Orlando zur Ruhe gesetzt hatte, verfolgte ursprünglich den Plan, nach dem Patent der Frisur ein weiteres Patent für ein Haarstyling-Mittel anzumelden, was jedoch nicht geschah. Der dreifache Comb-Over war nach seinen Angaben bei seinem Vater nötig geworden, weil ein Verfahren mit nur einer Strähne dessen Glatze nur unzureichend habe überdecken können. 2004 erhielt die Erfindung den Ig-Nobelpreis.

## Kämmrichtungen
Das englische „comb-over“ und die deutsche „Sardellenfrisur“ bezeichnen zumeist das seitliche Überkämmen (siehe Beispiele „von links nach rechts“ und „von rechts nach links“). Es existieren auch Kämmrichtungen zwischen Stirn und Hinterkopf („von vorne nach hinten“, „von hinten nach vorne“). Die Kämmrichtung von hinten nach vorne mit über die Stirn fallenden Strähnen gehört zur antiken Ikonografie und findet sich auch in neuzeitlichen Darstellungen wieder. Außerdem gibt es Frisuren, die verschiedene Kämmrichtungen kombinieren („schräg“, „von mehreren Seiten“, zu den unterschiedlich beschriebenen Kämmrichtungen der Frisur von Donald Trump siehe Abschnitt „Combover“). Es gibt Varianten, bei denen Strähnen durchgehend über den gesamten Kopf verlaufen („durchgehende Überkämmung“), und solche, bei denen Strähnen lediglich einen Teil des Kopfes verdecken („partielle Überkämmung“: „von einer Seite“, „von den Seiten nach oben“, „von den Seiten nach vorne“). Bei Haarausfall nach Typ VI bis VII des Hamilton-Norwood-Schemas, bei dem auf der Stirn eine Haarinsel verbleibt, kann von dort zur Seite oder nach hinten gekämmt werden („von der Stirn nach links“, „von der Stirn nach rechts“ und „von der Stirn nach hinten“).
Der englische Librettist William Schwenck Gilbert, der später Teil des Duos Gilbert und Sullivan war, veröffentlichte 1867 einen Artikel in der Satirezeitschrift Fun, in dem er drei Typen von Glatzköpfen karikierte. Einer von ihnen ist mit Glatze und an den Seiten nach vorne gekämmten, ein anderer mit von den Seiten nach oben gekämmten Strähnen gezeichnet. Seine Schwäche sei, nicht zu wissen, dass er eine Glatze habe: „Er lässt einen denken, dass es üblich ist, dass die Haare von den Seiten nach oben sprießen und nach oben wachsen, über dem Schädel liegen, bis sich die beiden entgegengesetzten Linien treffen und (zur metaphorischen Verwirrung) ihre Bajonette über der Beule der Ehrfurcht kreuzen.“

### Durchgehende Überkämmung

Von links nach rechts
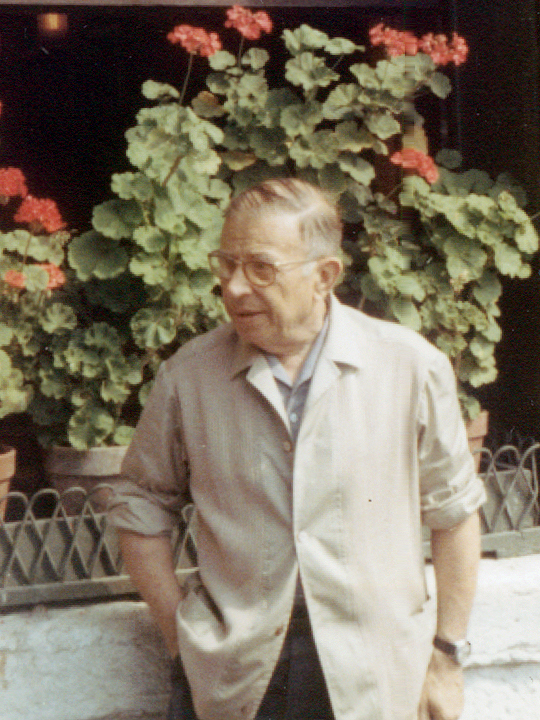
Jean-Paul Sartre
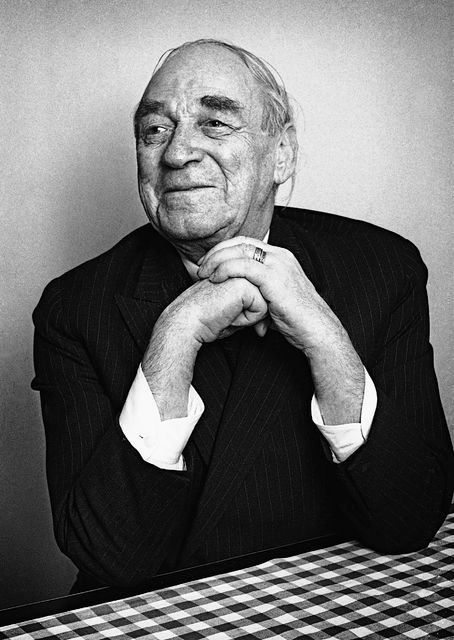
Alvar Aalto
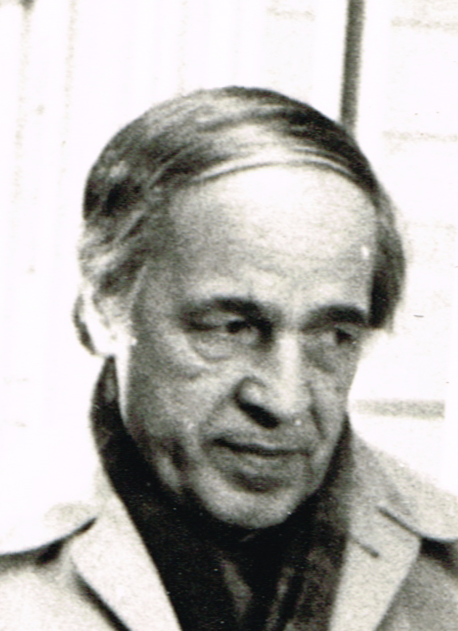
Pierre Boulez
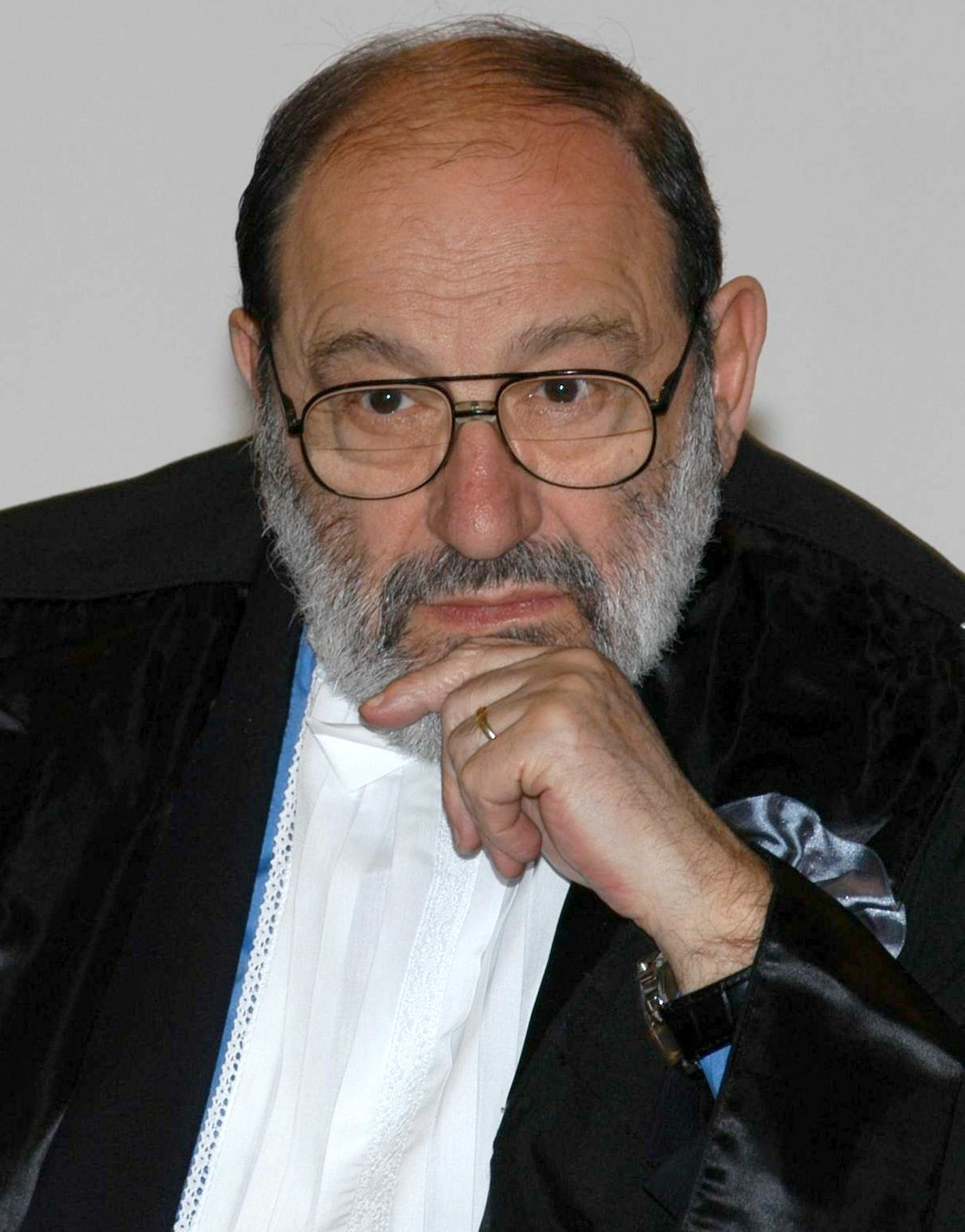
Umberto Eco
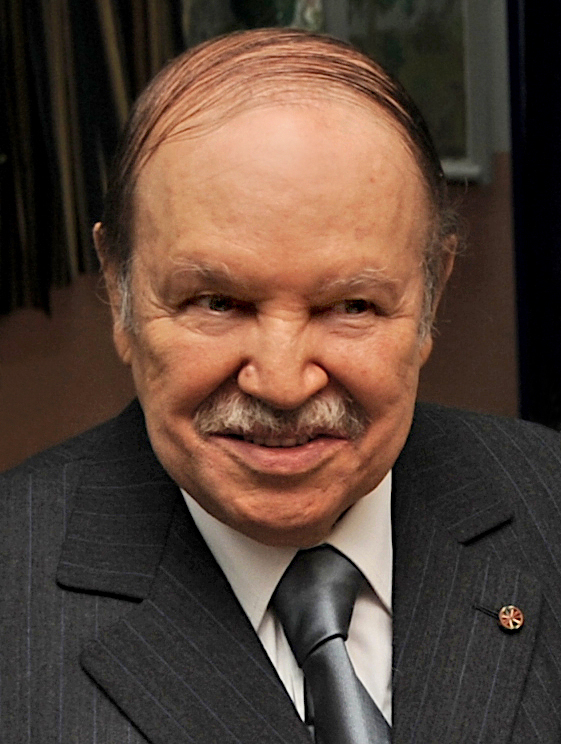
Abd al-Aziz Bouteflika

Von rechts nach links
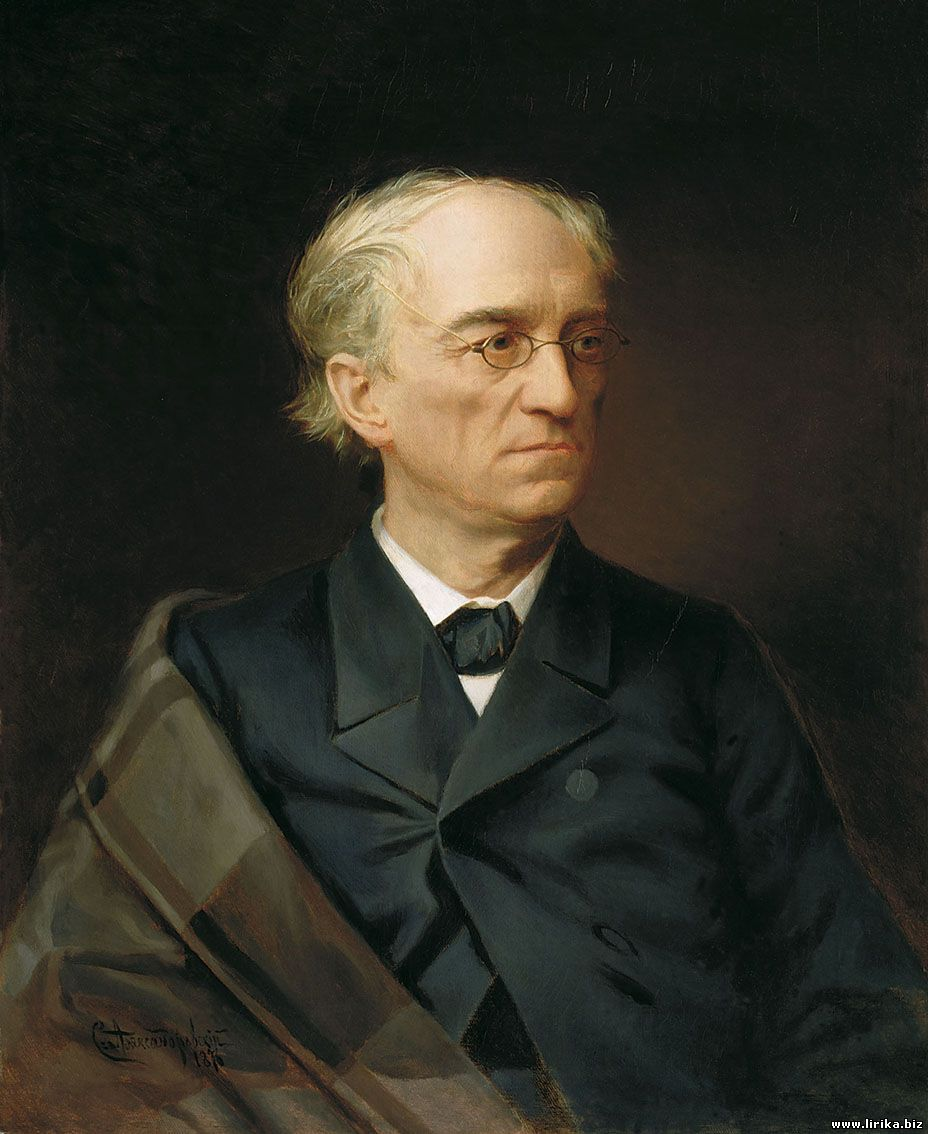
Fjodor Tjutschew
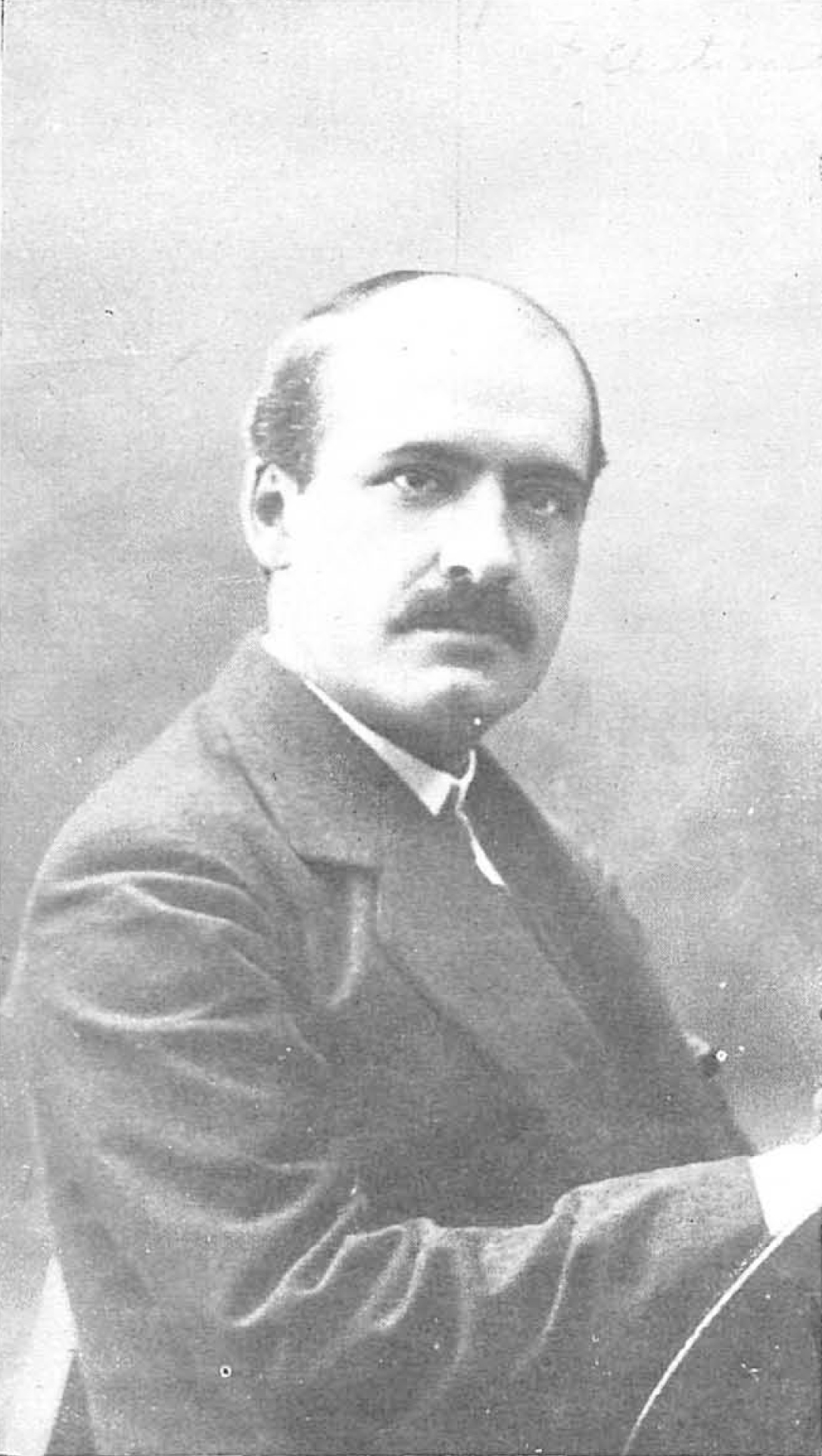
José Ortega y Gasset
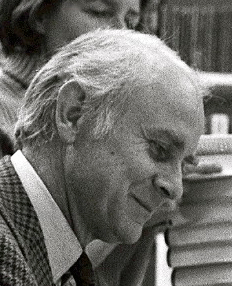
Loriot
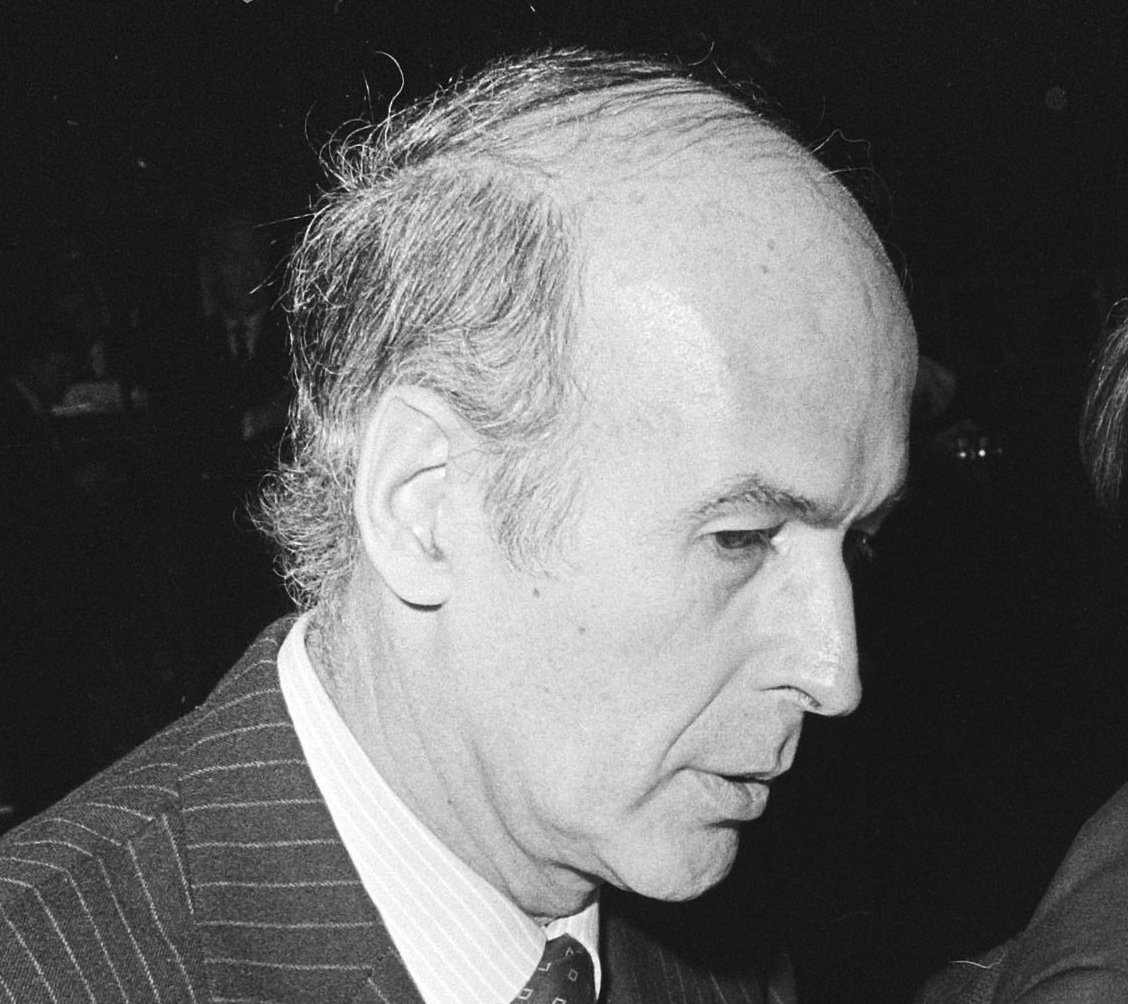
Valéry Giscard d’Estaing

Von vorne nach hinten
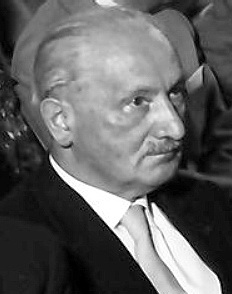
Martin Heidegger
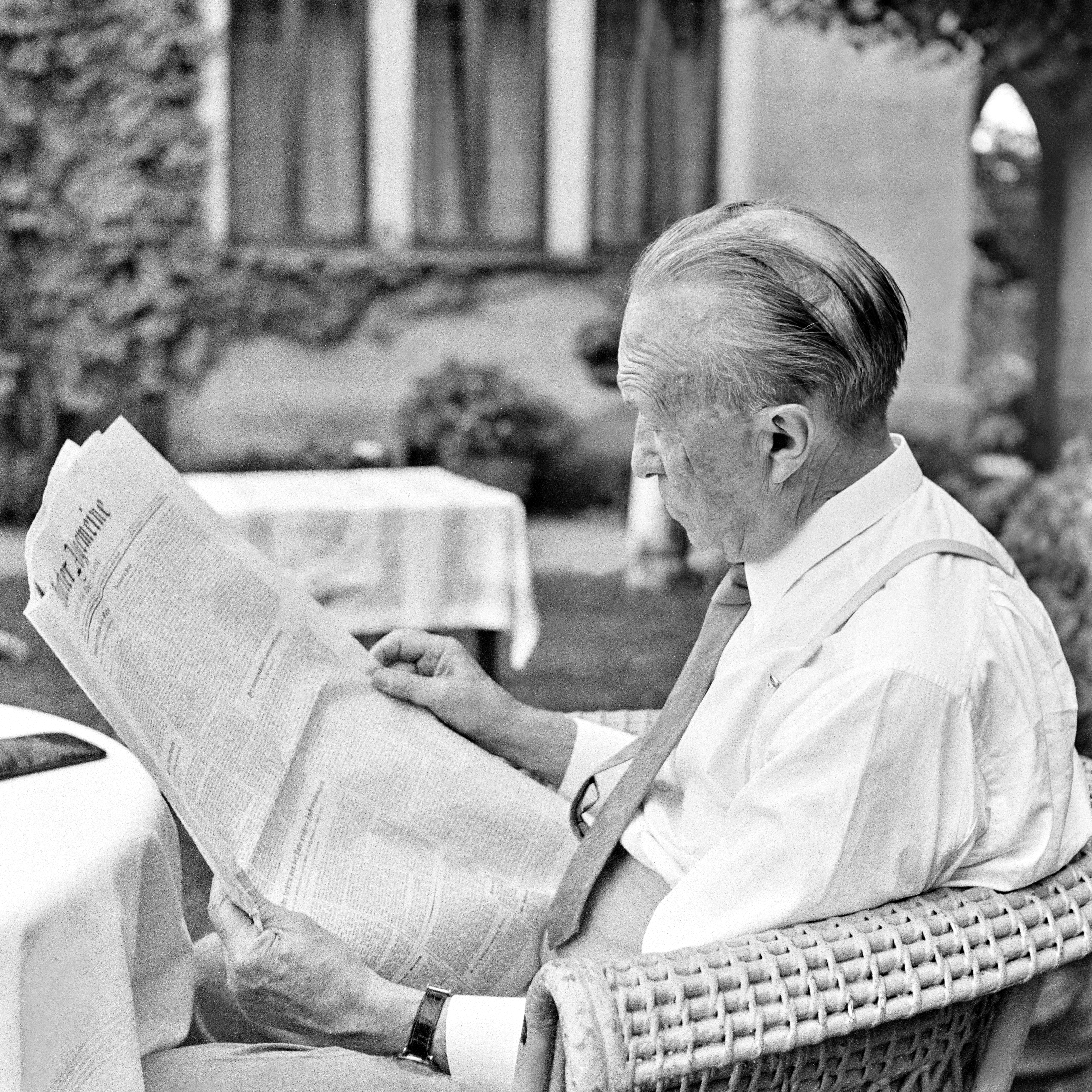
Konrad Adenauer
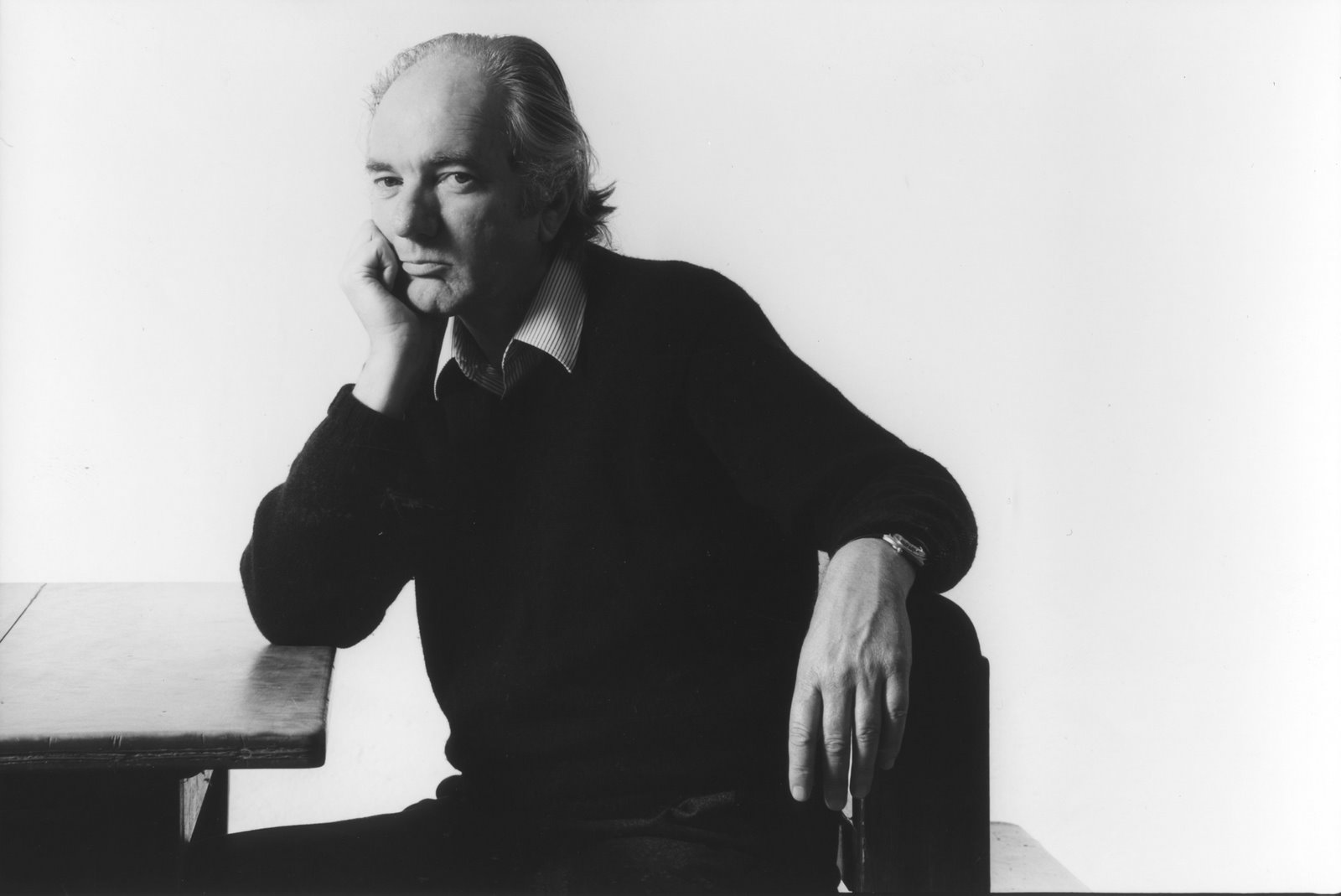
Thomas Bernhard
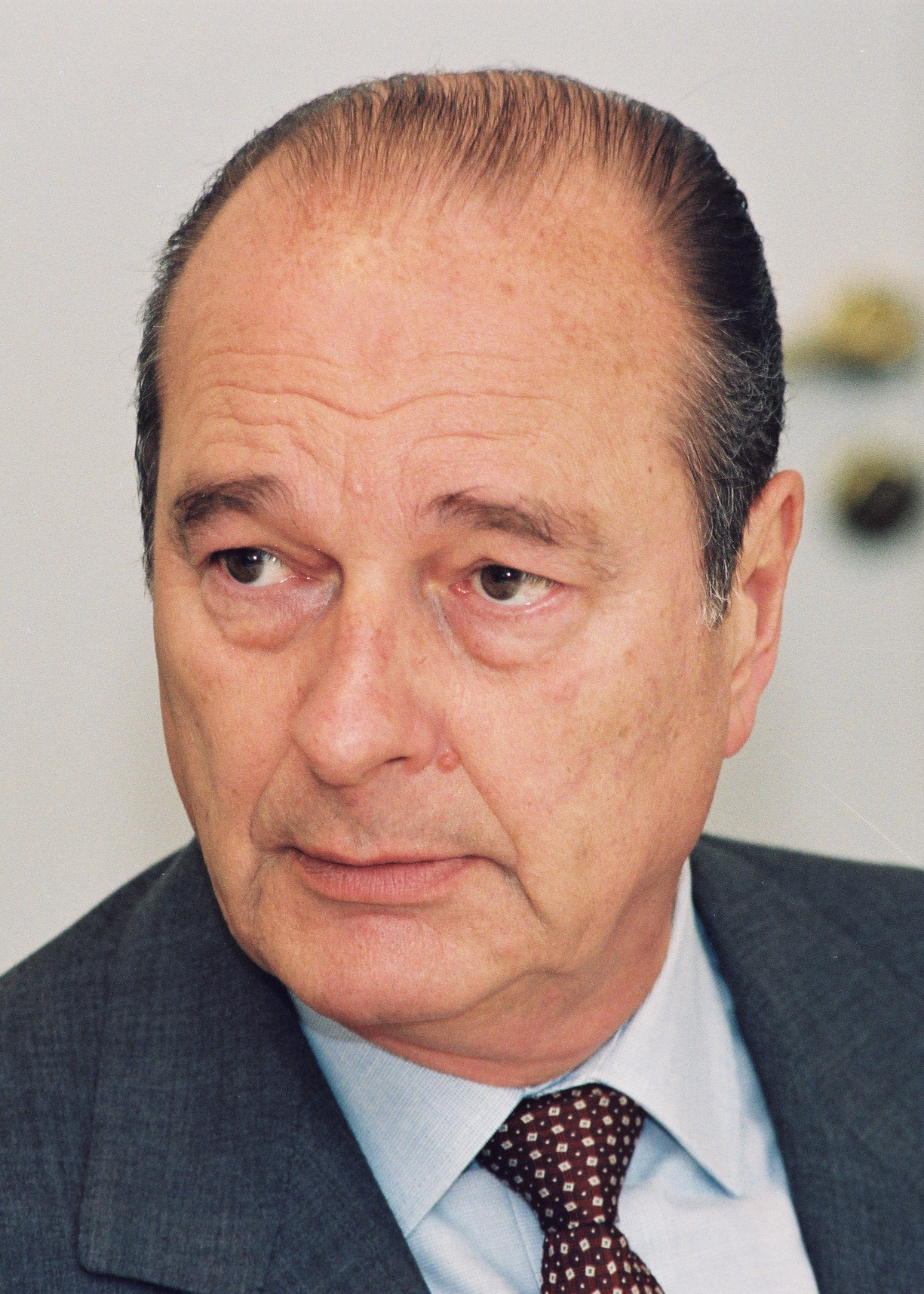
Jacques Chirac

Von hinten nach vorne
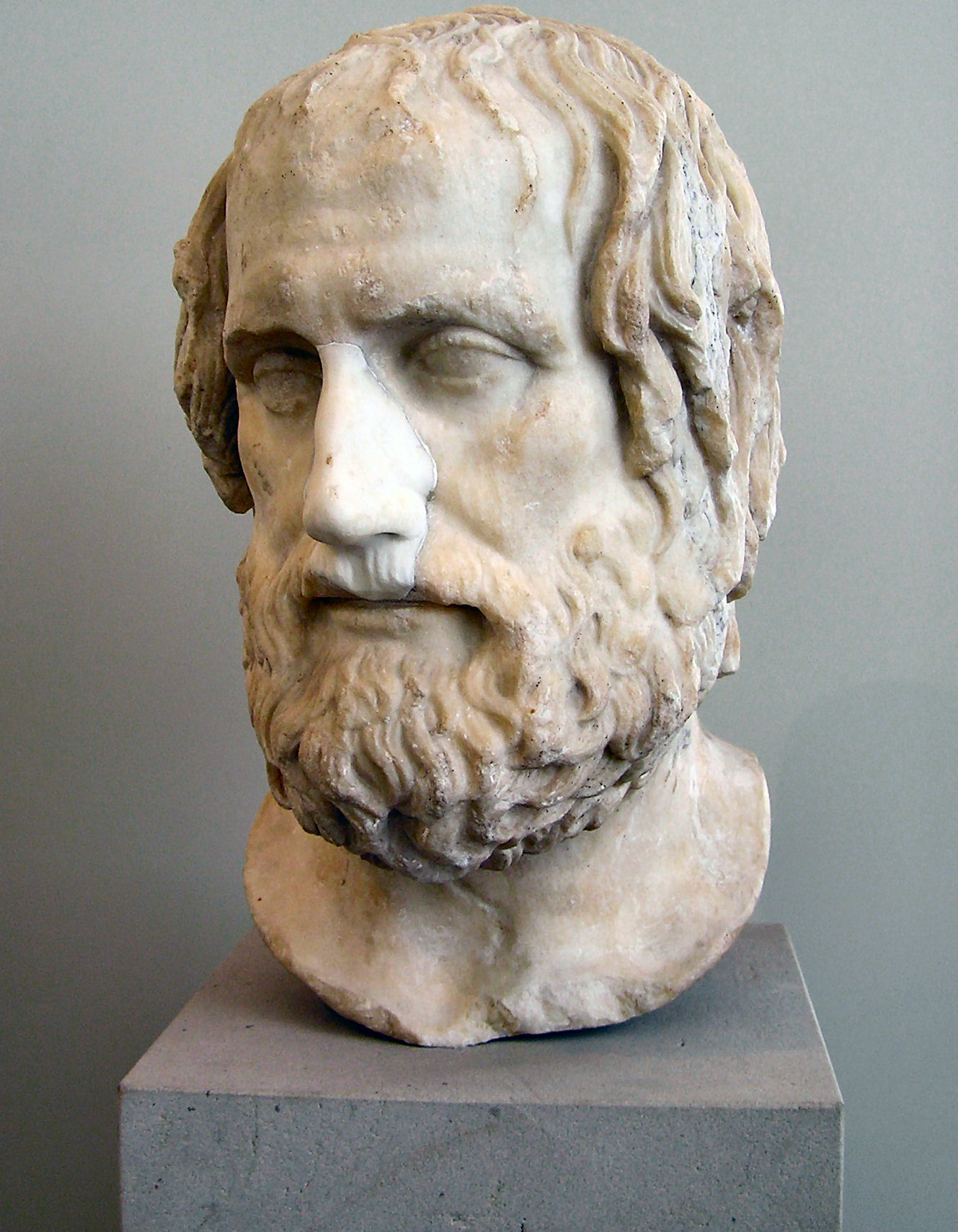
Euripides
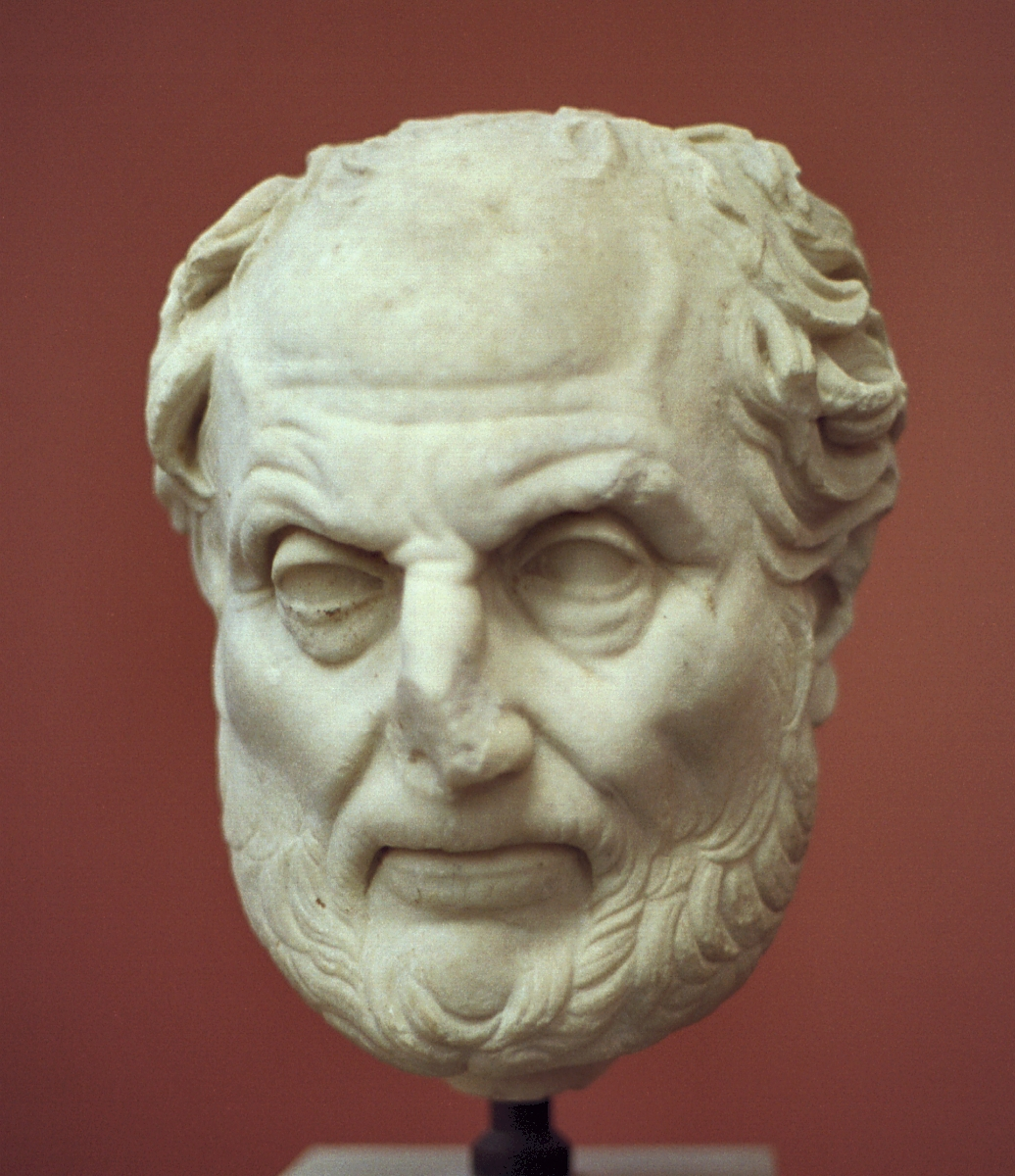
Thukydides
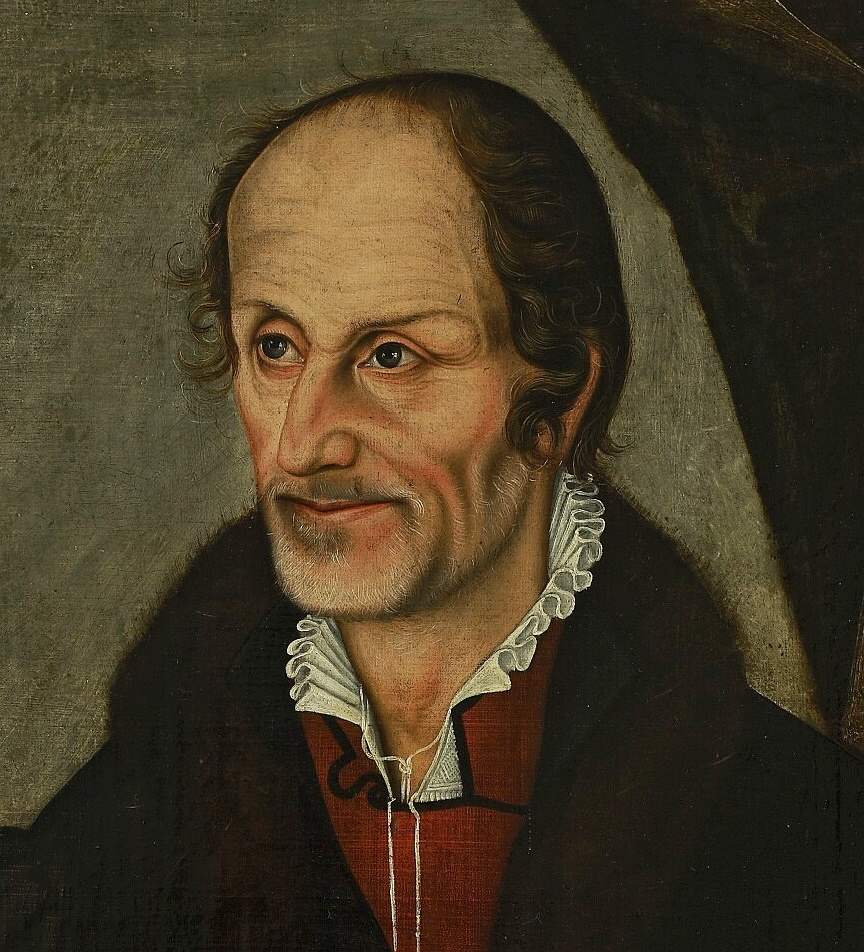
Philipp Melanchthon
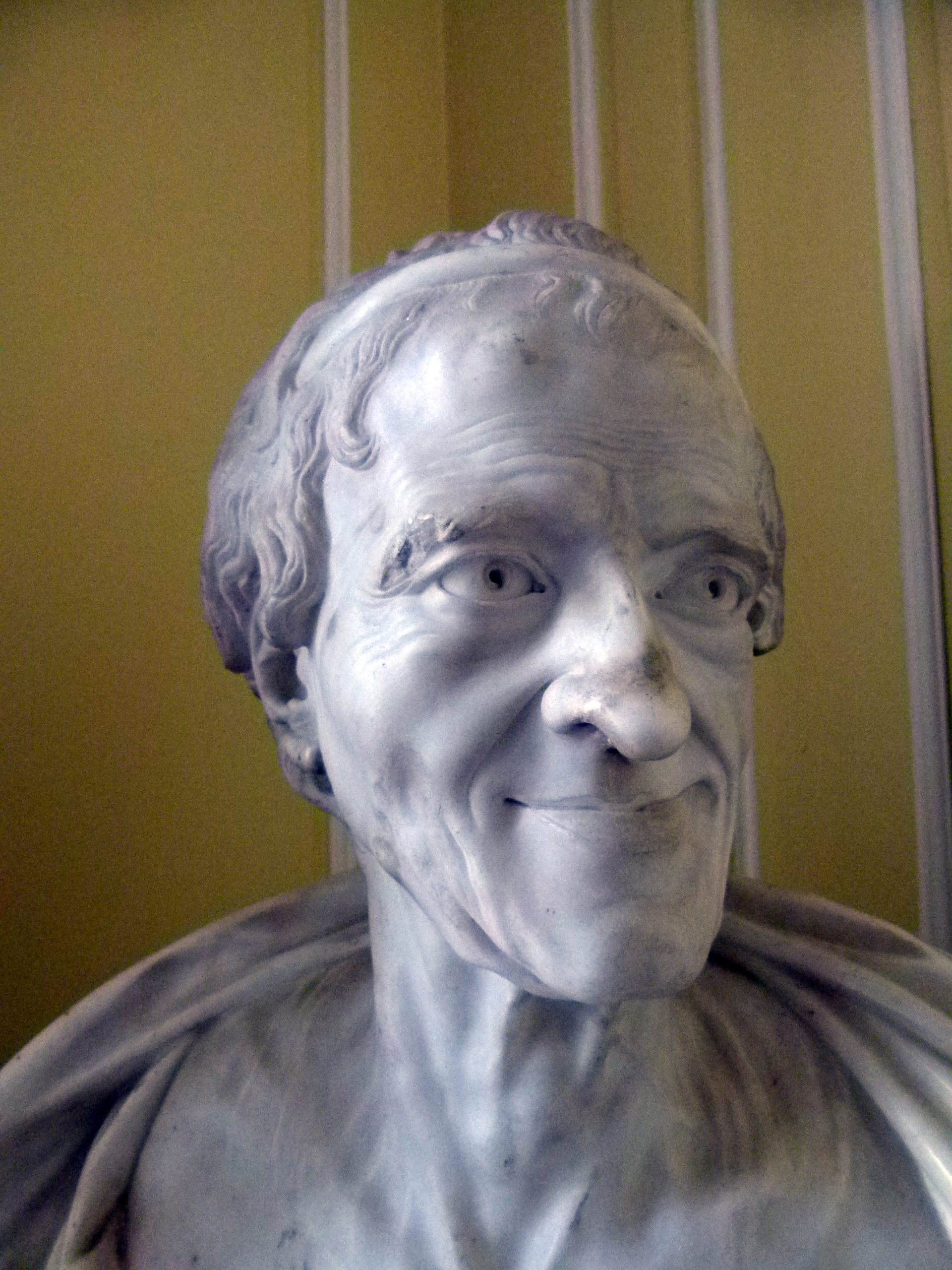
Voltaire
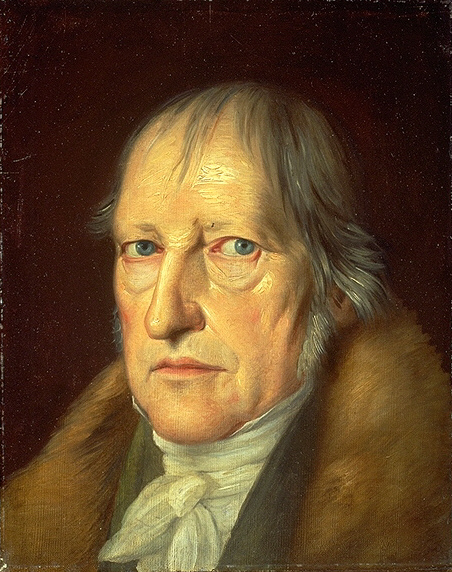
Georg Wilhelm Friedrich Hegel
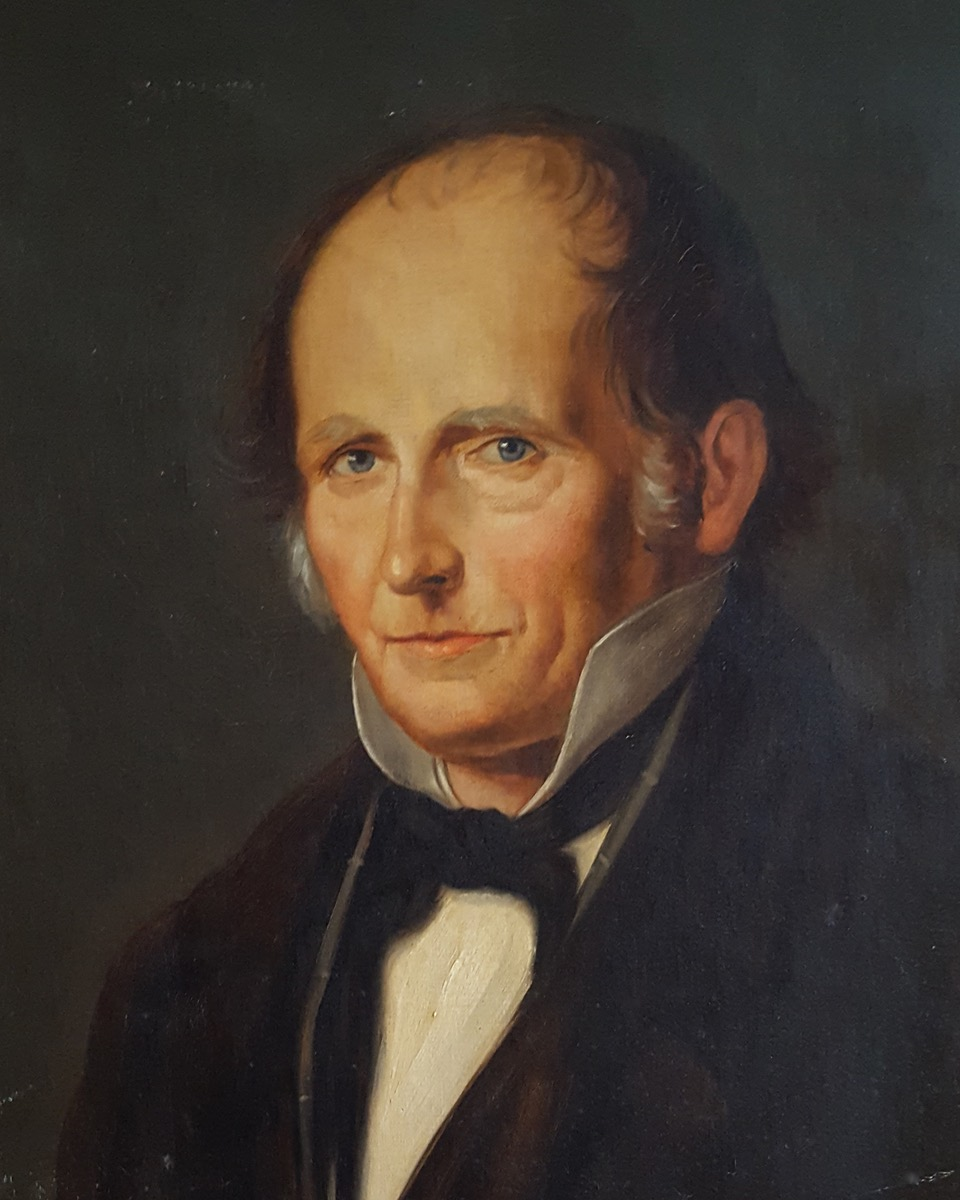
Adolph Diesterweg

Schräg
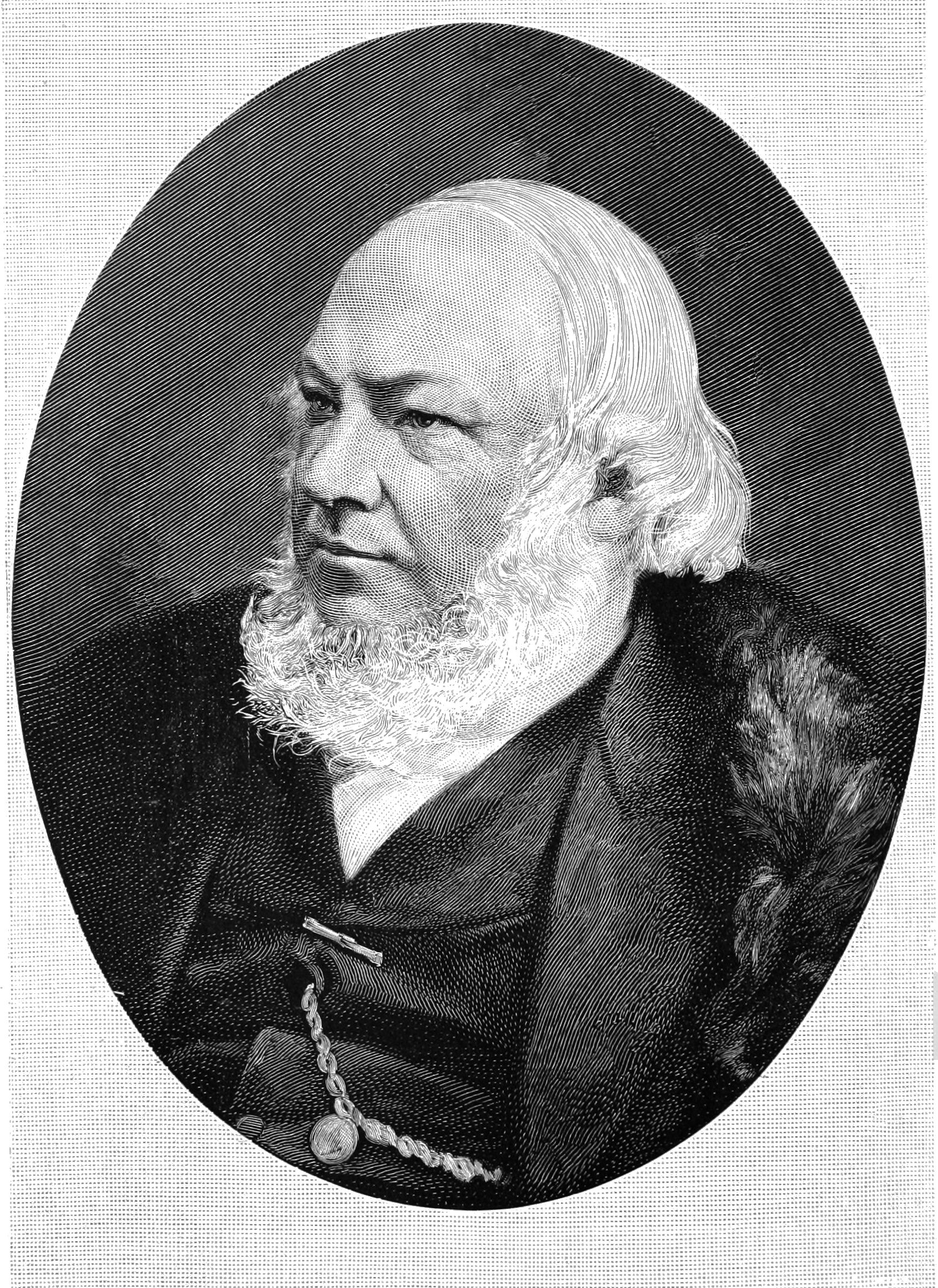
Jacob Moleschott
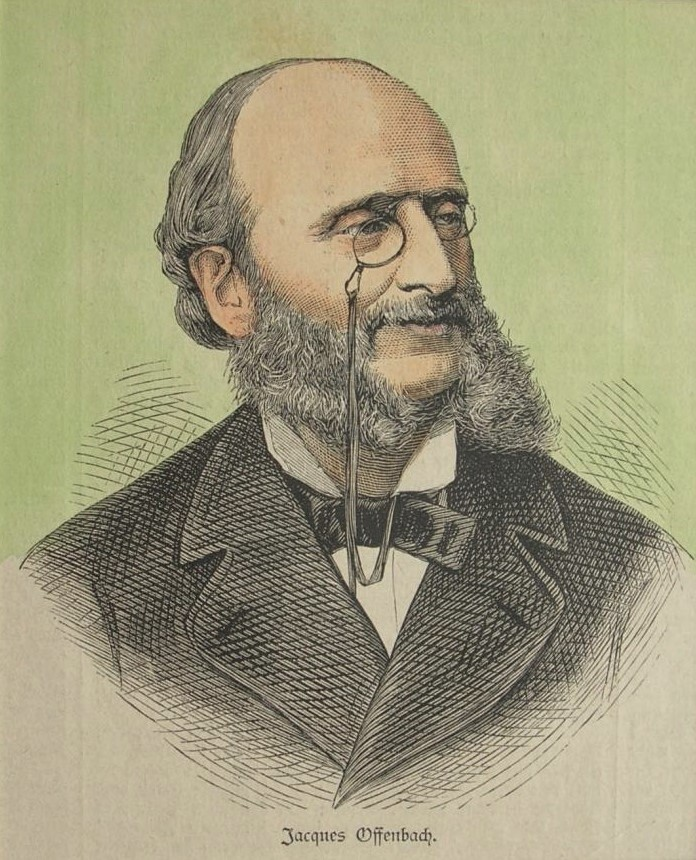
Jacques Offenbach
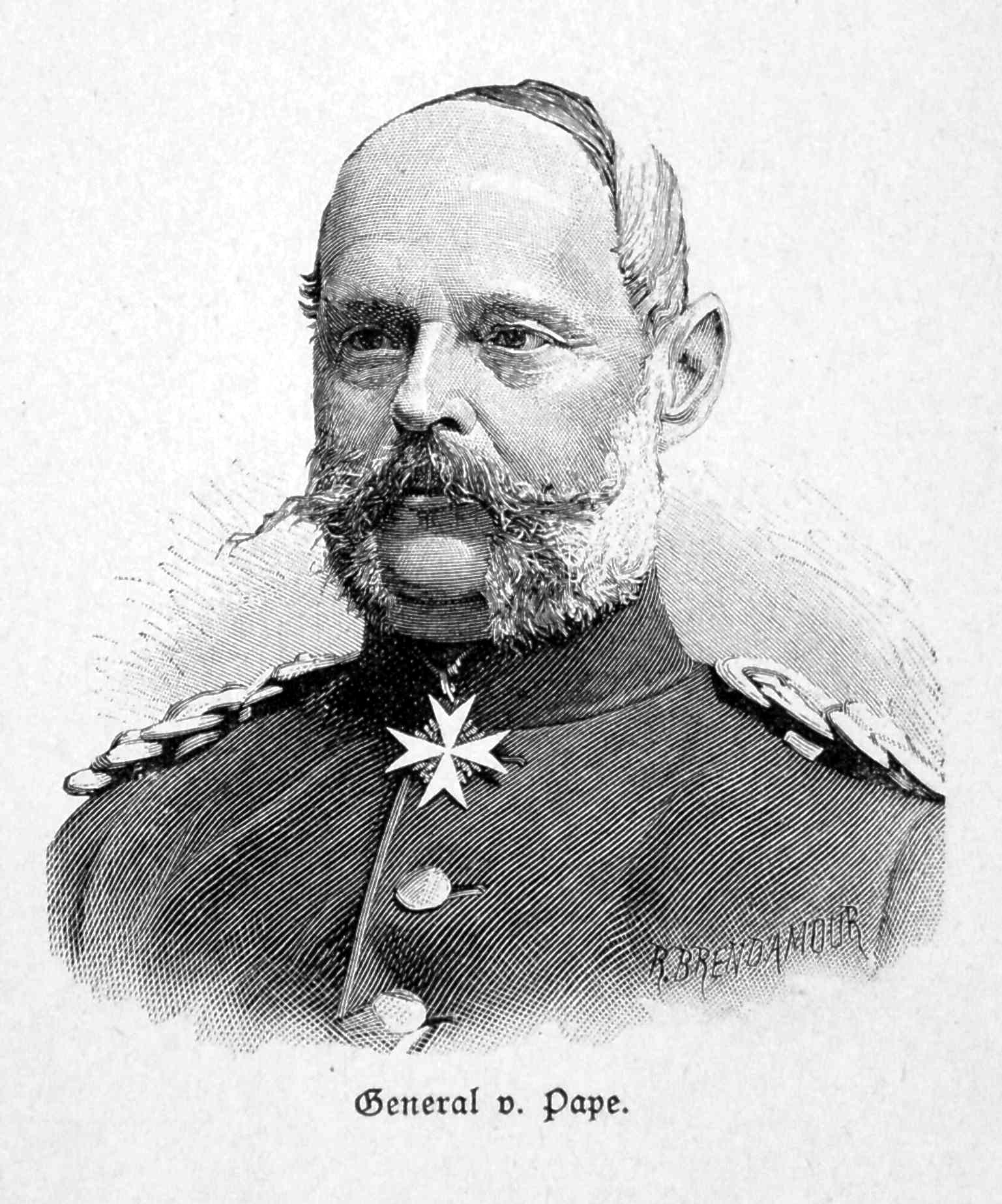
Alexander von Pape
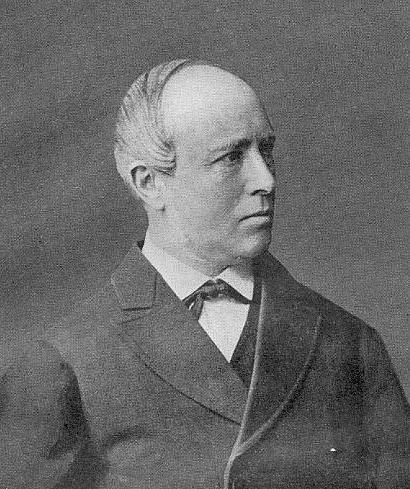
Georg Curtius
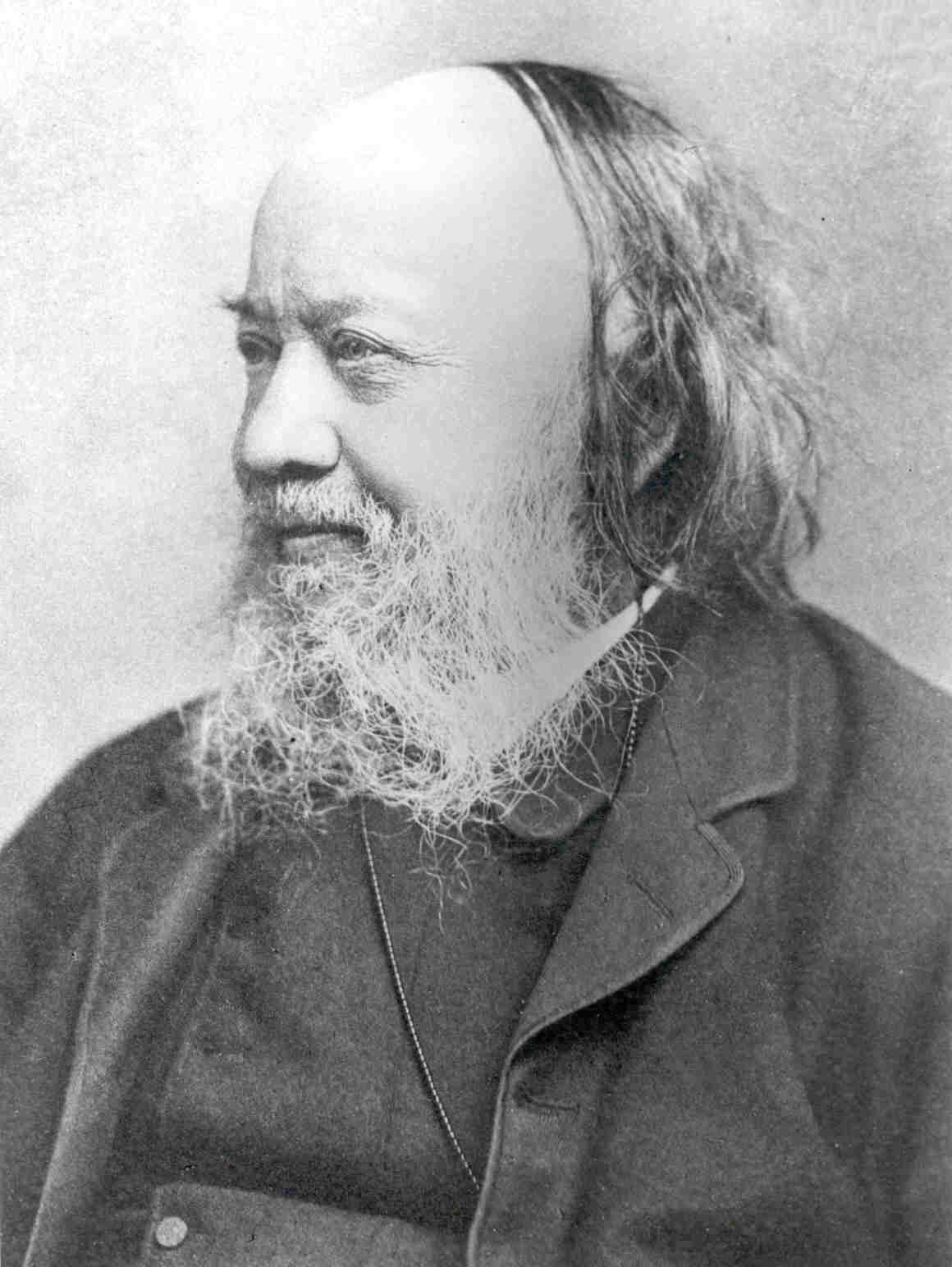
Edwin Chadwick

### Partielle Überkämmung

Von links
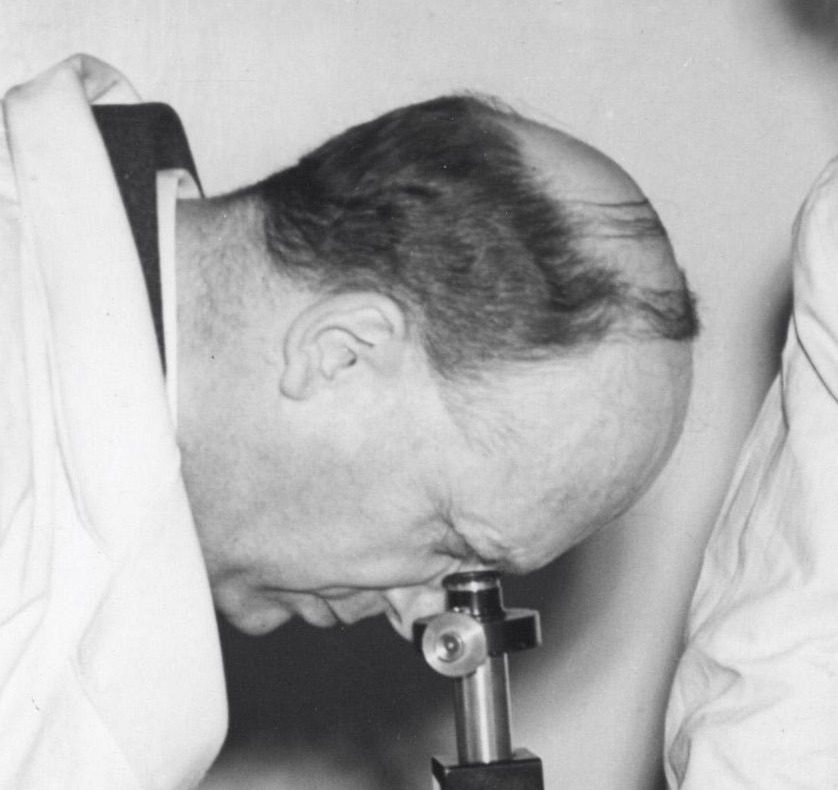
John Strutt, 3. Baron Rayleigh
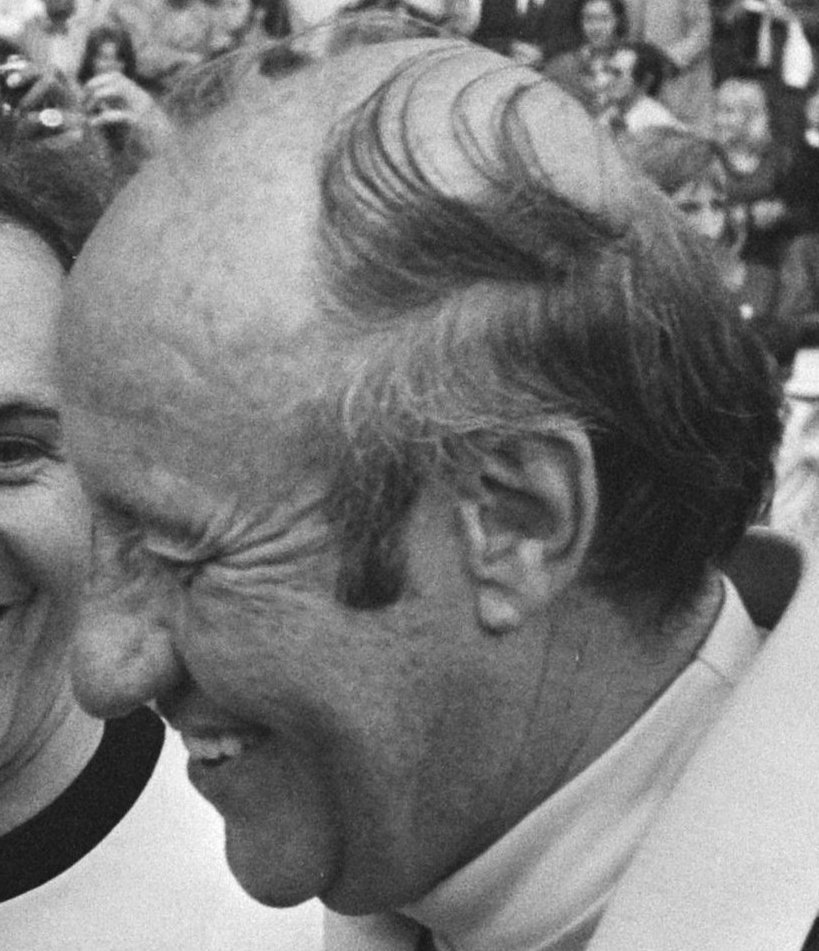
Helmut Schön
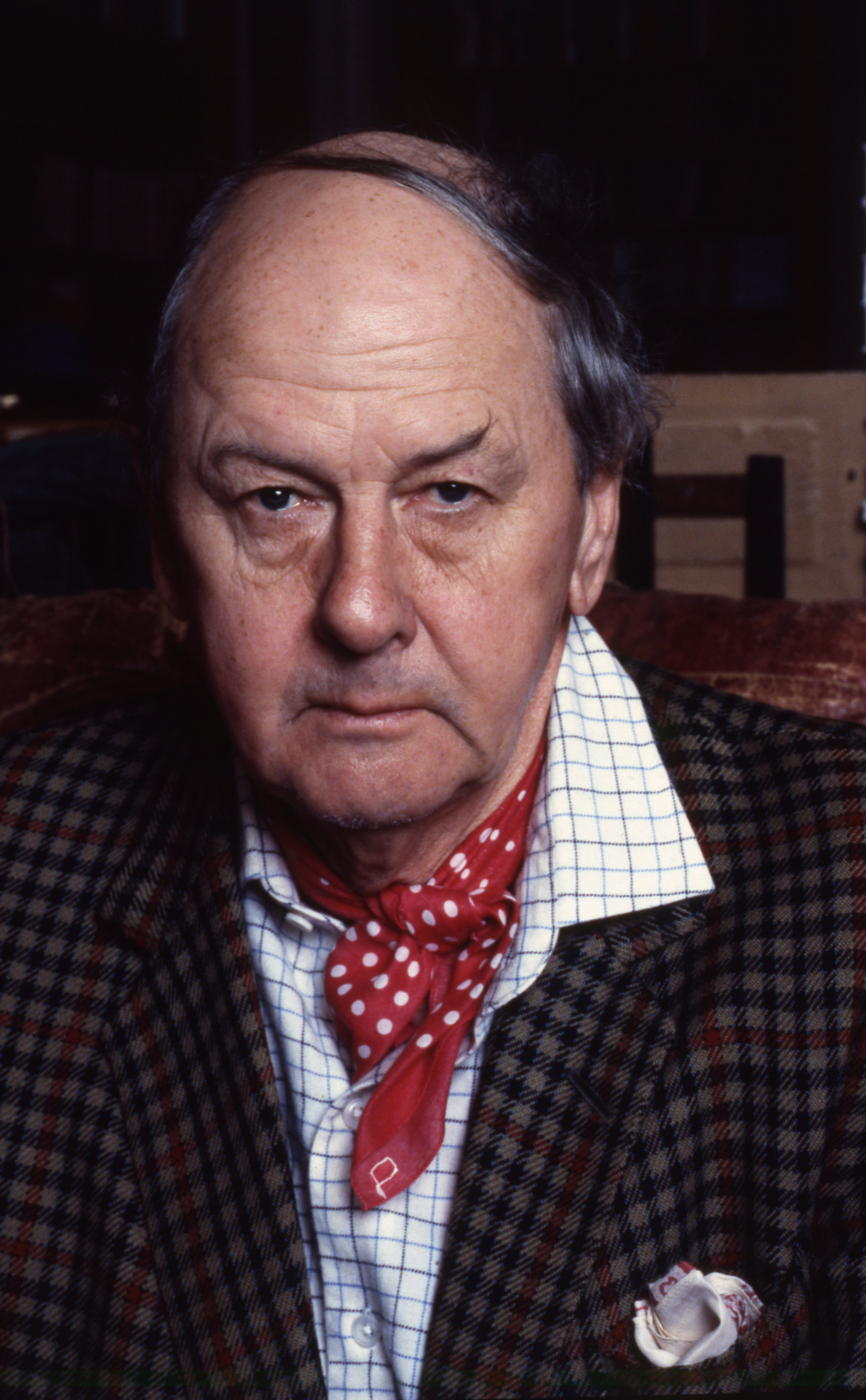
Andrew Cavendish, 11. Duke of Devonshire
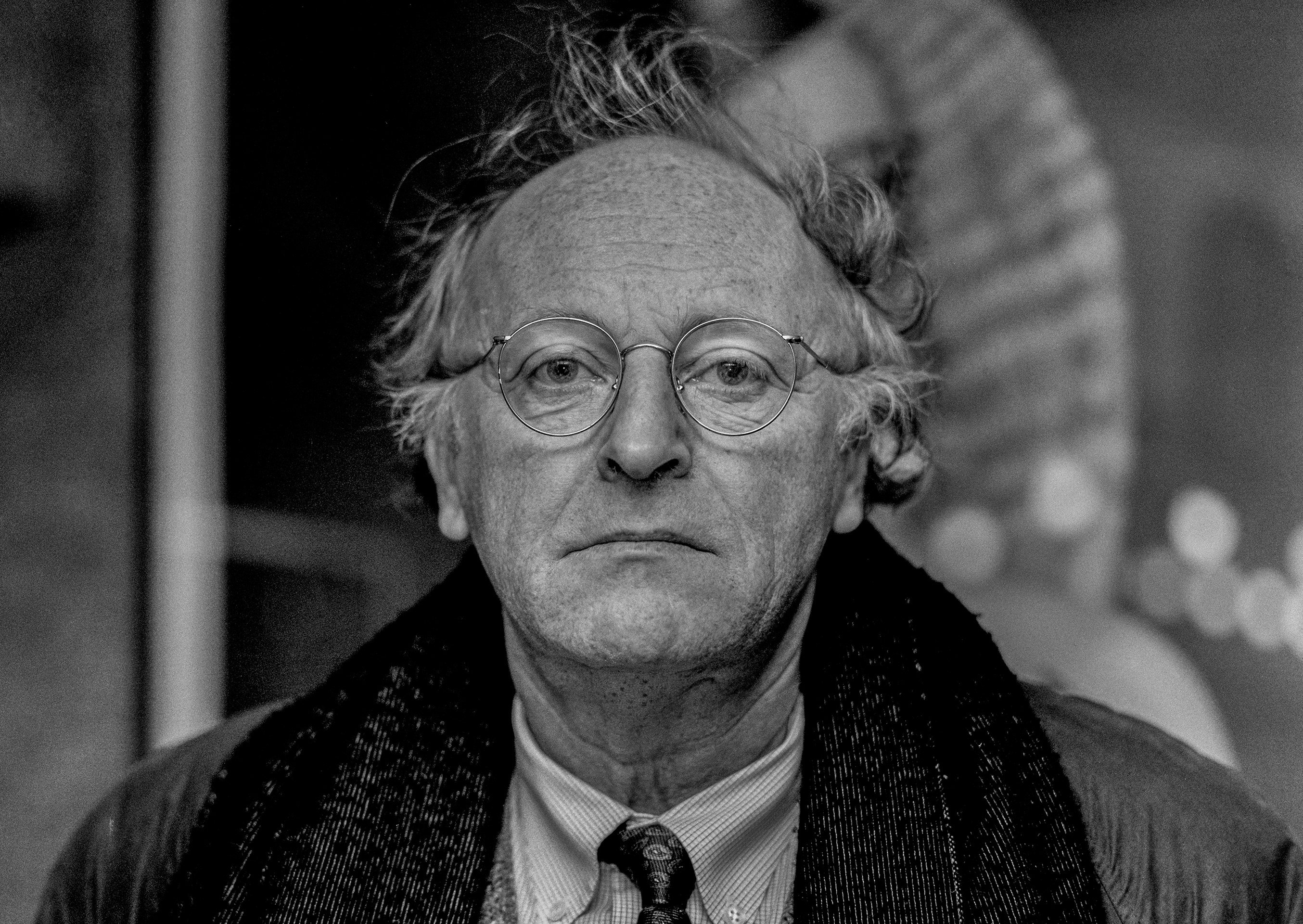
Joseph Brodsky

Von rechts
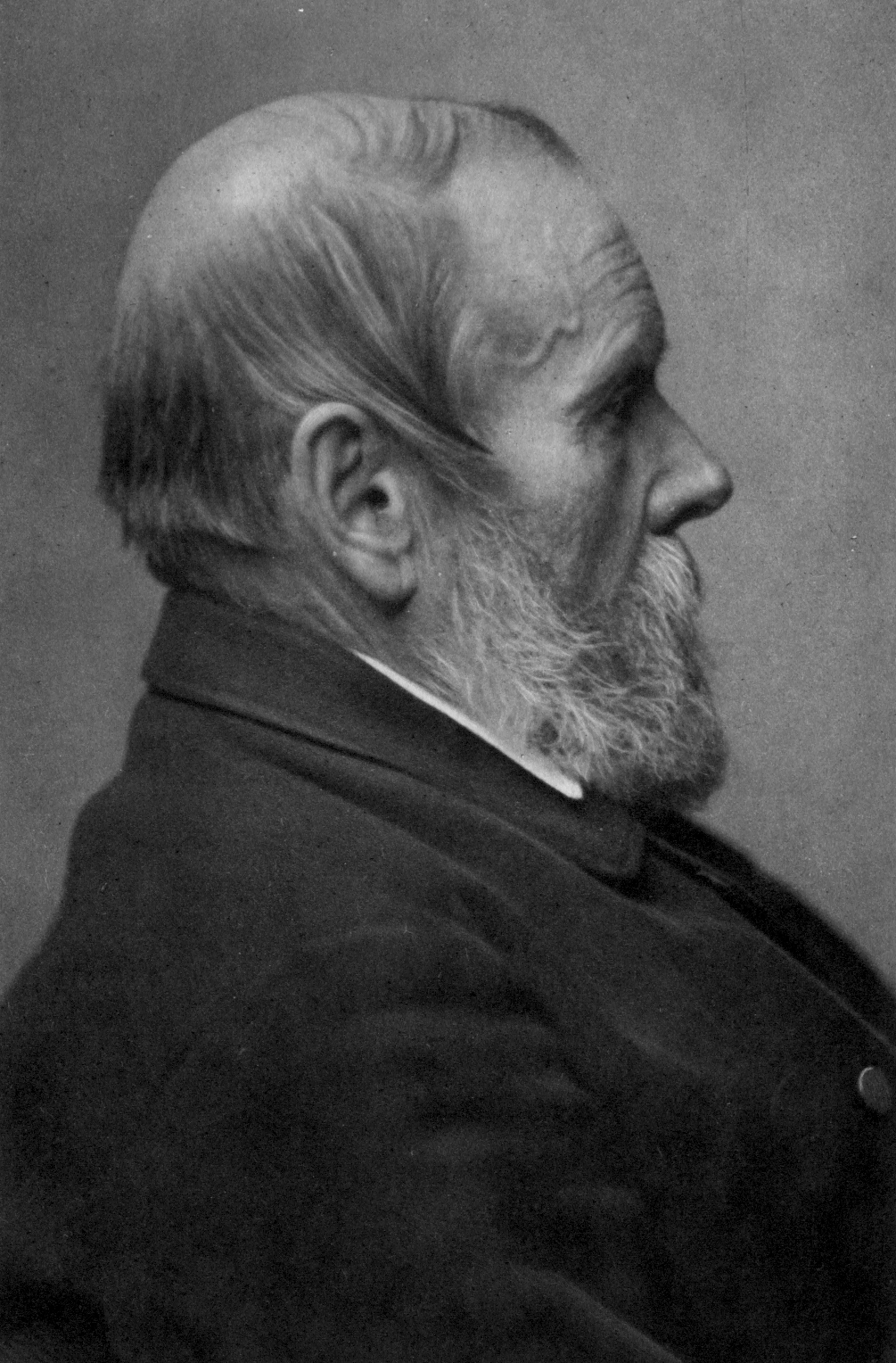
Friedrich Theodor Vischer
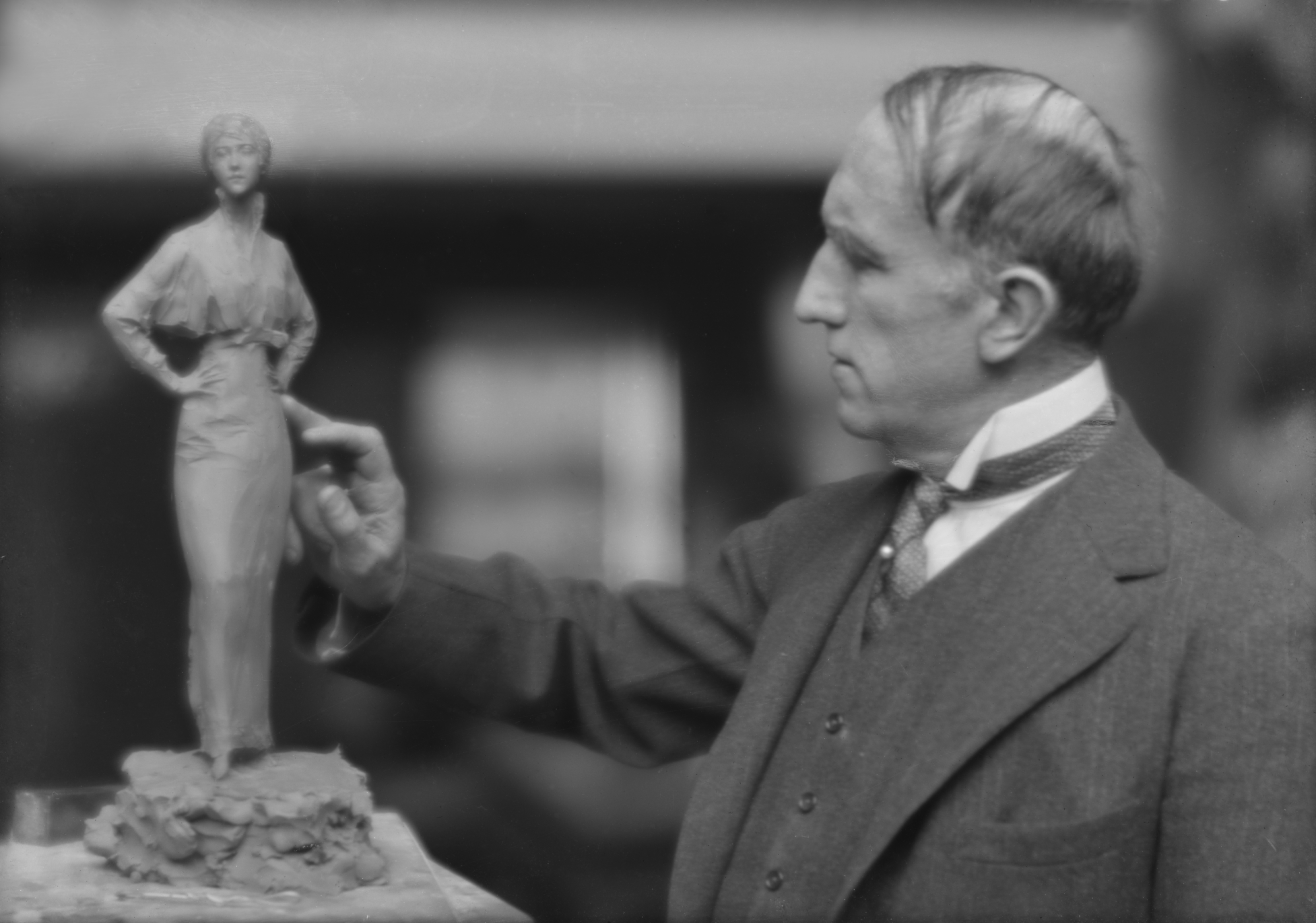
Paolo Troubetzkoy

Von den Seiten nach vorne
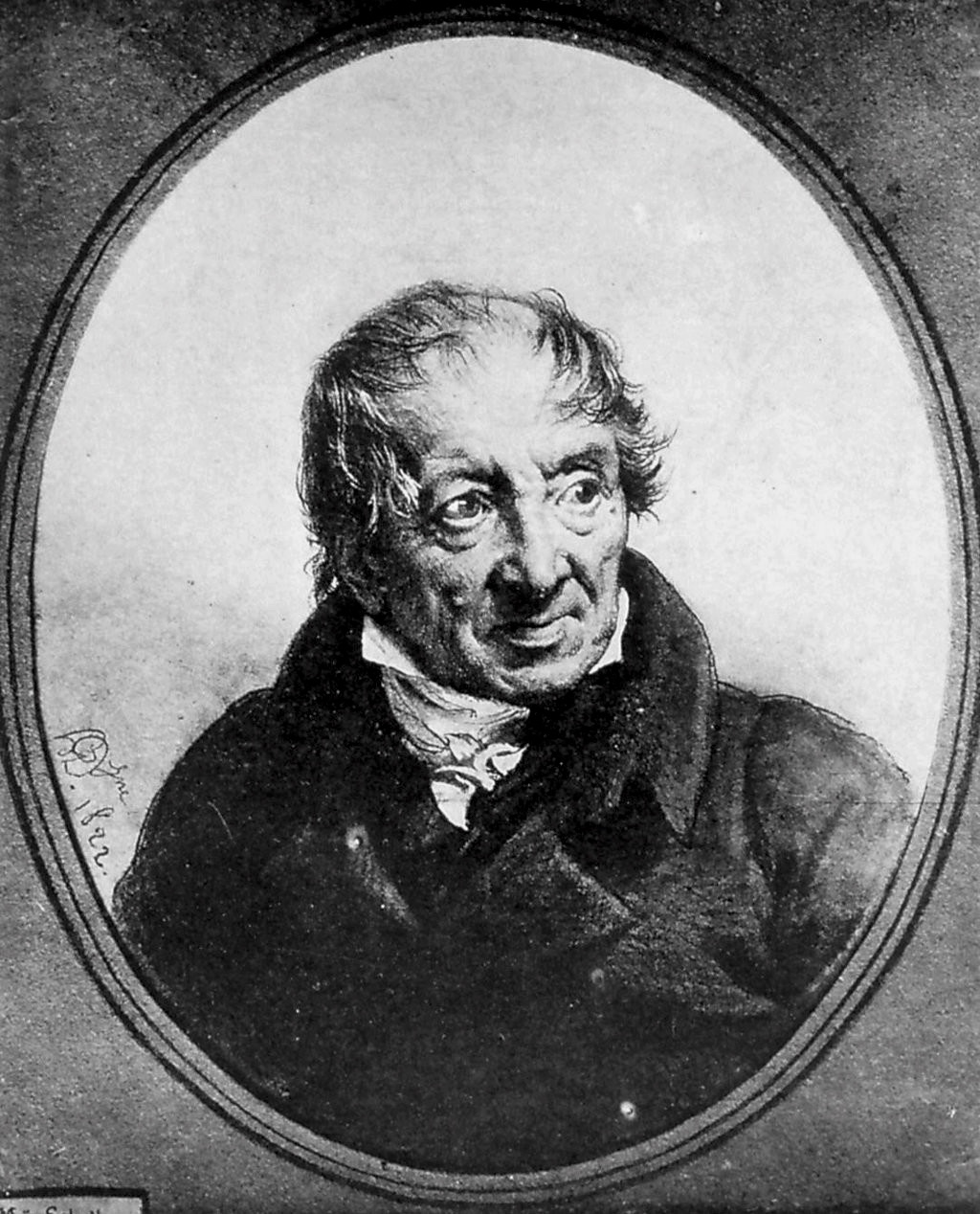
Jean-Frédéric Schall
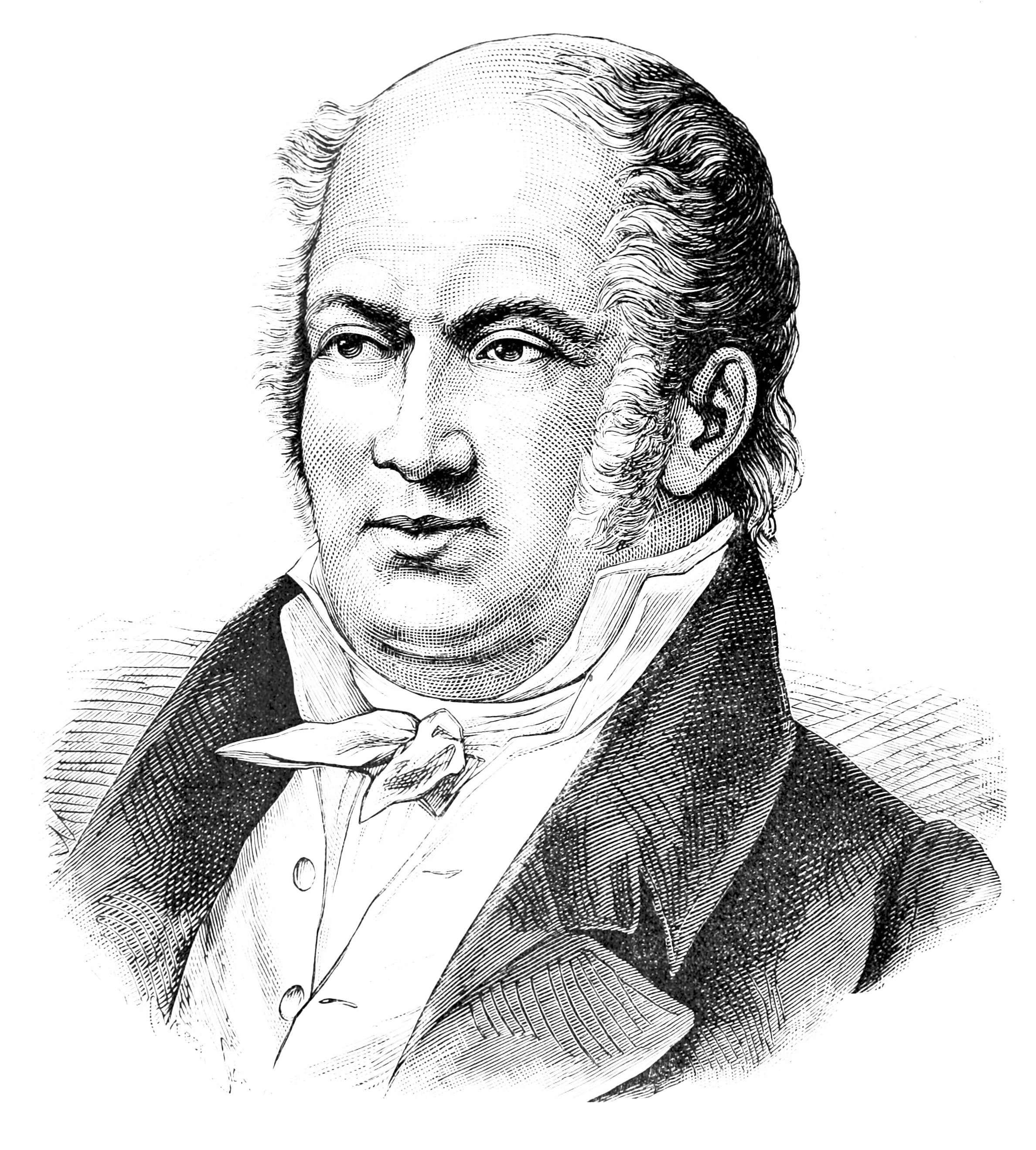
Étienne Geoffroy Saint-Hilaire
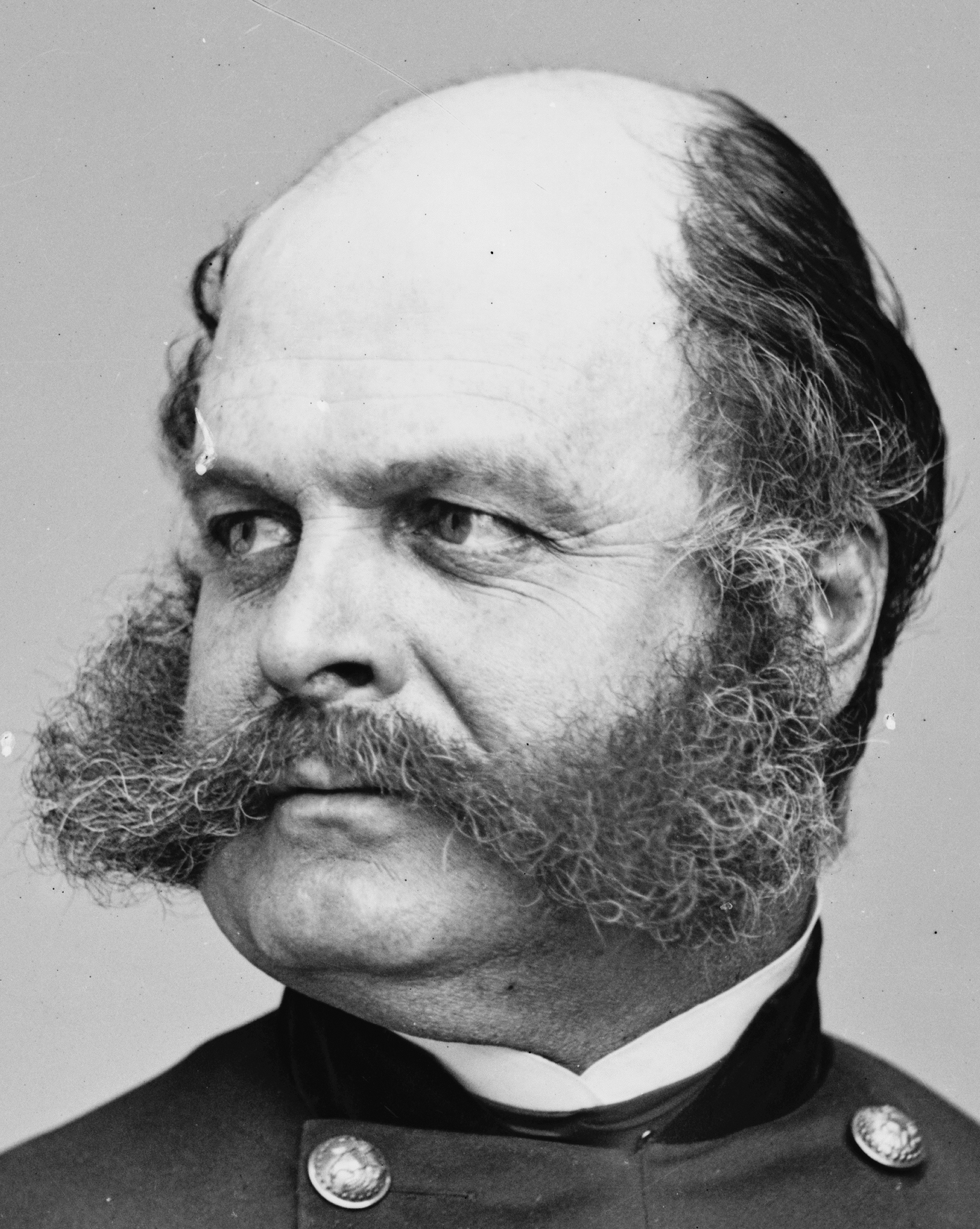
Ambrose Burnside
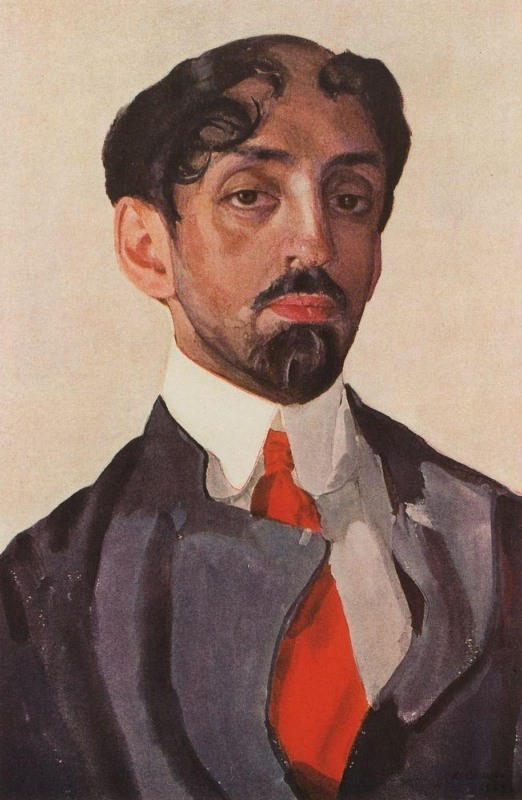
Michail Alexejewitsch Kusmin
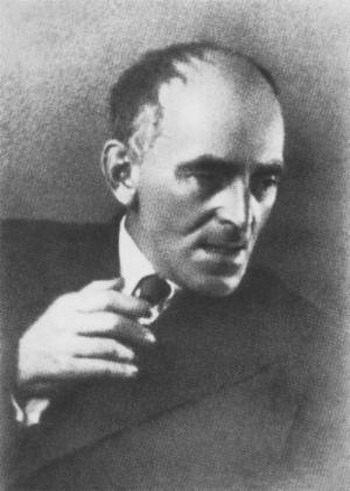
Ossip Mandelstam

Von den Seiten nach oben
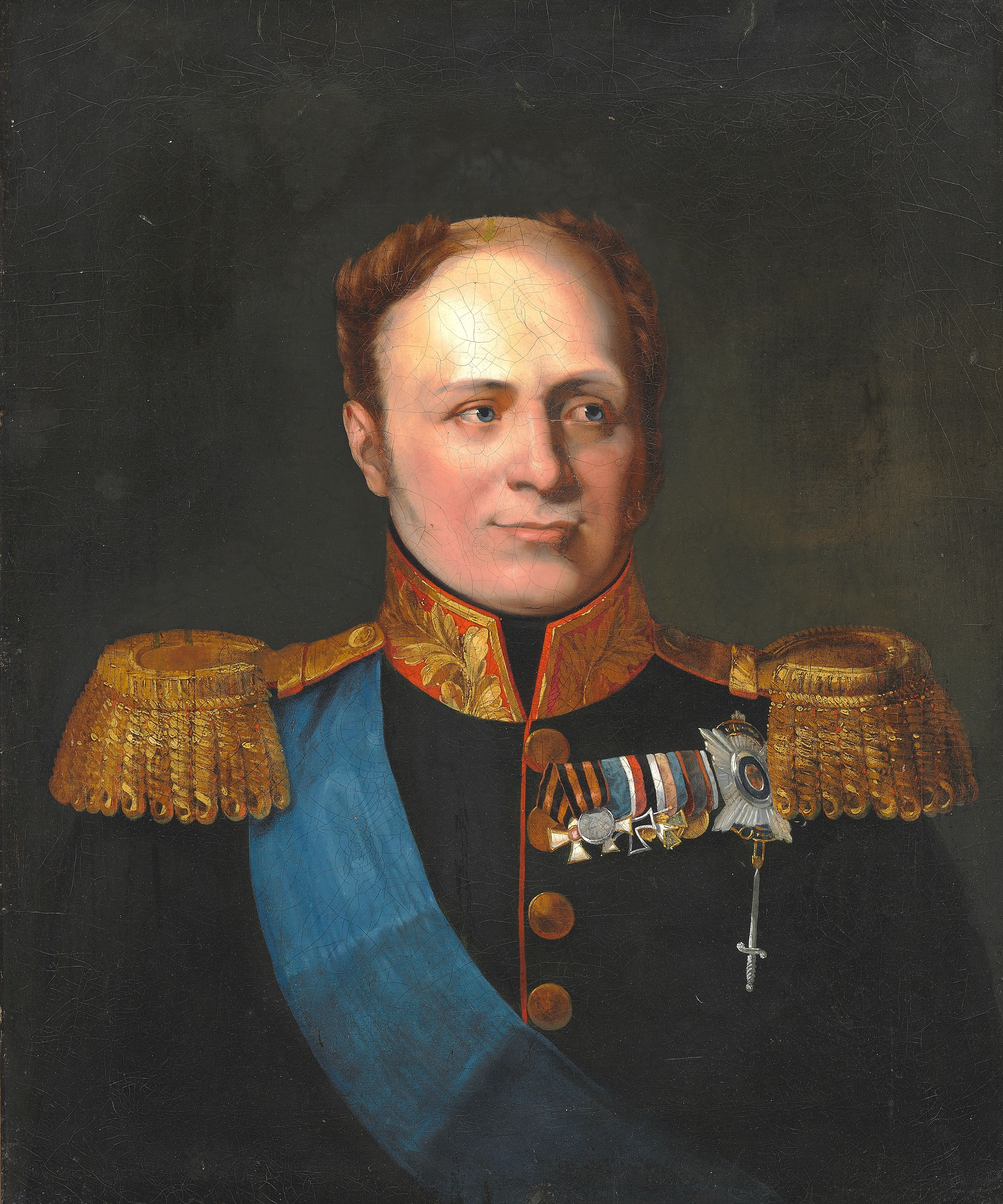
Alexander I. (Russland)
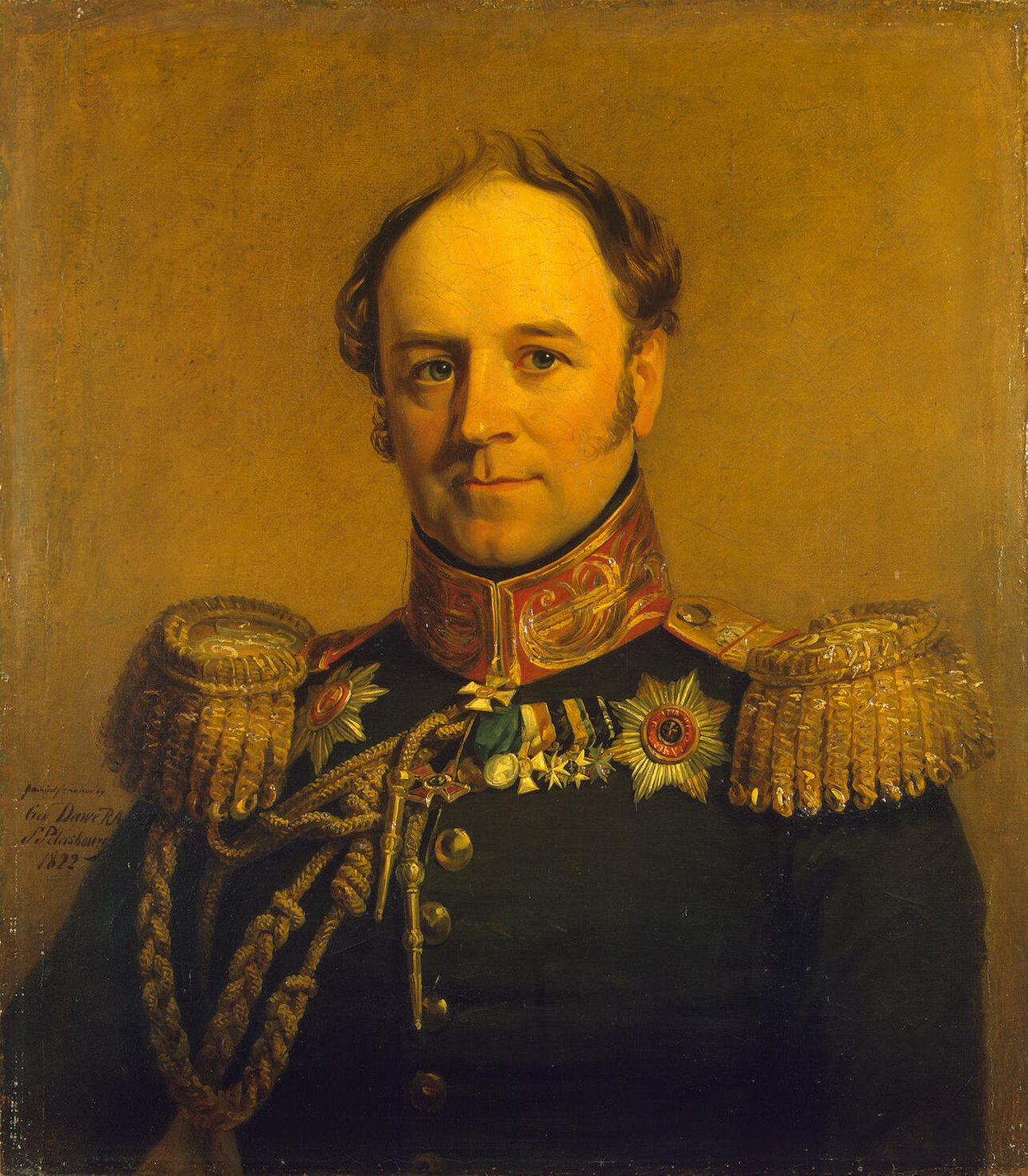
Alexander von Benckendorff
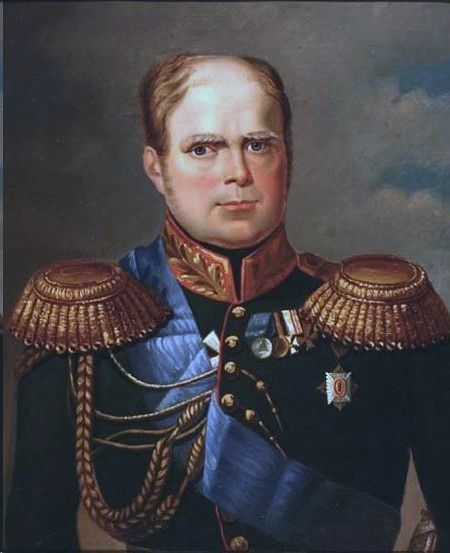
Konstantin Pawlowitsch Romanow
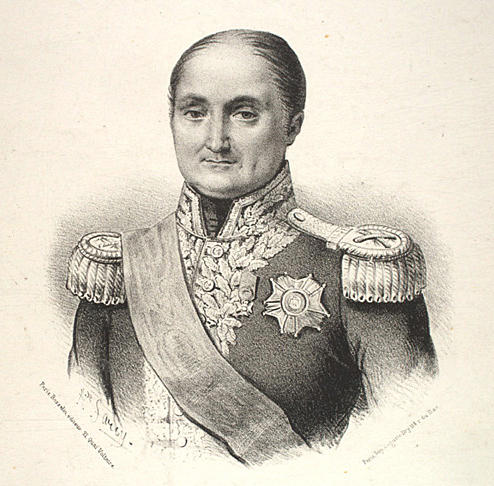
Jérôme Bonaparte

Von verschiedenen Seiten
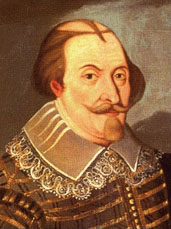
Karl IX. (Schweden)
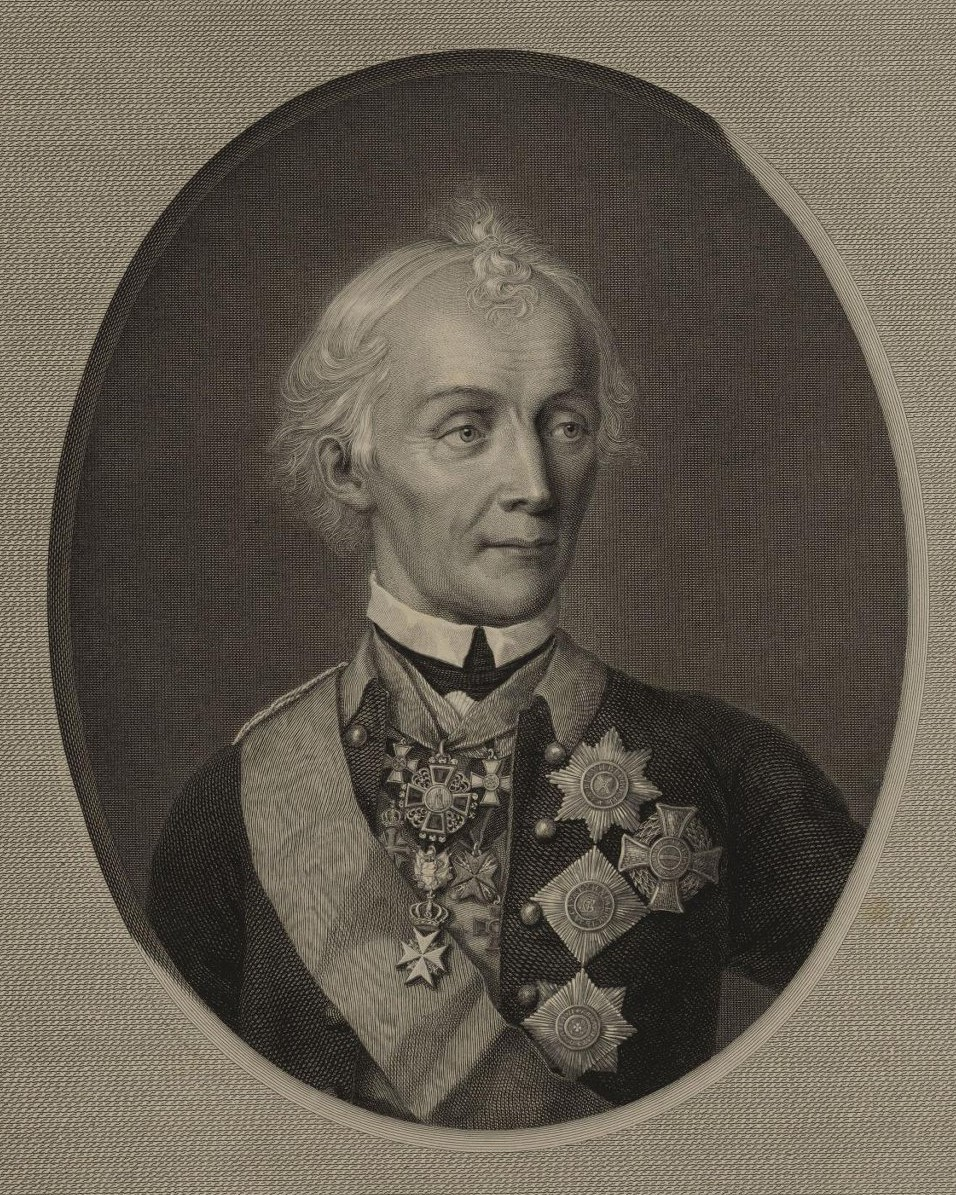
Alexander Wassiljewitsch Suworow
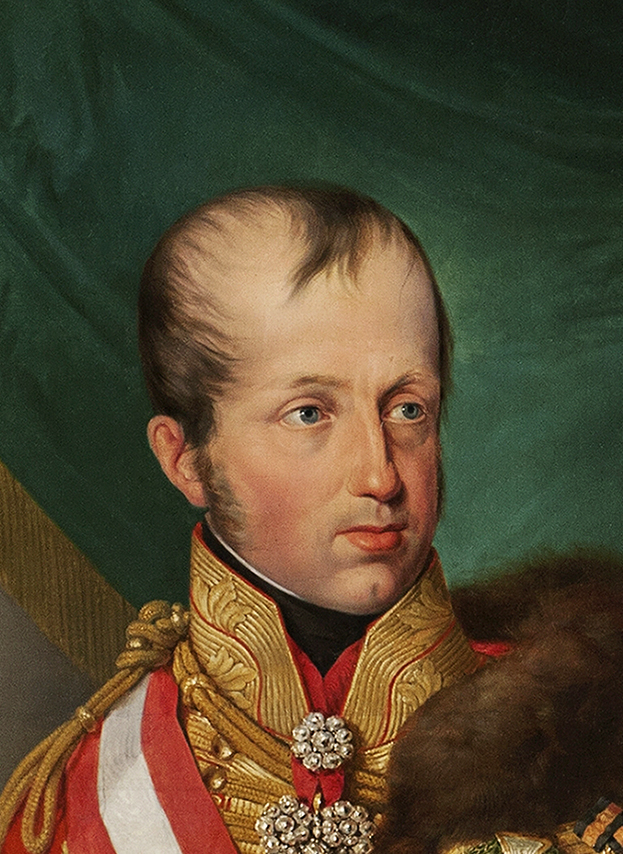
Ferdinand I. (Österreich)
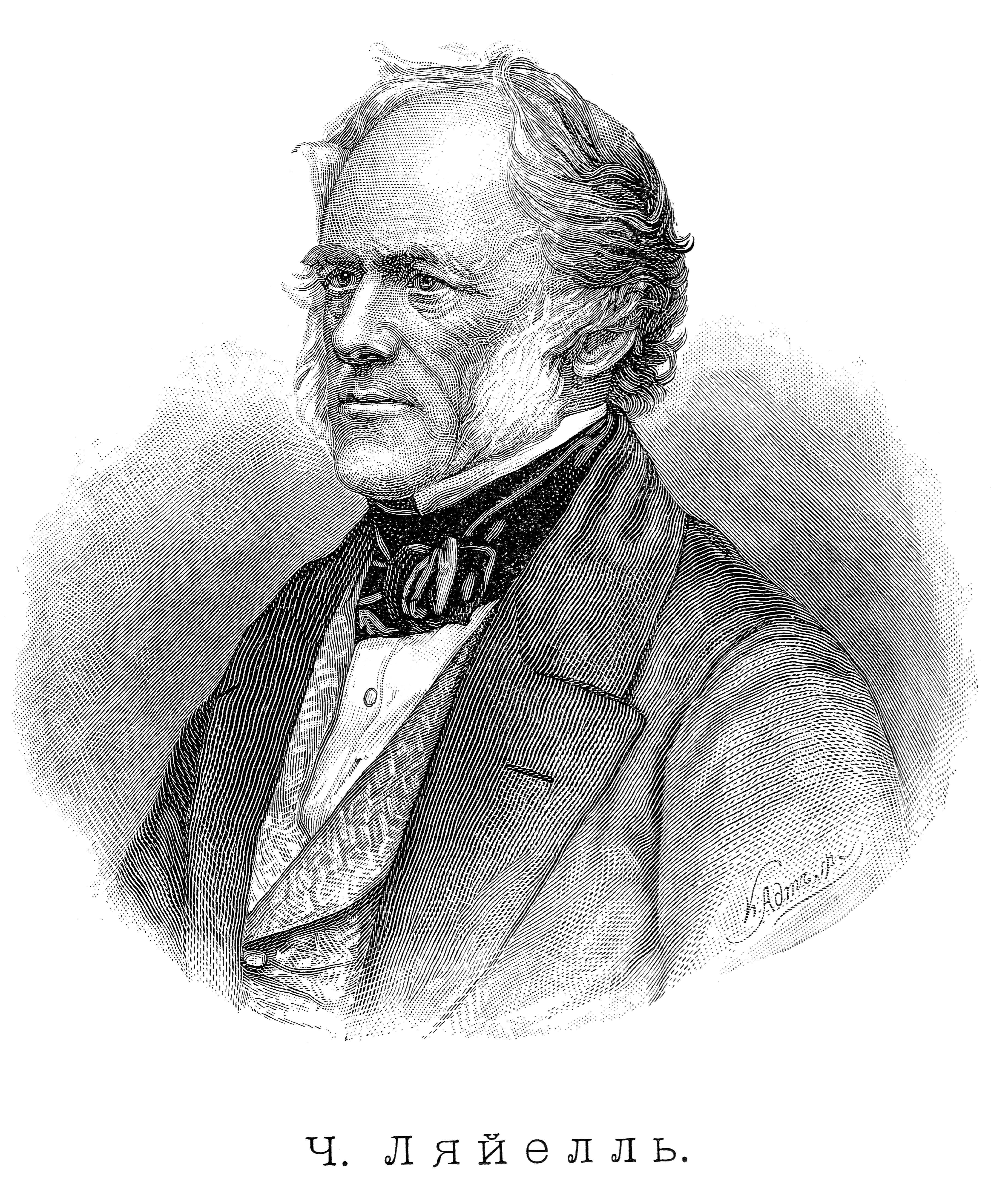
Charles Lyell
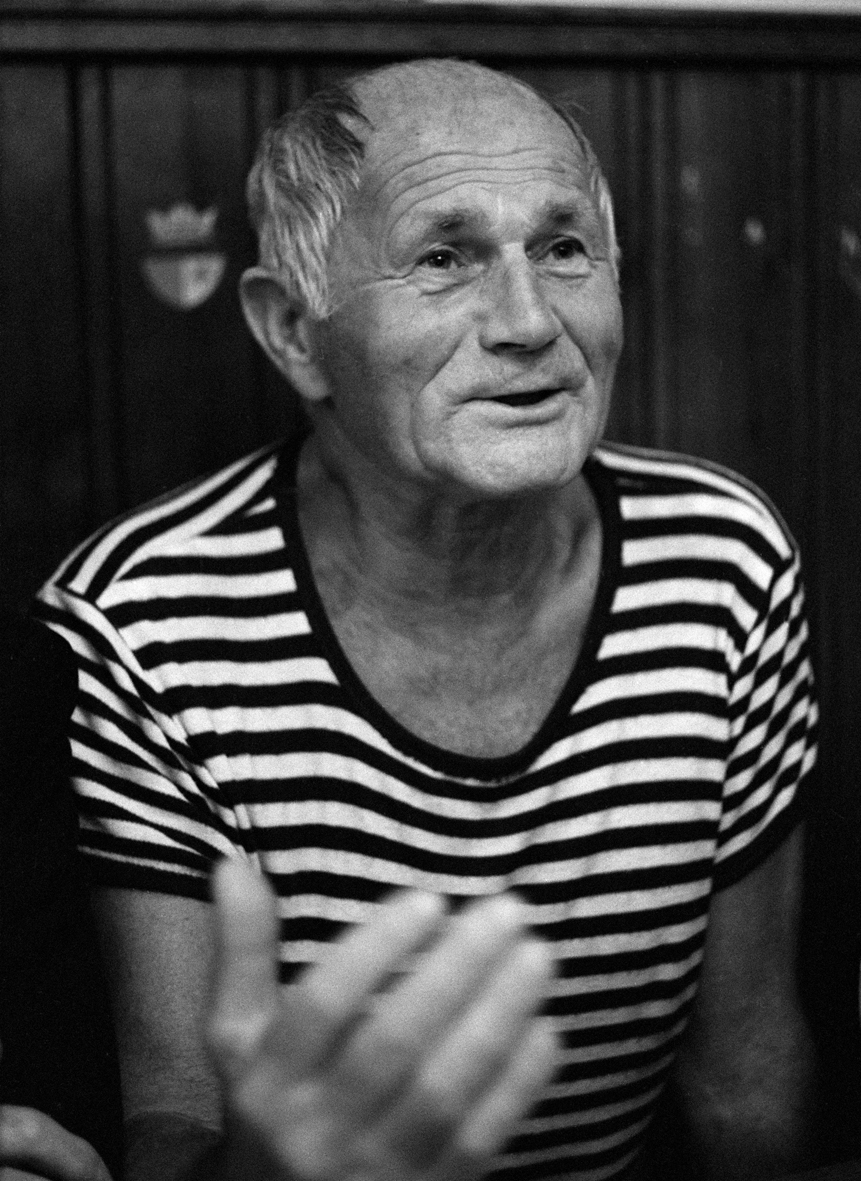
Bohumil Hrabal

Von der Stirn nach links
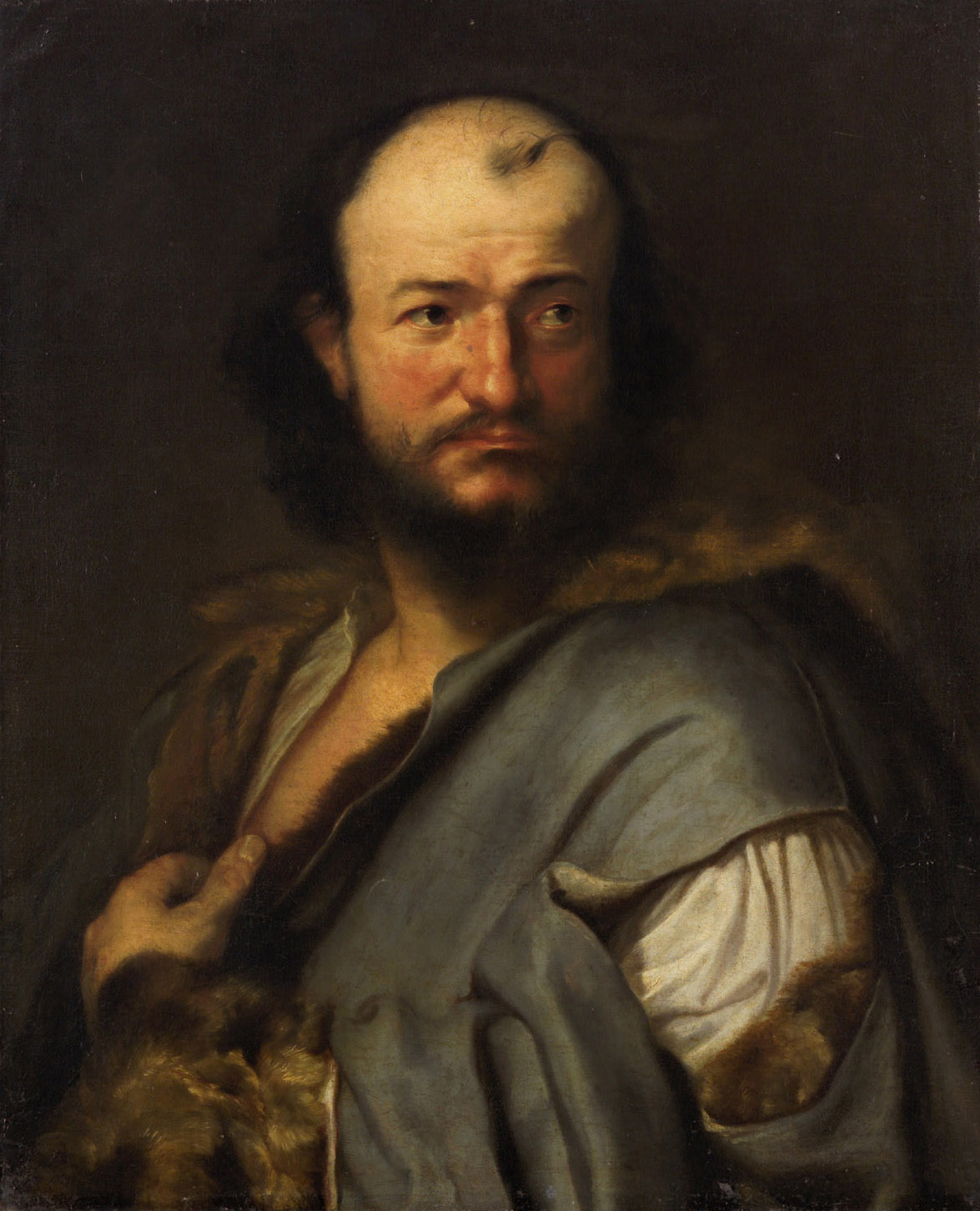
Matthäus Merian der Jüngere
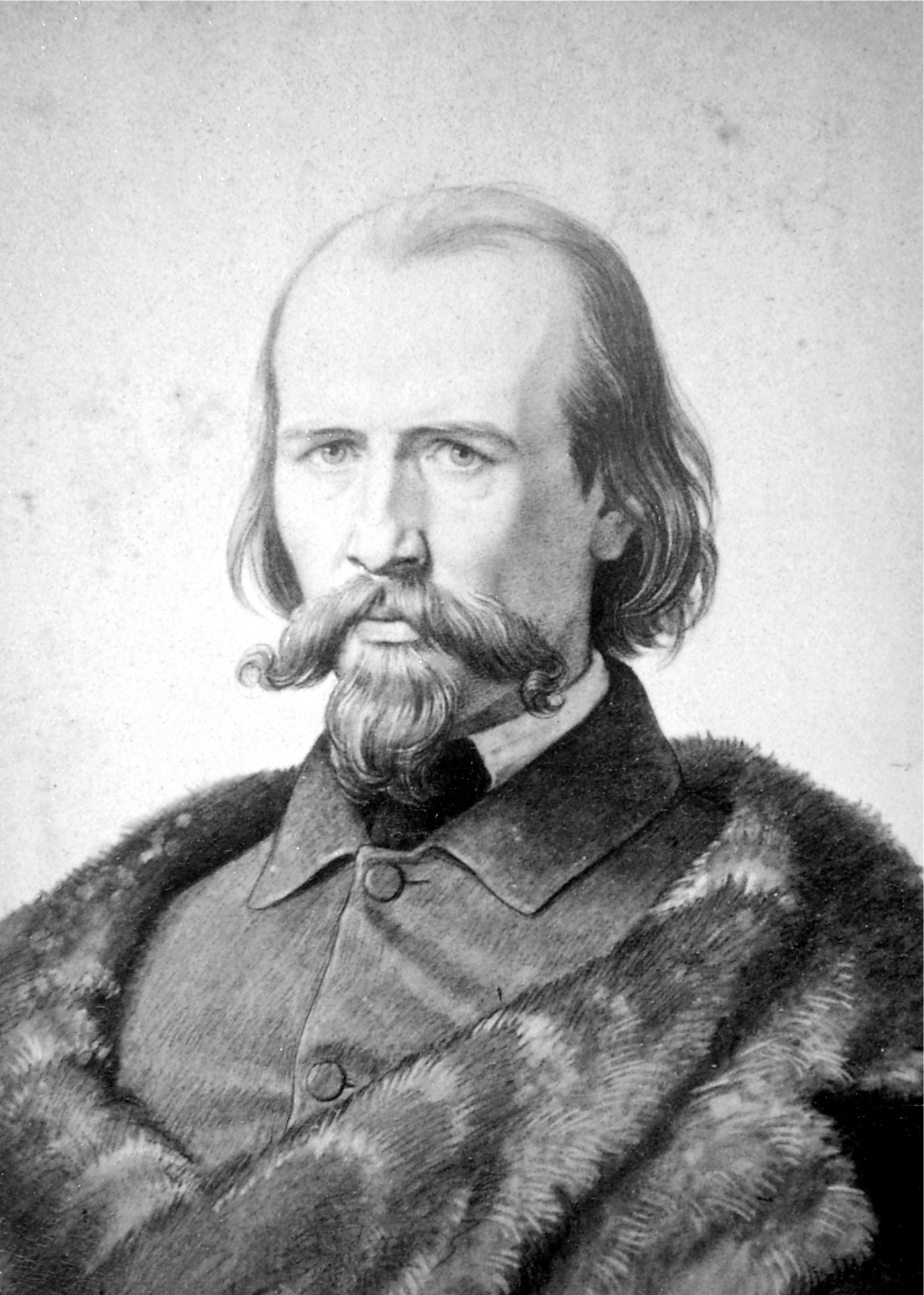
Emanuel Geibel
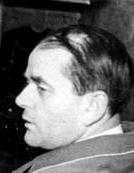
Albert Speer
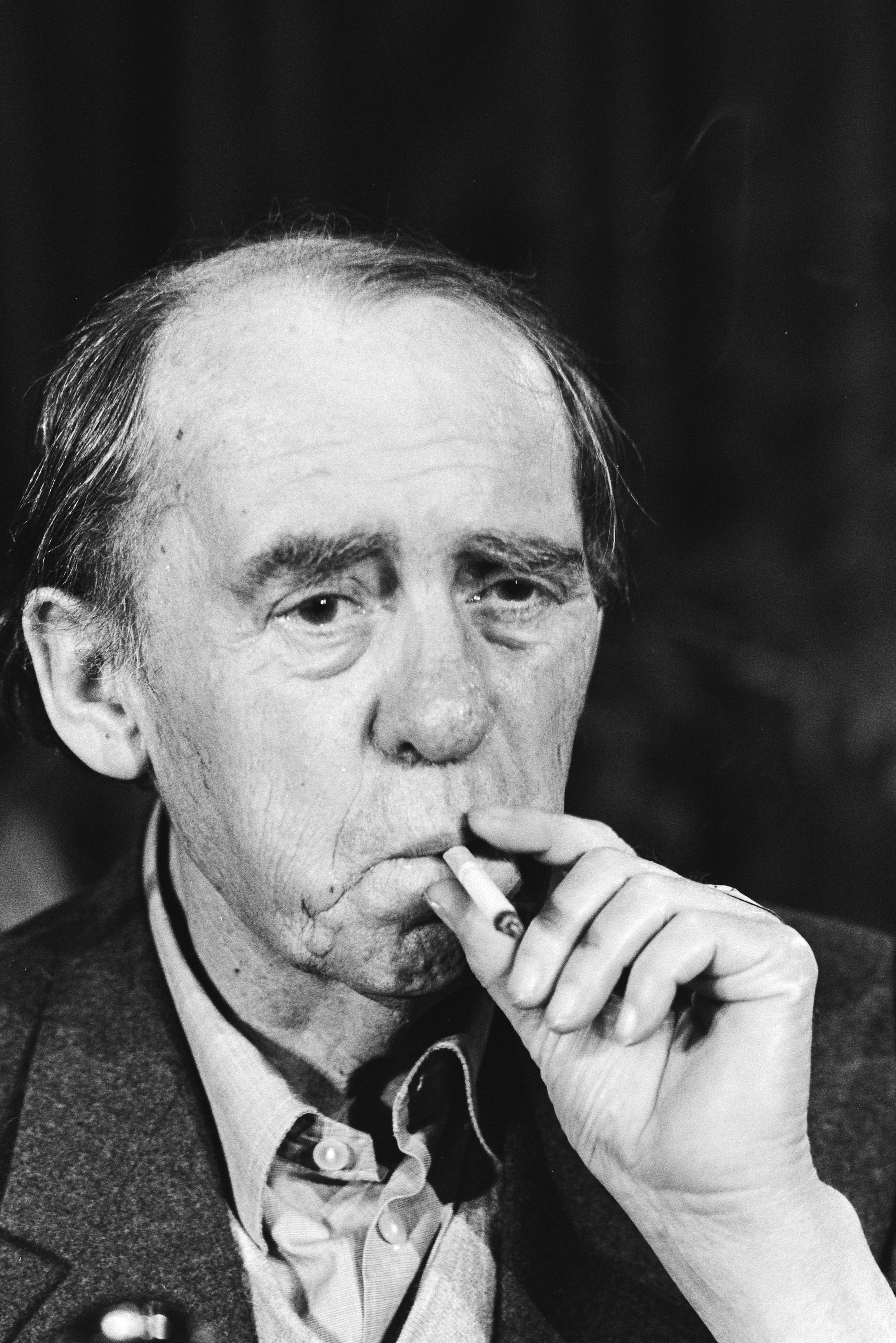
Heinrich Böll
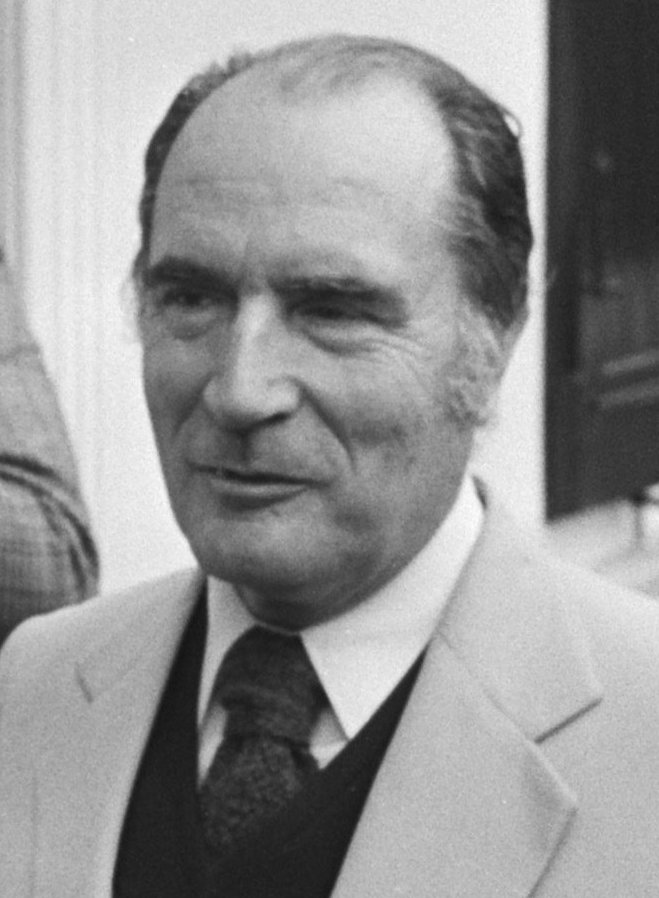
François Mitterrand

Von der Stirn nach rechts
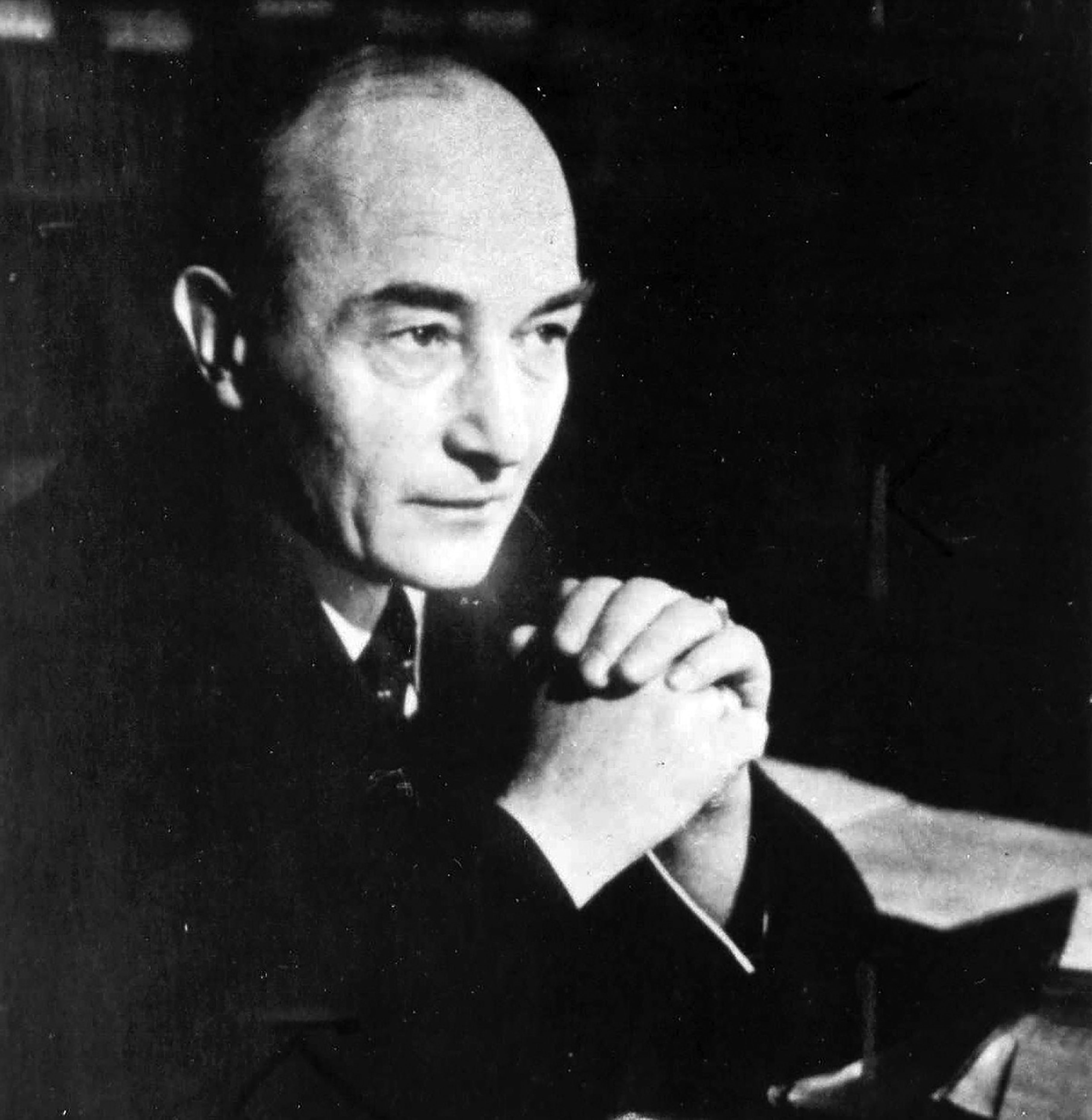
Robert Musil
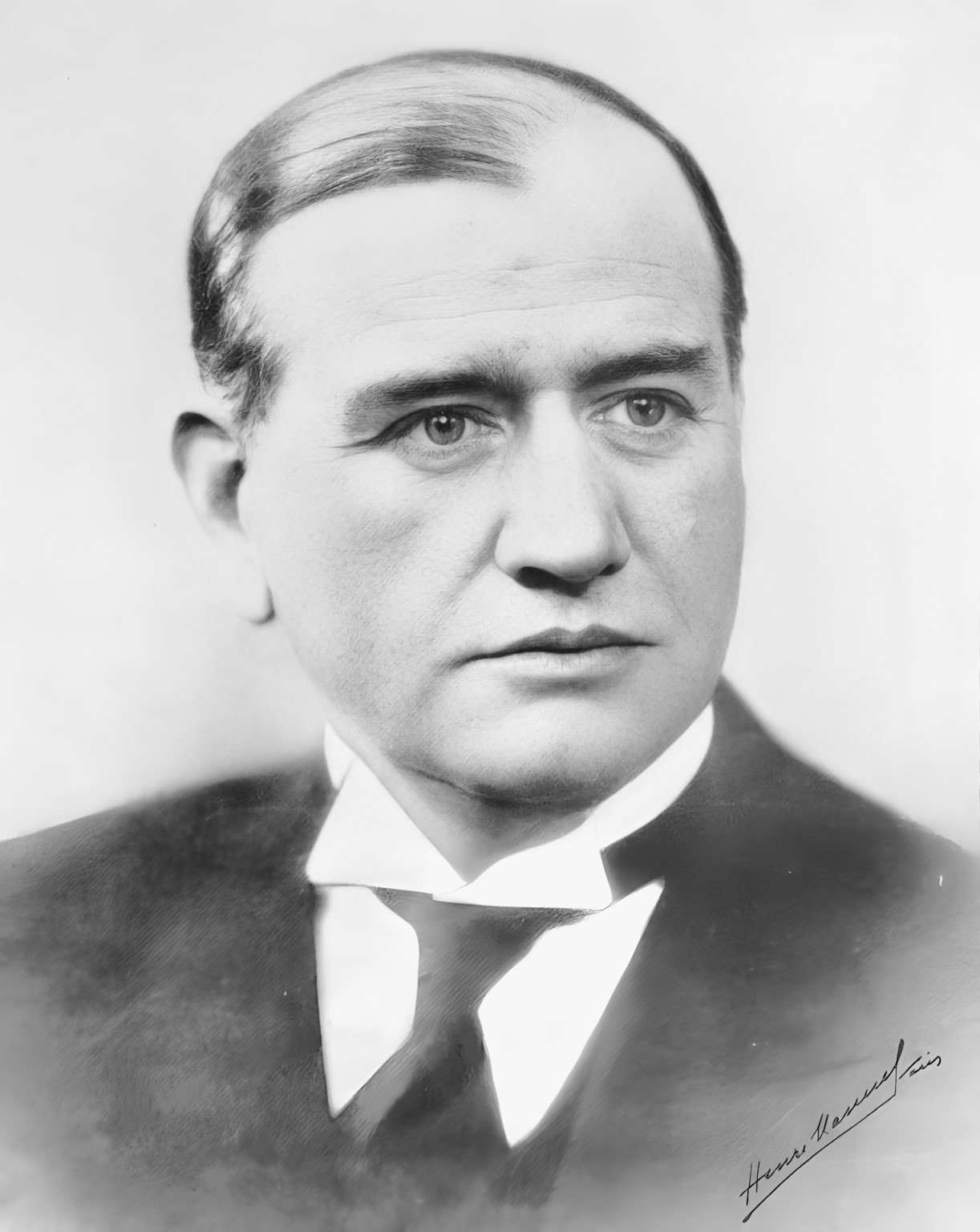
Édouard Daladier
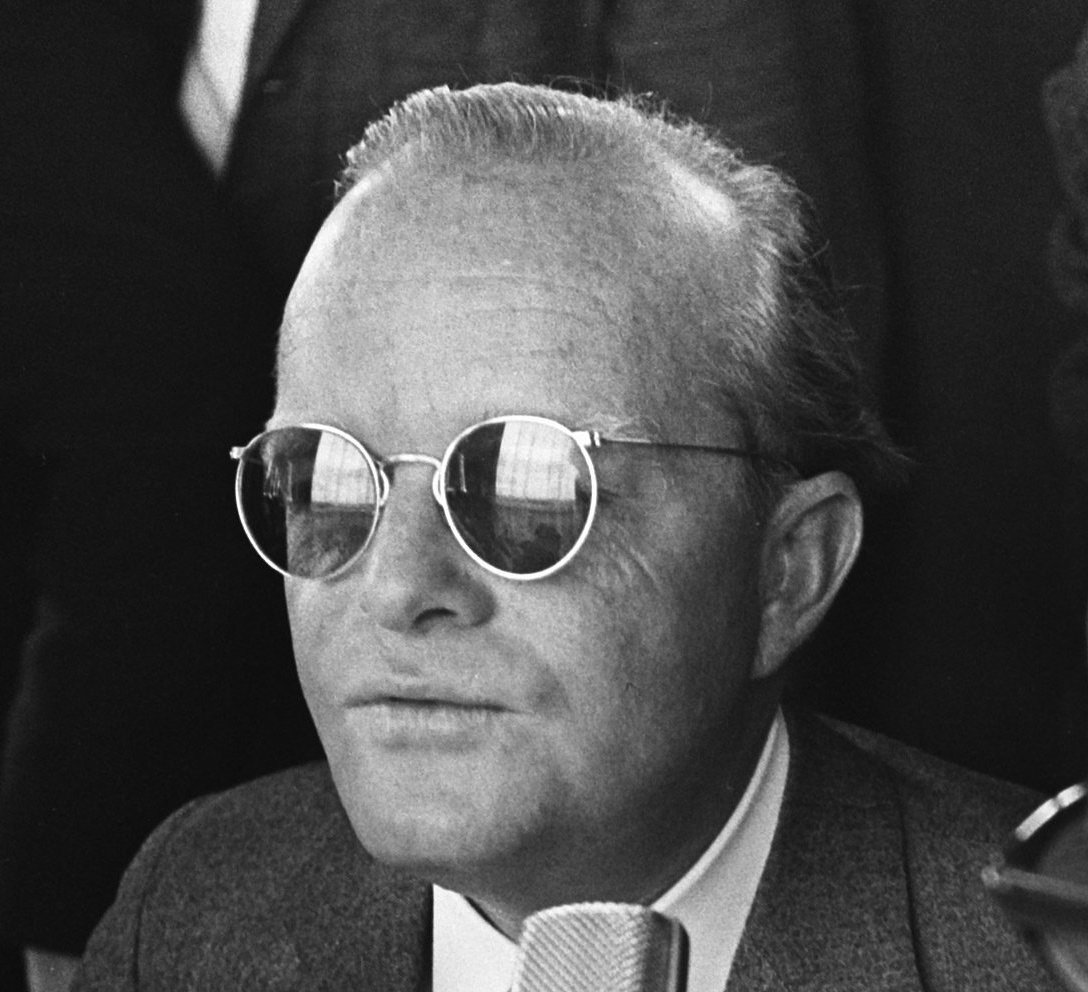
Truman Capote
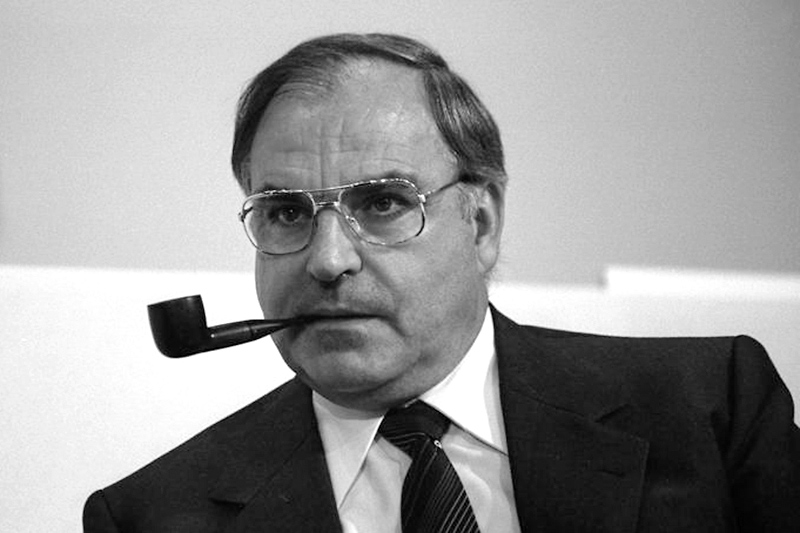
Helmut Kohl

Von der Stirn nach hinten
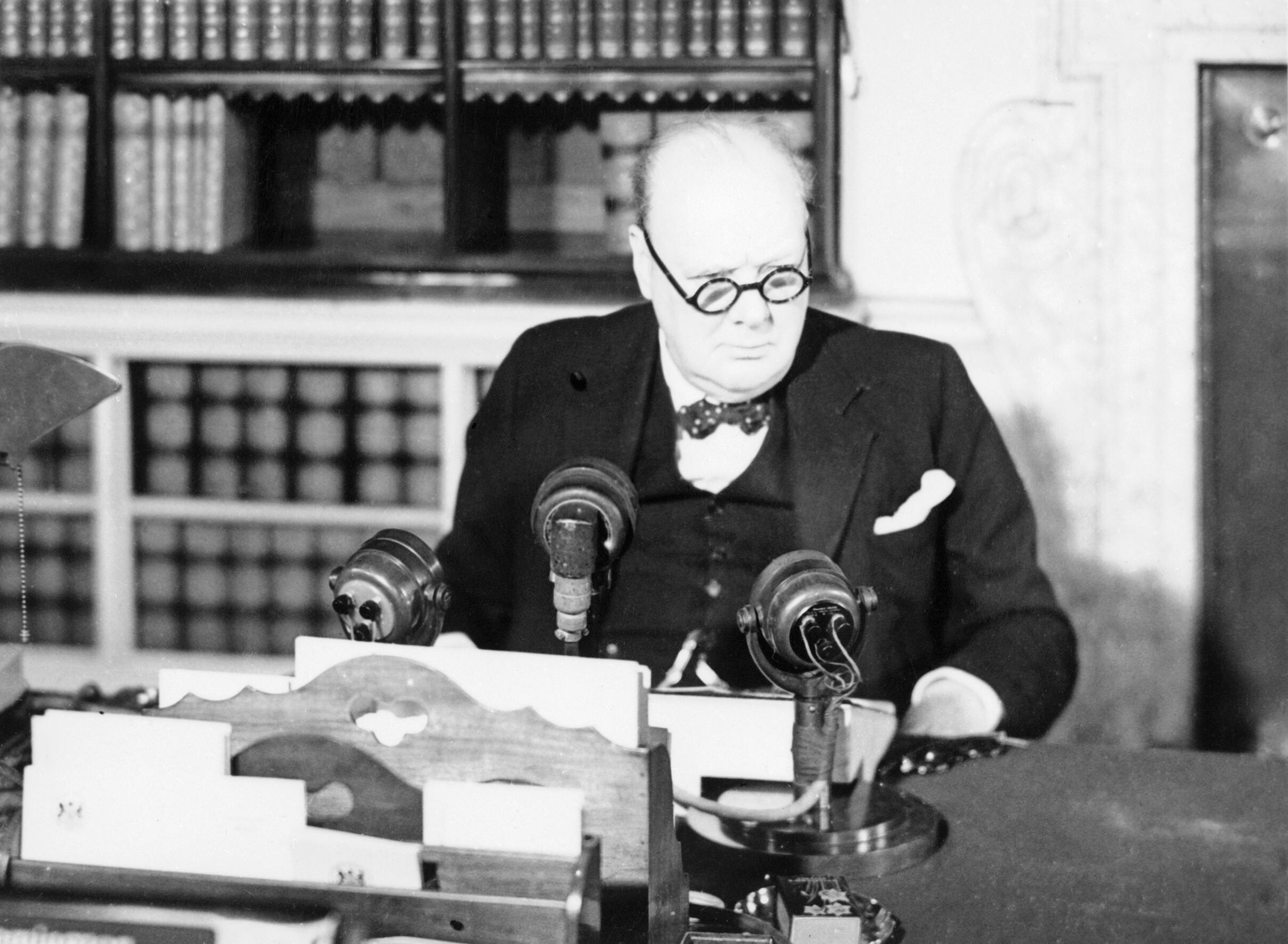
Winston Churchill
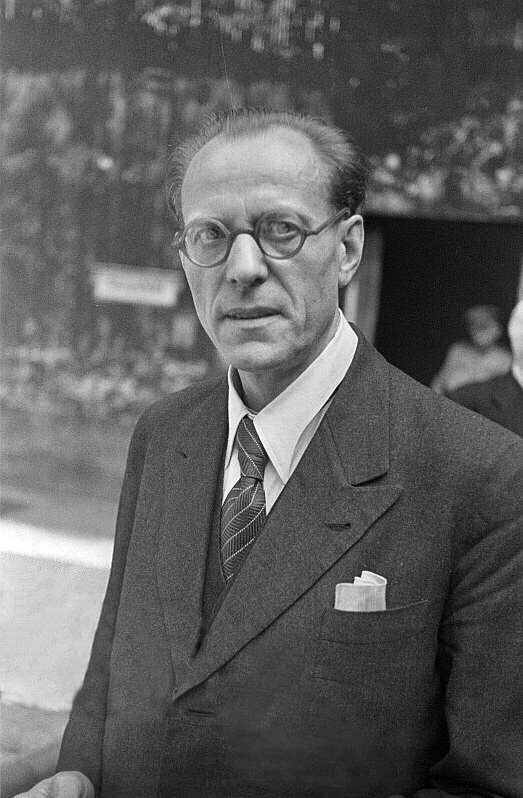
Otto Grotewohl
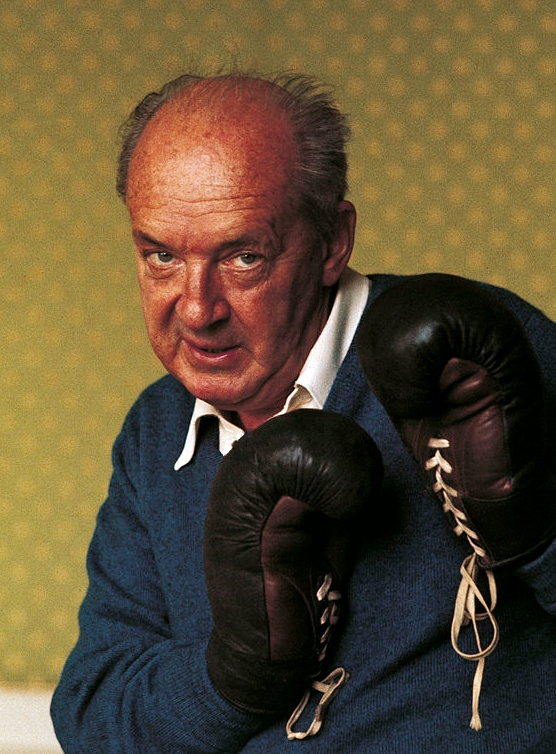
Vladimir Nabokov
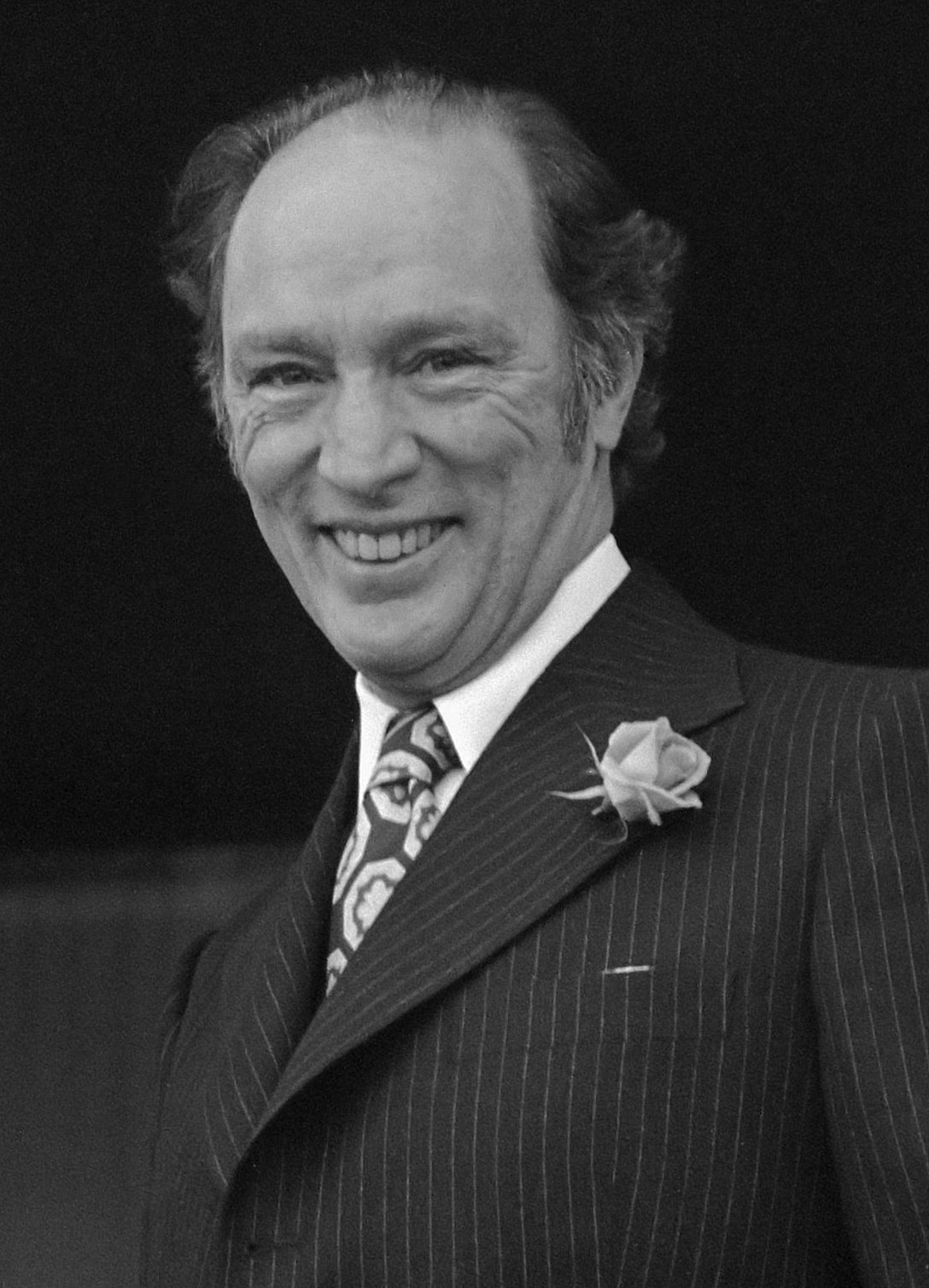
Pierre Trudeau
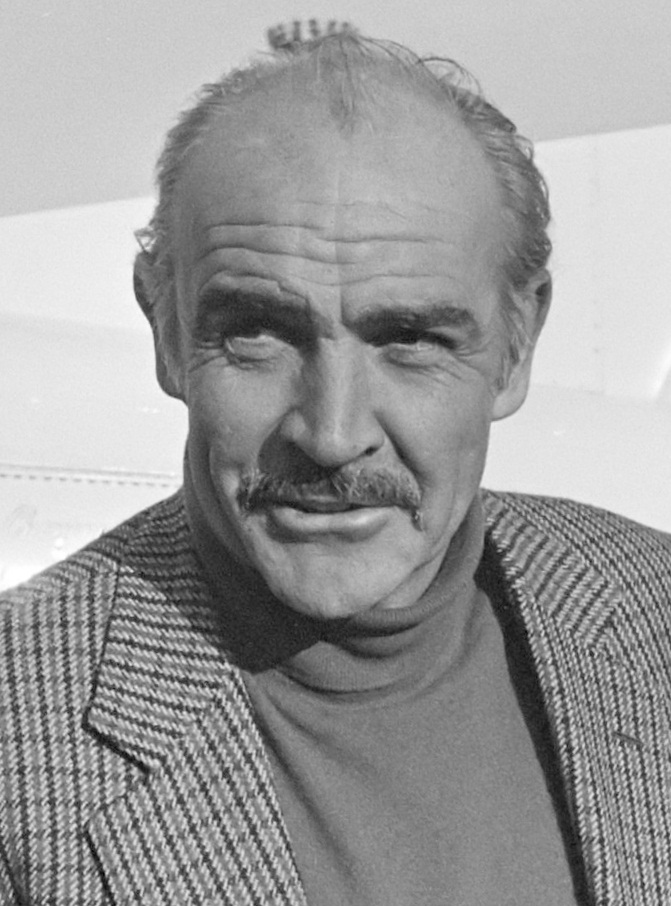
Sean Connery

## Alternative Haarschnitte

### Haarkranz
Zahlreiche historische Persönlichkeiten, die zeitweilig ihre Glatze überkämmten, gingen in späteren Lebensphasen zu einem Kurzhaarschnitt mit Haarkranz (bei der Tonsur auch ‚corona‘, englisch ‚fringe‘) über. Darunter sind Charles Darwin, Otto von Bismarck, Kaiser Wilhelm I., Herbert Spencer, Bronisław Malinowski, Gustaf Gründgens, Pablo Picasso, Sergej Prokofjew, Sean Connery, Bobby Charlton, Valéry Giscard d’Estaing, Joe Zawinul, und Rudy Giuliani.

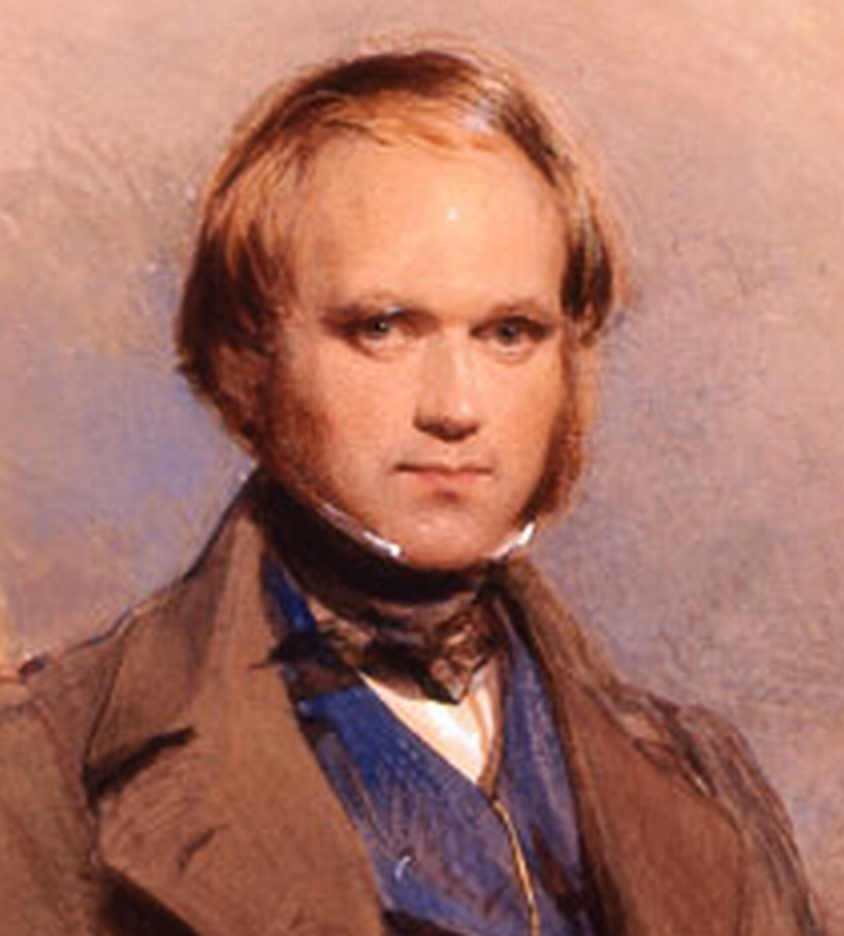
Charles Darwin 1840
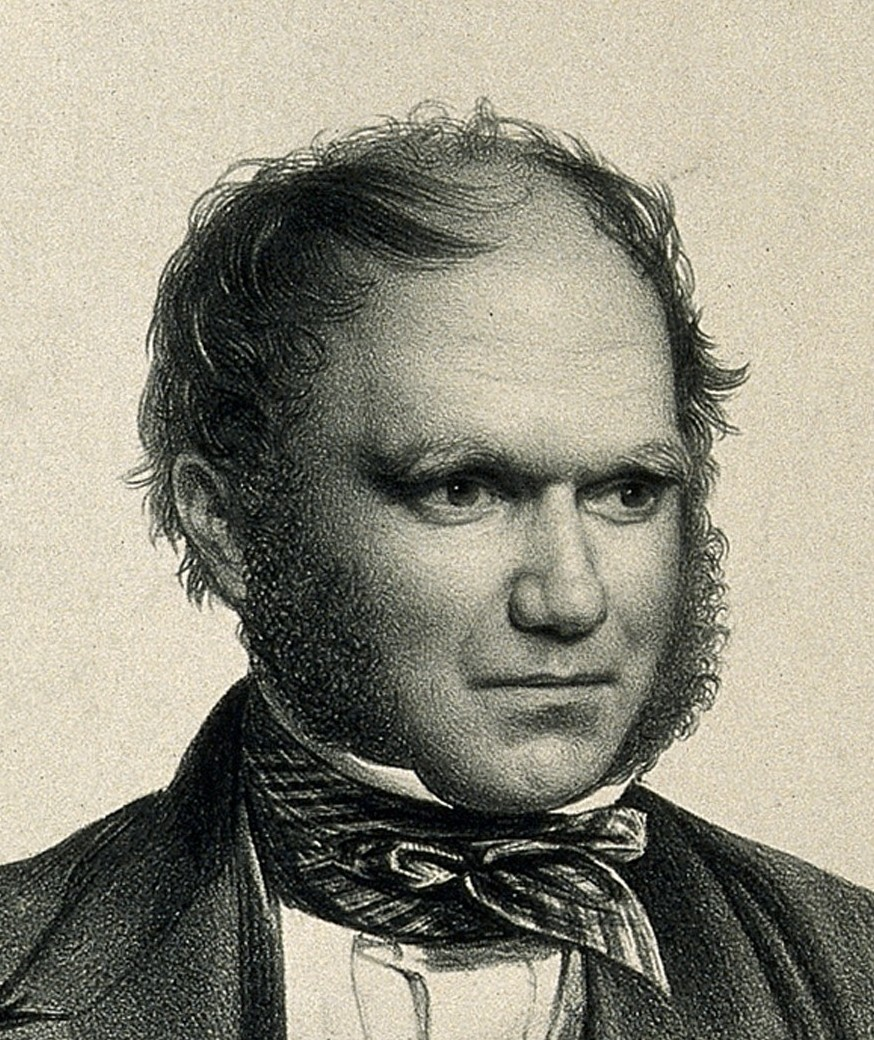
1849
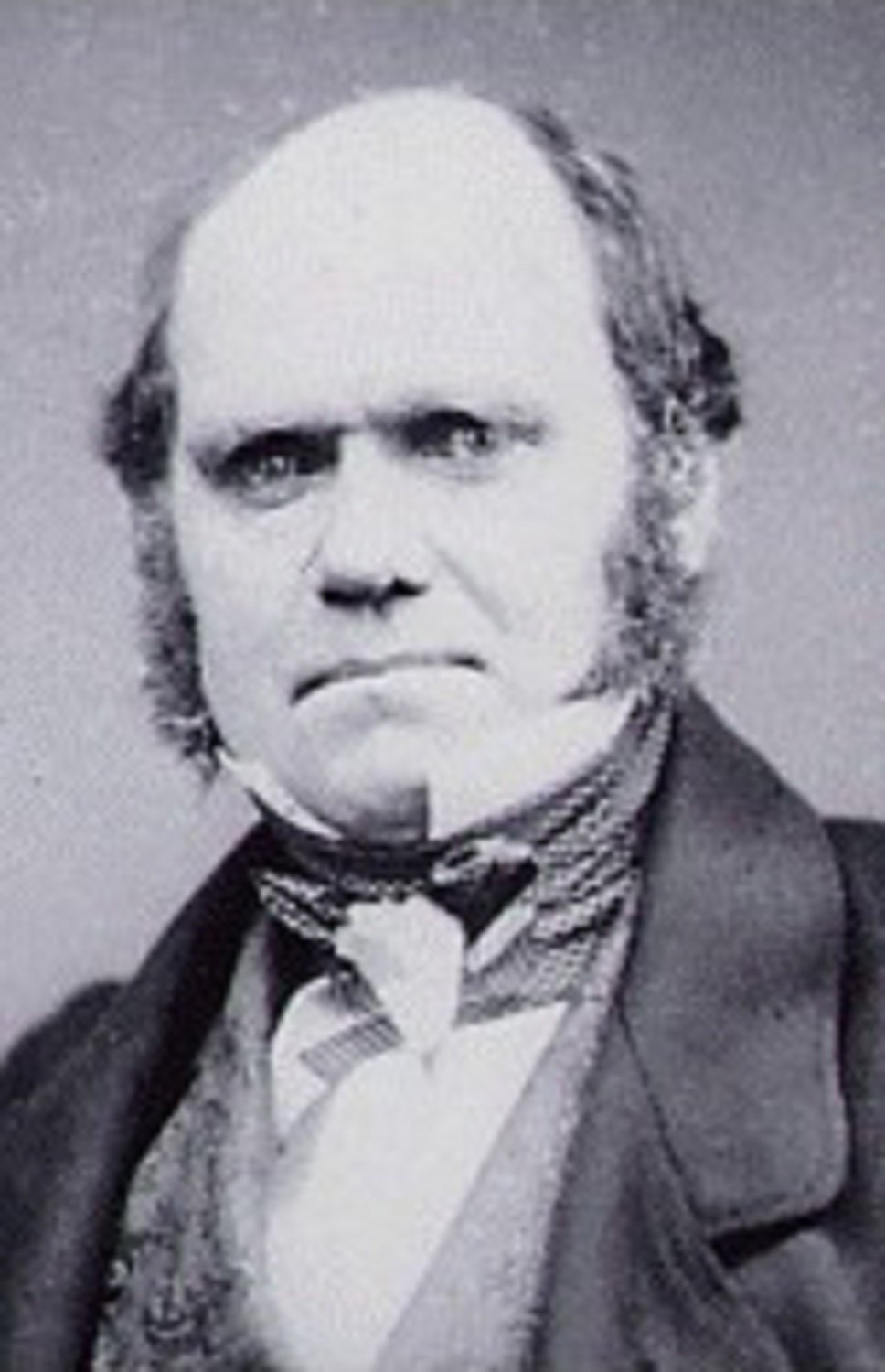
1854
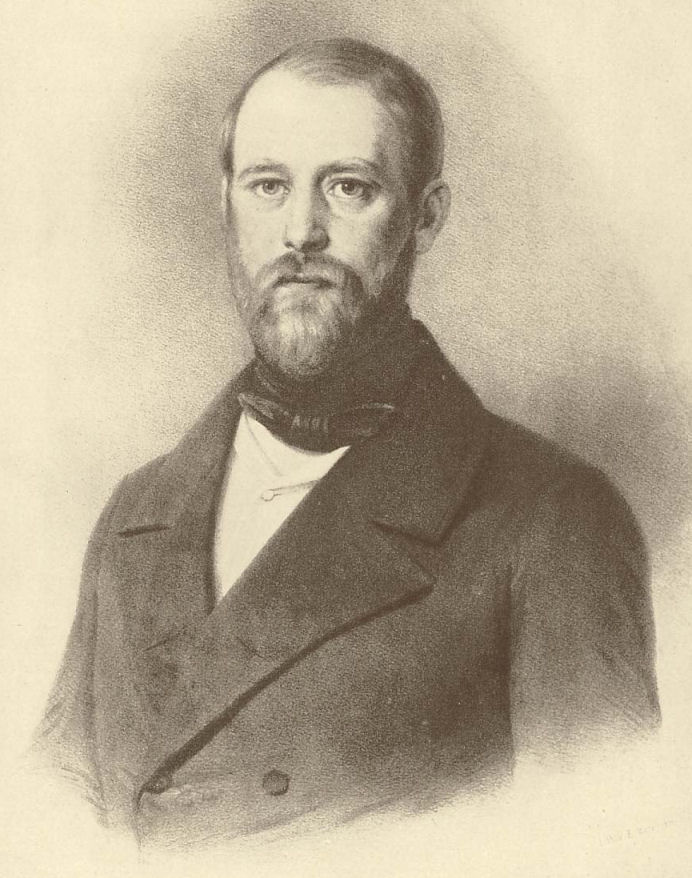
Otto von Bismarck 1847
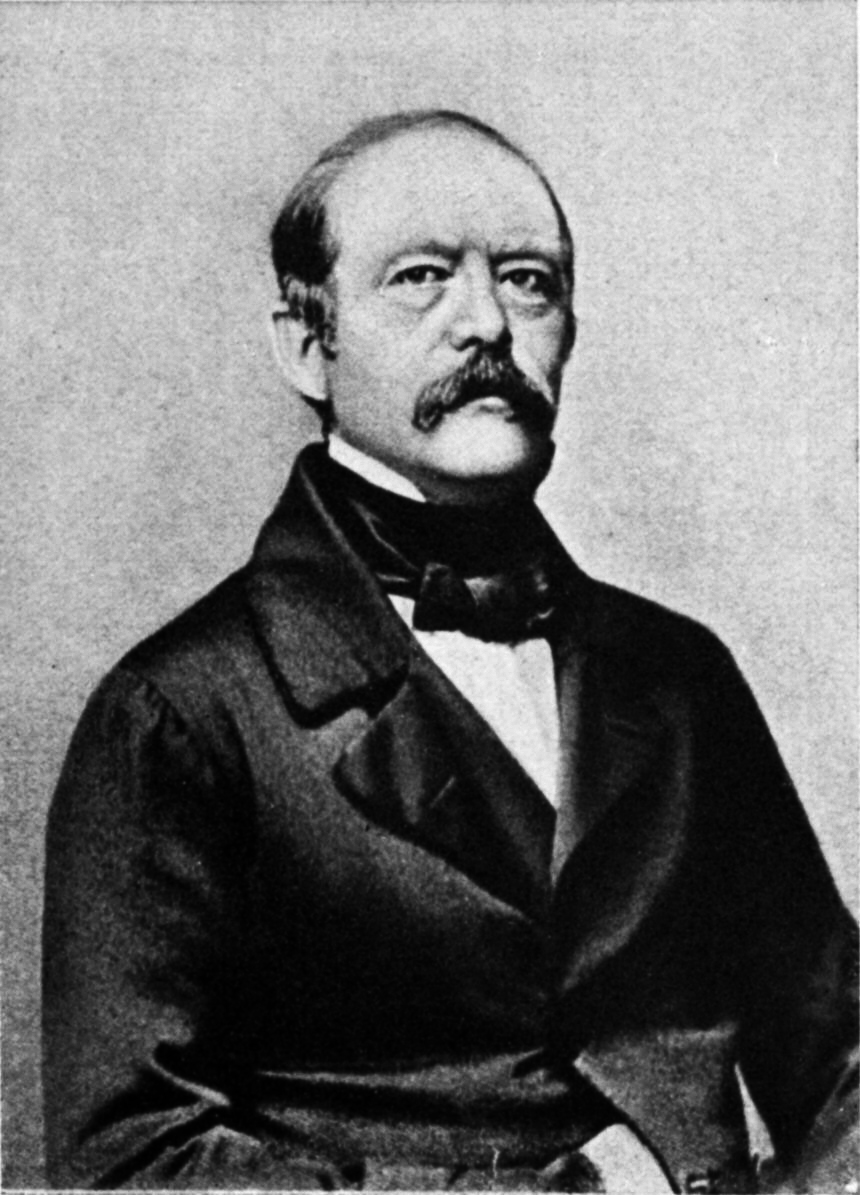
1863
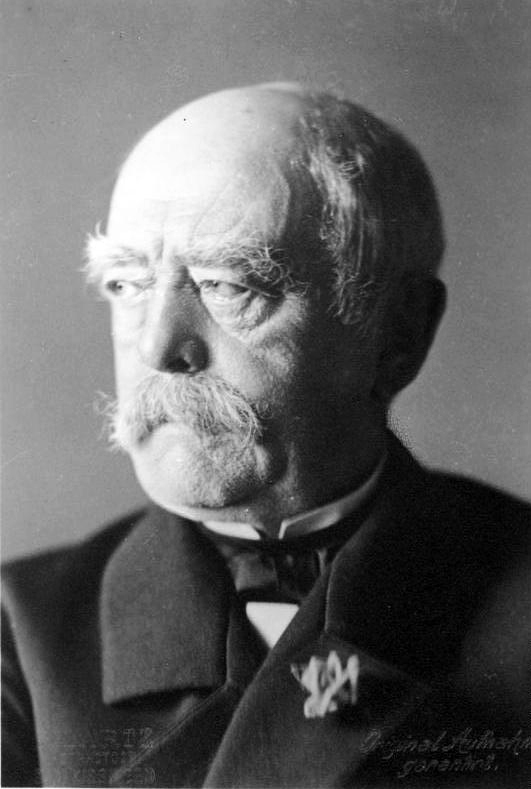
1890

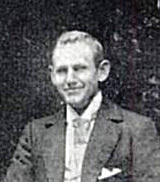
Günther Quandt 1900
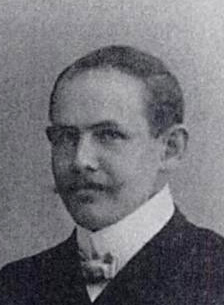
1905
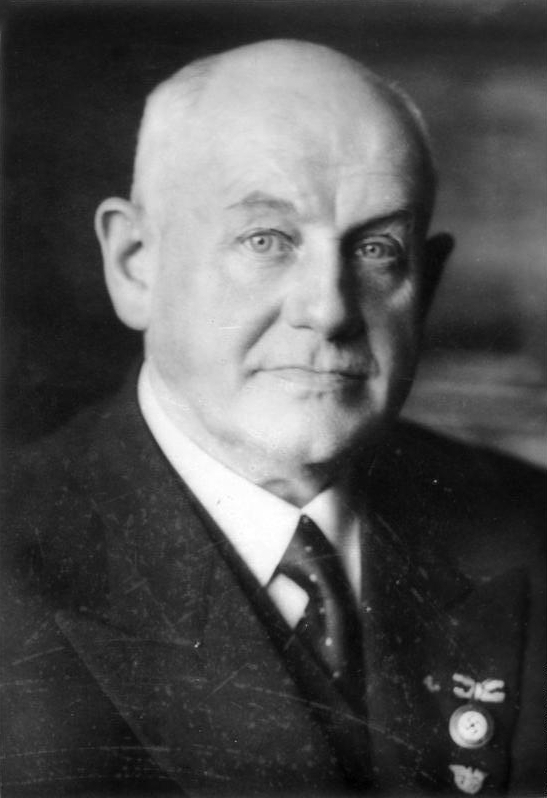
1941
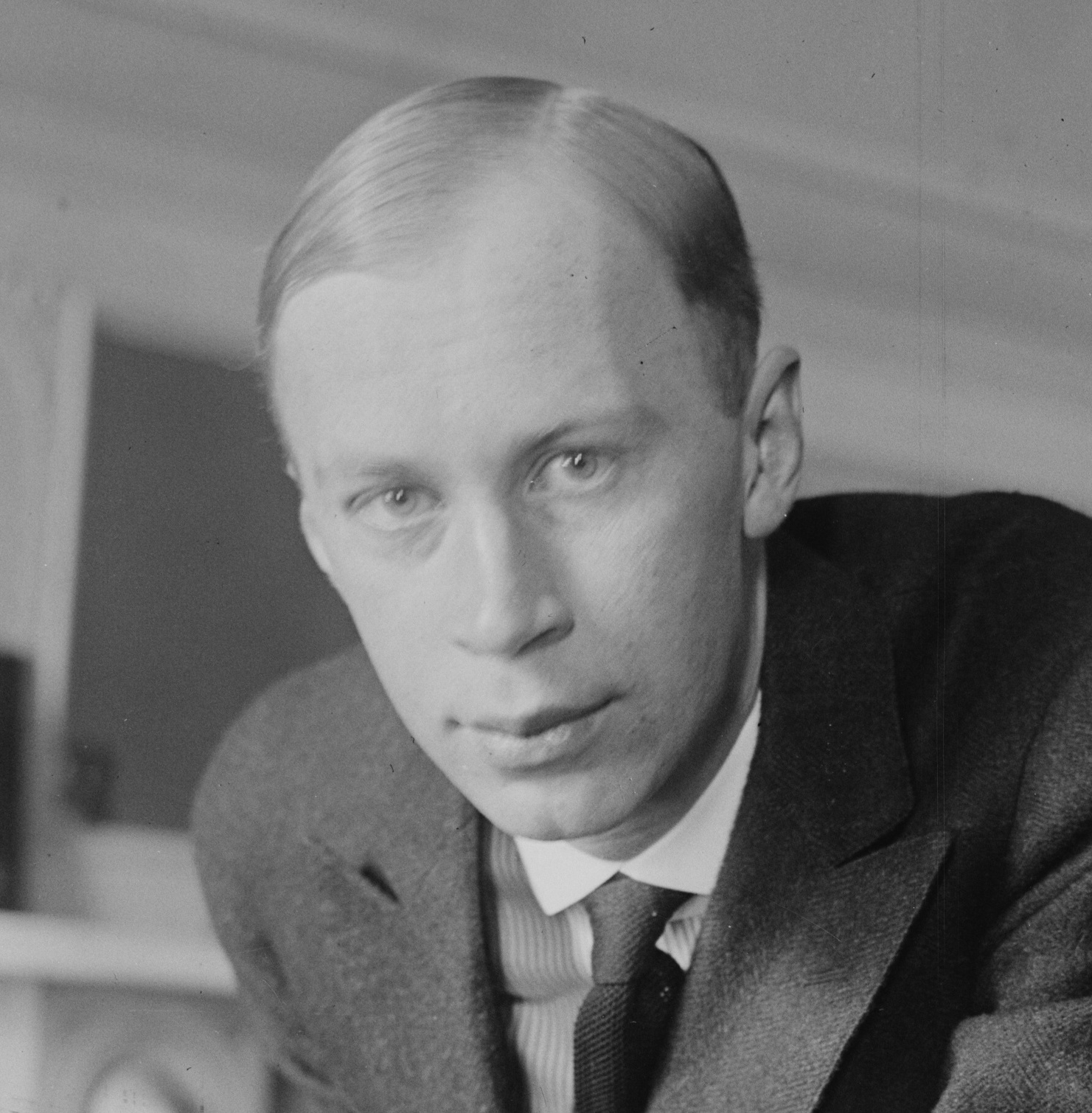
Sergej Prokofjew ca. 1918
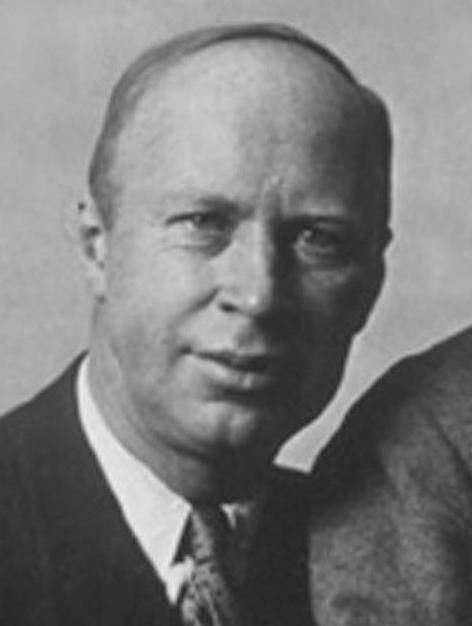
1936

Die Mutter von Magda Ritschel (spätere Ehefrau von Joseph Goebbels) beschrieb in einer Anekdote, wie ihre Tochter vor der Verlobung mit dem Industriellen Günther Quandt 1920 bei einer Bootsfahrt darauf bestand, er müsse seine Frisur ändern:

„Der Zufall wollte es, dass ein Windstoß eben diese Sardellen fasste, zerzauste und die Glatze sich so entblößte. Magda, die ihrem Zukünftigen im Ruderboot gegenübersaß und zusah, wie Dr. Quandt emsig mit den Riemen hantierte, um das Boot in Fahrt zu halten, benützte diesen günstigen Augenblick, um ihre Meinung über die Sardellen anzubringen: ‚Bevor du dir deine Sardellen nicht abschneiden lässt, heirate ich dich nicht!‘ Dr. Quandt ruderte schweigend zum Bootshaus zurück. Am nächsten Morgen, am Verlobungstag, kam er ohne seine geliebten Sardellen zum Frühstück. Er hatte sie sich eigenständig mit einer Nagelschere vor der morgendlichen Rasur abgeschnitten.“

### Kahlrasur

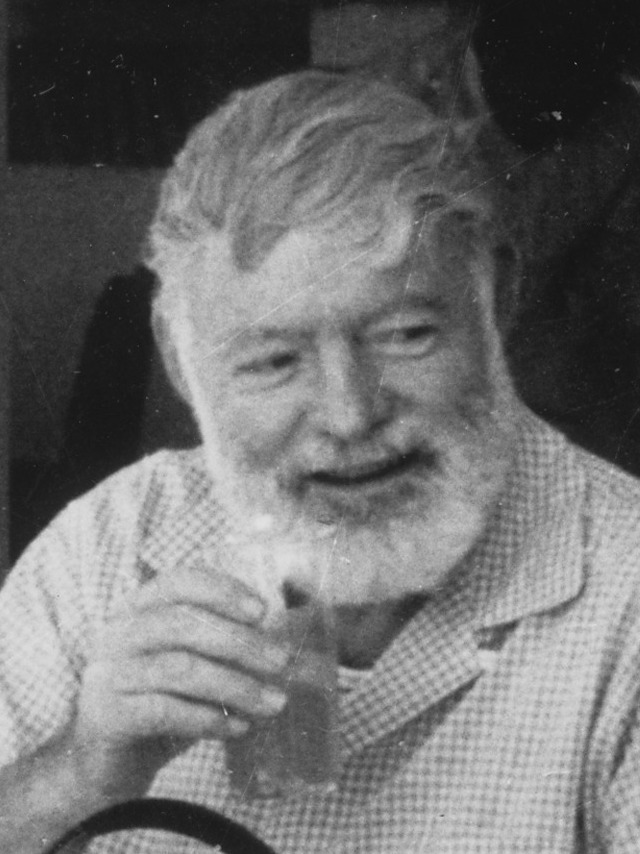
Ernest Hemingway mit nach vorne gekämmten Haaren (1950er Jahre)

Während die Verbreitung des Comb-Overs Ende des 20. Jahrhunderts zurückging, etablierte sich die Alternative der Kahlrasur. Bereits zuvor gab es vereinzelt Moden, bei denen statt der Verdeckung von Kahlheit mit Haaren oder Perücken eine Glatze getragen wurde. Die Encyclopædia Britannica vermerkt in den 1790er Jahren, dass im späten Rom Kahlheit gesellschaftlich stärker akzeptiert war. Als Beruf etablierten sich sogenannte „glabratores“ oder „glabrarii“, die Männern mit Haarausfall eine vollständige Glatze schoren.
Bekannte Fälle im 20. Jahrhundert
Der italienische Dichter Gabriele D’Annunzio, der auf einem Bild aus dem Jahr 1889 mit teilweise überkämmter Glatze und später mit Vollglatze abgebildet ist, führte seinen Haarausfall auf die Behandlung einer Kopfwunde mit Eisenperchlorat zurück, die er sich bei einem Duell 1885 zugezogen habe. Er wurde mit dem Ausspruch „Die zukünftige Schönheit wird kahl sein“ („la beauté future sera chauve“) zitiert. Einige fanatische Anhänger seiner dem Faschismus nahestehenden politischen Lehren schoren sich nach seinem Tod zu seinem Andenken Glatzen.
Der amerikanische Schriftsteller Ernest Hemingway überkämmte sich die Haare in den 1950er Jahren. Auf zahlreichen Fotos ist er mit nach vorne gekämmten Haaren zu sehen, auf anderen mit nach hinten gekämmten Haaren. Nach einer Aussprache mit seinem Freund Charles T. Lanham entschloss er sich zur Kahlrasur. Lanham hatte ihn versehentlich am Kopf berührt, worauf Hemingway nervös reagierte und ihm schließlich gestand, er überkämme sich die Glatze und werde sich die Haare abschneiden lassen. Auf einer Fotografie aus dem Jahr 1953 ist Hemingway dabei abgebildet, wie er sich mit einem Kamm die Haare nach vorne kämmt. Sie ist auf dem Bucheinband der Studie Hemingway’s Fetishism (1999) von Carl Eby abgebildet. Eby deutet Hemingways Verhältnis zu Glatzköpfigkeit und Kahlrasur im Zusammenhang mit Fetischismus. Seine Studie enthält zwei Fotografien mit dem kahlgeschorenen Kopf Hemingways aus dem Jahr 1953.
Popularität seit den 1990er Jahren
In den 1990er Jahren wurde der Trend zur Kahlrasur bei Männern mit und ohne Haarausfall verstärkt beobachtet, insbesondere im amerikanischen Spitzensport und in der Unterhaltungsbranche. Die Mitglieder der US-amerikanischen Volleyballmannschaft bei den Olympischen Sommerspielen 1992 traten geschlossen mit Glatze auf, um ihre Solidarität mit dem Spieler Bob Samuelson zu zeigen, der im Alter von 18 Jahren seine Haare wegen alopecia areata verloren hatte und dafür von Zuschauern verspottet worden war. Der amerikanische Journalist Richard Sandomir beobachtete den Trend 1993 in einem Artikel in der New York Times. Als Vorbild für die kahlrasierte Glatze wird häufig der russisch-amerikanische Schauspieler Yul Brynner genannt, der sich die Haare 1956 für den Film Der König und ich abrasierte. Laut Sandomir habe jedoch erst der Basketballer Michael Jordan der Kahlrasur zu breiter Popularität verholfen. Der britische Schauspieler Patrick Stewart gab 2007 in einem Interview in der BBC an, Freunde hätten ihm während seines Schauspielstudiums den Comb-Over unter Zwang abgeschnitten. Der Philosoph Simon Critchley gibt in der Einleitung zu seiner Essaysammlung Bald (Kahl, 2021) an, er habe verschiedene Versuche zur Verdeckung seiner Glatze unternommen, dabei aber nie zum „gefürchteten Comb-Over“ gegriffen. Im Alter von etwa 40 Jahren habe er sich schließlich bei einem Friseur in Sydney eine Vollglatze scheren lassen.
Vorteile von Comb-Over und Kahlrasur
Der in Berkeley lehrende Informatiker David A. Patterson veröffentlichte 2006 in der Informatikzeitschrift Communications of the ACM einen als Aprilscherz markierten Artikel über seine eigene Kahlrasur im Jahr 2003. In einer „unvoreingenommenen Analyse der Vor- und Nachteile von Glatzentum aus der Perspektive eines Mannes“ („unbiased analysis of the positives and negatives of baldhood from a man’s perspective“) führt er drei Gründe gegen eine Kahlrasur und sieben dafür an:
| Comb-Over                                                     | Kahlrasur                                                                                     |
| ------------------------------------------------------------- | --------------------------------------------------------------------------------------------- |
| 1. Ein mit Haaren in der natürlichen Haarfarbe bedeckter Kopf | 1. Jüngeres Aussehen in den Augen von Frauen                                                  |
| 2. Kein Sonnenbrand auf der Kopfhaut                          | 2. Stärkeres Aussehen in den Augen von Männern                                                |
| 3. Nach einer Rasur stößt man sich häufiger den Kopf          | 3. Kein Kämmen mehr notwendig                                                                 |
|                                                               | 4. Die selbstrasierte Glatze ist der einzige Haarschnitt, der ohne Friseurbesuch gut aussieht |
|                                                               | 5. Verbesserte Rasierer                                                                       |
|                                                               | 6. Weniger Zeitaufwand für Duschen und Haarpflege                                             |
|                                                               | 7. Keine psychische Belastung durch weiteren Haarausfall                                      |

Soziologische Deutungen
Der Kultursoziologe Günter Burkart beschreibt das weitgehende Verschwinden des Comb-Overs Ende des 20. Jahrhunderts in einer 2000 veröffentlichten Studie zu Symbolik und sozialer Attraktivität der Haare in einem Kapitel mit der Überschrift „Die Glatze als neues Männlichkeitssymbol?“. Er geht davon aus, dass Haarausfall im Zeichen der Natürlichkeit als Schönheitsideal einen Bedeutungswandel erfahren hat, und belegt dies mit der Häufung „selbstgemachter“ Glatzen unter anderem im Spitzensport. Daher würden Methoden zur Verdeckung von Haarausfall immer seltener:

„Jüngere Männer, so scheint es, bei denen der Haarwuchs zurückgeht, wollen zweierlei nicht. Sie wollen erstens kein Toupee tragen: Diese Art von Vortäuschung wäre heute lächerlich. Und sie wollen auch nicht um einen kahlen Kopf herum dicke Lockenbüschel tragen, keine üppige corona stehen lassen, so wie die Älteren (oder gar die berüchtigten herübergelegten Strähnen), das wäre heute komisch.“

## Bezeichnungen

### „Comb-over“ und „combover“ (1980er Jahre)
Bevor sich in den 1980er Jahren im Englischen das Wort „comb-over“ (Substantivierung von ‚to comb over‘, ‚überkämmen‘) etablierte, wurde im 19. Jahrhundert das Substantiv „combing“ für überkämmtes Haar verwendet. Wenn die Haare von vorne nach hinten über eine Glatze gekämmt werden, wird dies auch als „to slick back“ (‚nach hinten klatschen‘) bezeichnet.

#### Rudy Giuliani
Das New Yorker Satiremagazin Spy griff die Frisur in der unregelmäßigen Artikelreihe The Illustrated History of Hair (Die illustrierte Geschichte der Haare) ab 1988 mehrfach auf. In einem Artikel wird die Entwicklung der Frisur des damaligen New Yorker Bürgermeister-Kandidaten Rudy Giuliani anhand mehrerer Bilder verfolgt: „the unruly comb-over“ („der unbändige Comb-Over“, 1983), „the glued-down comb-over“ („der abgeklebte Comb-Over“, 1985) und „the oddly dimensional comb-over“ („der seltsam dimensionierte Comb-Over“, 1987). In der April-Ausgabe 1989 wurde eine Bilderstrecke mit prominenten amerikanischen Trägern der Frisur abgedruckt, darunter neben Giuliani Sonny Bono, Hugh Hefner und John McCain. In der August-Ausgabe 1989 wurde der New Yorker Friseur Tom Oliva interviewt, der sowohl Giuliani als auch den Amtsinhaber Ed Koch frisierte. Oliva bezeichnete Giulianis Frisur als „traditional, early comb-over“ („traditioneller Comb-Over im Frühstadium“). 2002 kommentierte die Washington Post die Änderung von Giulianis Frisur mit dem Satz „The world’s most famous comb-over has vanished.“ („Der bekannteste Comb-Over der Welt ist verschwunden.“). Im Fernsehfilm Rudy: The Rudy Giuliani Story (2003) spielt James Woods Rudy Giuliani mit einem Comb-Over. In einem Interview mit Entertainment Weekly gab er an, er habe die Frisur mit seiner Rolle unsterblich gemacht.

#### Donald Trump

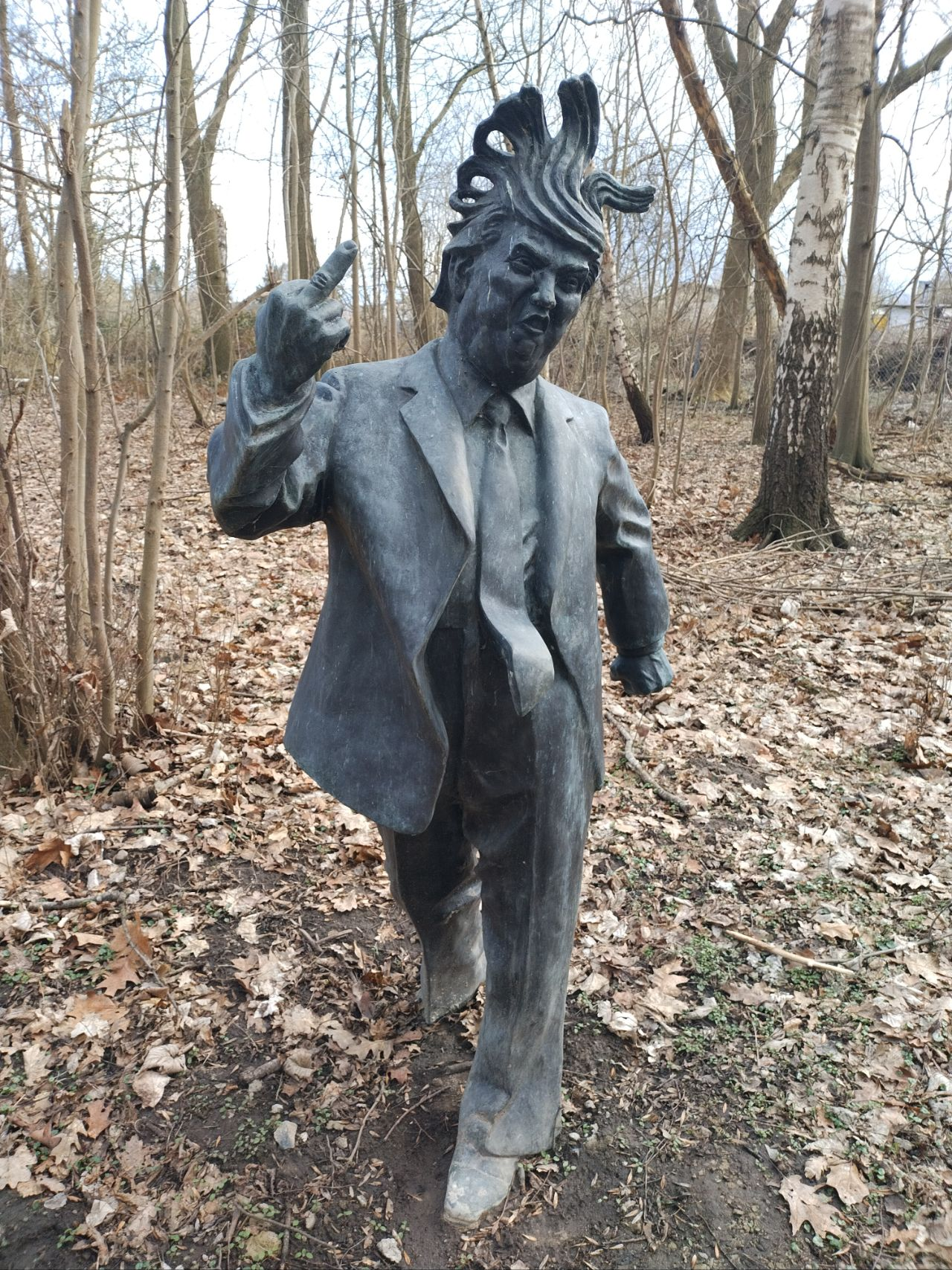
Trump-Statue mit Haaren im Wind auf dem Lehrpfad der unholdigen Personen

Große Bekanntheit erlangte die Bezeichnung „Comb-Over“ durch den 2016 gewählten US-Präsidenten Donald Trump. Die britische Boulevardzeitung Daily Mail veröffentlichte 2008 eine Beschreibung des „gravity-defying Donald Trump combover“ („der Schwerkraft trotzender Donald-Trump-Comb-Over“), der laut Schema vier Kämmrichtungen kombiniert. Das Time Magazine veröffentlichte 2011 ein Schema der Frisur, das drei Kämmrichtungen kombiniert. 2012 wurde über einen Mann berichtet, der bei einem Besuch Trumps in Edinburgh einen Luftballon an seinem Kopf rieb, sodass dessen Haare nach oben abstanden. Das Portal BuzzFeed veröffentlichte 2013 einen Artikel mit der Überschrift The 23 Most Important Comb-Overs of Congress („Die 23 wichtigsten Comb-Overs im Kongress“). Darin wird die Frisur des Abgeordneten Steve Chabot mit Trumps „‚Round the World‘ technique“ („einmal-um-die-Welt-Technik“) verglichen. Das Magazin Vanity Fair veröffentlichte eine „Illustrierte Geschichte“ seiner Frisur. 2015 erschien eine Videosequenz der Simpsons unter dem Titel Trumptastic Voyage, in dem Homer Simpson durch Trumps Frisur schwebt, die er als „gravity-defying combover“ bezeichnet. Während des Wahlkampfs schrieb der Musiker Jello Biafra ein Stück mit dem Titel Satan’s Combover („Der Comb-Over des Satans“). Zahlreiche Medien schrieben über Trumps Kämmtechnik und zeigten Bilder, auf denen seine Frisur vom Wind in Unordnung gebracht wird.

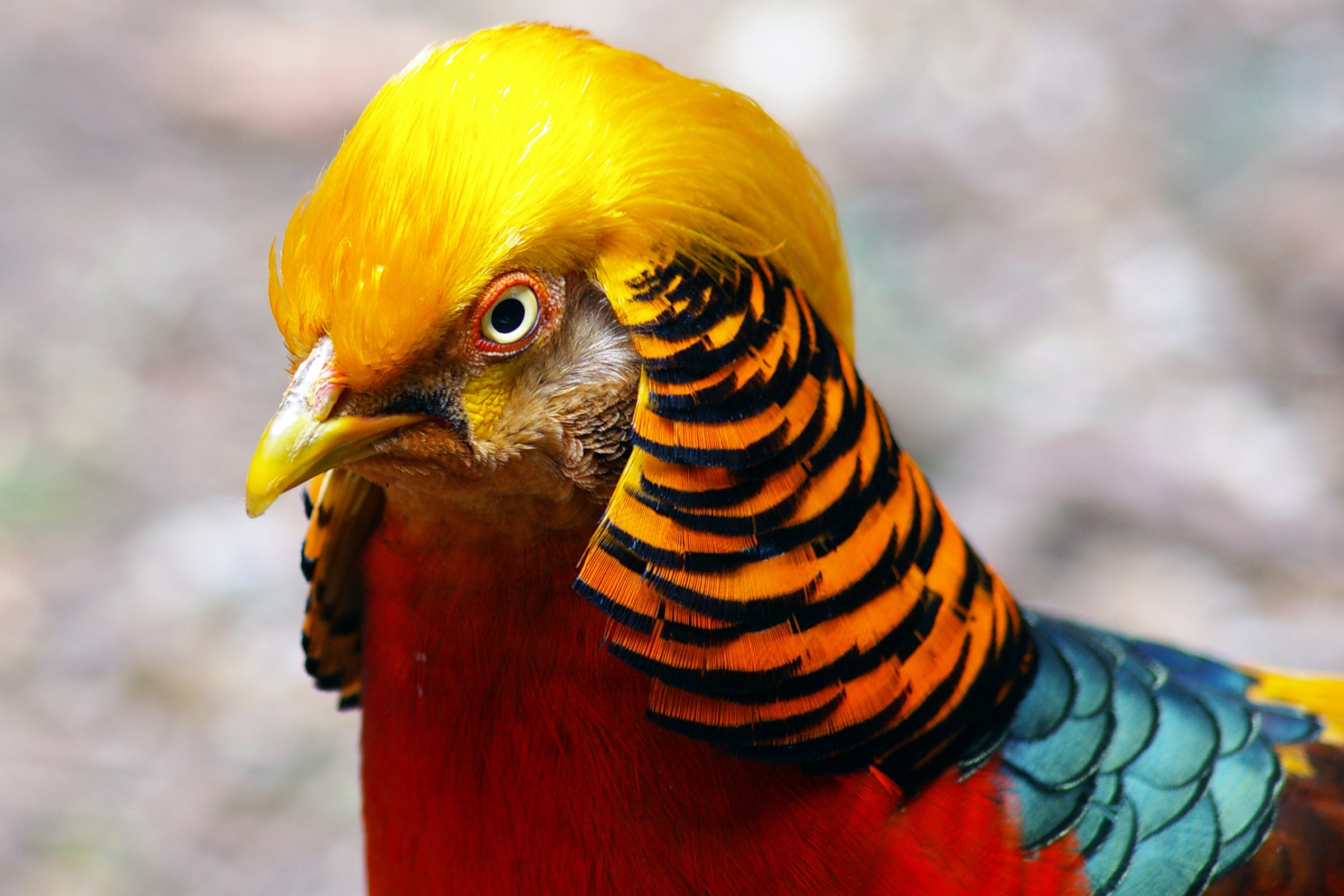
Trumps Frisur wurde mit dem Kopf eines Goldfasans verglichen

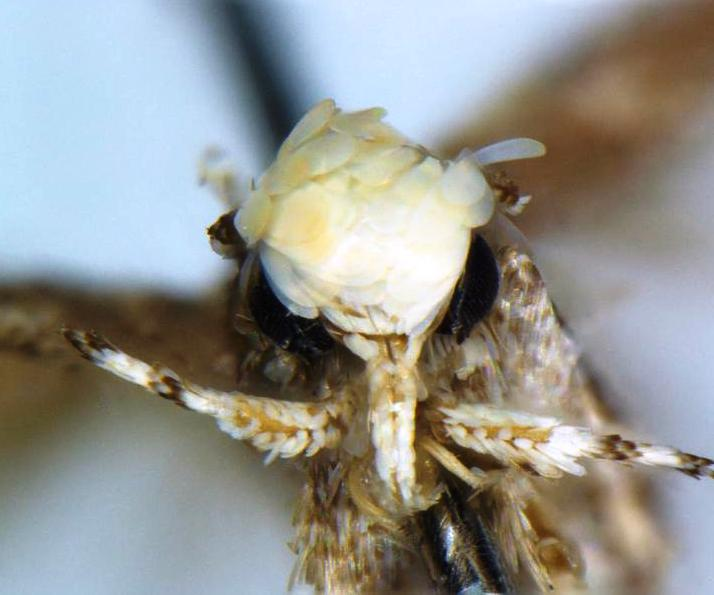
Kopf einer Neopalpa donaldtrumpi, die nach Trumps Frisur benannt wurde

Trumps Frisur wurde mit dem Kopf eines Goldfasans verglichen. Der Moderator Jimmy Fallon bat Trump 2016 in seiner Sendung darum, seine Frisur mit der Hand in Unordnung bringen zu dürfen, was Trump gestattete.
Nach Trumps Amtsantritt 2017 benannte der kanadische Entomologe Vazrick Nazari die Mottenart Neopalpa donaldtrumpi nach Trump aufgrund der Ähnlichkeit der gelblich-weißen Schuppen auf dem Kopf erwachsener Männchen mit Trumps Frisur. Der Biologe Stephen B. Heard deutete die Namensgebung als Beispiel für eine „beleidigende Benennung“ („insult naming“). Bei Demonstrationen gegen Trump waren Plakate mit dem Slogan „We Shall Overcomb“ („Wir werden es überkämmen“) zu sehen, der auf den Protestsong We Shall Overcome anspielt. In seinem 2017 erschienenen Enthüllungsbuch Fire and Fury zitiert der amerikanische Journalist Michael Wolff Trumps Tochter Ivanka mit einer Schilderung von dessen Frisiervorgang:

„Sie erklärte den Vorgang oft ihren Freunden: ein total kahler Oberkopf – seit einem Eingriff zur Kopfhaut-Reduktion eine klar abgegrenzte Insel – vorn und an den Seiten umgeben von einem pelzigen Haarkranz. Von dort werden alle Haarspitzen hochgekämmt und in der Mitte zusammengeführt, dann wird alles zurückgekämmt und mit Haarspray fixiert.“

Trump demonstrierte 2018 auf einer Wahlkampfveranstaltung, wie er eine kahle Stelle am Hinterkopf verdeckt. 2019 produzierte der schwedische Uhrenhersteller Triwa eine Armbanduhr mit einer Karikatur von Trumps Kopf, deren Zeiger die Form von Haarsträhnen haben. In der Family Guy-Episode Trump Guy (2019) bekommt Peter Griffin als Trumps Pressesprecher die Aufgabe, Räume auf elektrostatische Aufladung zu überprüfen, bevor Trump sie betritt. Als er Trump nach dem Öffnen einer Tür die Hand gibt, stehen dessen Haare vom Kopf ab. In der britischen satirischen Puppenserie Spitting Image wurde seit 2020 die Frisur von Donald Trump als eigene Figur mit Gesicht dargestellt, die den kahlen Kopf der Trump-Puppe verlässt. Während des Präsidentschaftswahlkampfs 2020 veröffentlichte die The New York Times Details aus Trumps Steuererklärung, aus denen Ausgaben von 70.000 Dollar für Haarpflege während seiner früheren Tätigkeit als Moderator der Sendung The Apprentice hervorgingen. Trumps früherer Anwalt Michael Cohen bezeichnete die Frisur in seinem Buch Disloyal (2020) als „Hair Force One“ in Anspielung auf die Präsidentenmaschine Air Force One. Er beschreibt das Frisieren als Prozedur mit drei Kämmrichtungen:

„Die Operation war wesentlich komplizierter als ein einfacher Überwurf von dem, was von seinem Haar übrig geblieben war: die dreistufige Prozedur erforderte einen Flop des Haars von seinem Hinterkopf nach oben, gefolgt von einem Flip des daraus resultierenden Überhangs auf seinem Gesicht zurück auf seinen Schädel, und dann der Flap seines Comb-Overs nach der rechten Seite, sodass drei Schichten dünn kaschierter Unsicherheit männlichen Haarausfalls entstanden. Das Gebilde wurde von einem Nebel aus TREsemmé TRES Two zusammengehalten, kein Top-Salon-Produkt. Flip, flop, flap, und fertig war der berühmteste Comb-Over der Welt.“

Bei der ersten Wahlkampfveranstaltung zur Präsidentschaftswahl in den Vereinigten Staaten 2024 nach dem auf ihn verübten Attentat bezeichnete Trump seinen Comb-Over als „Kunstwerk“.

### „Ramener“ und „emprunter“ (Mitte des 19. Jahrhunderts)

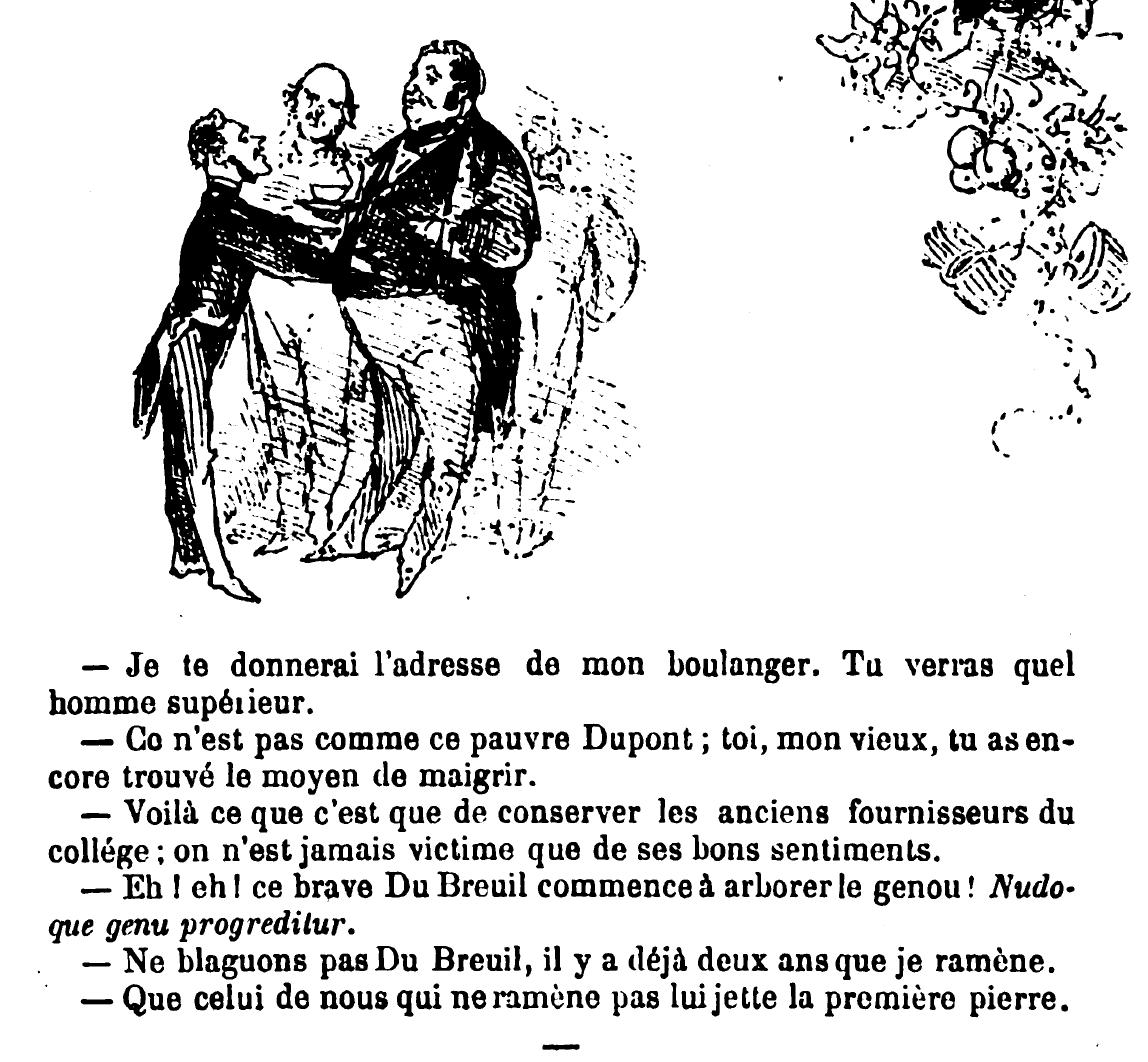
Illustration in der Zeitschrift La vie Parisienne, letzte Zeile: „Wer von uns nicht überkämmt, der werfe den ersten Stein“ (1866)

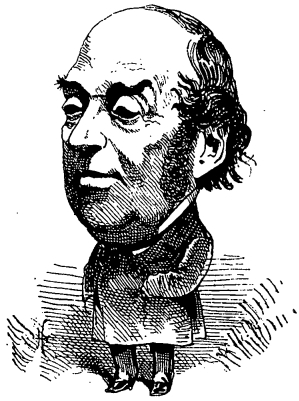
Paul Siraudin karikiert von Georges Lafosse (1874)

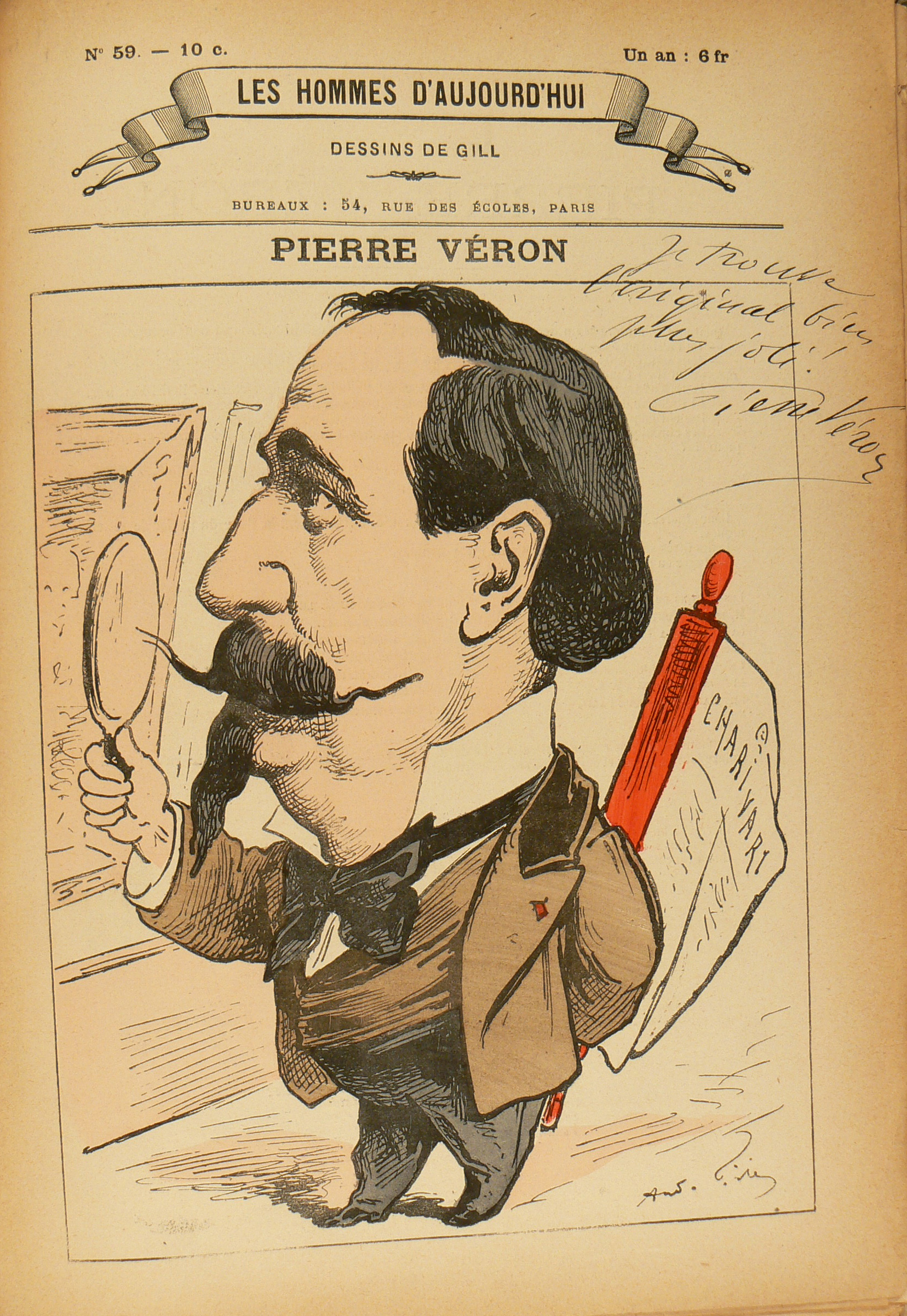
Pierre Véron karikiert von André Gill (etwa 1880)

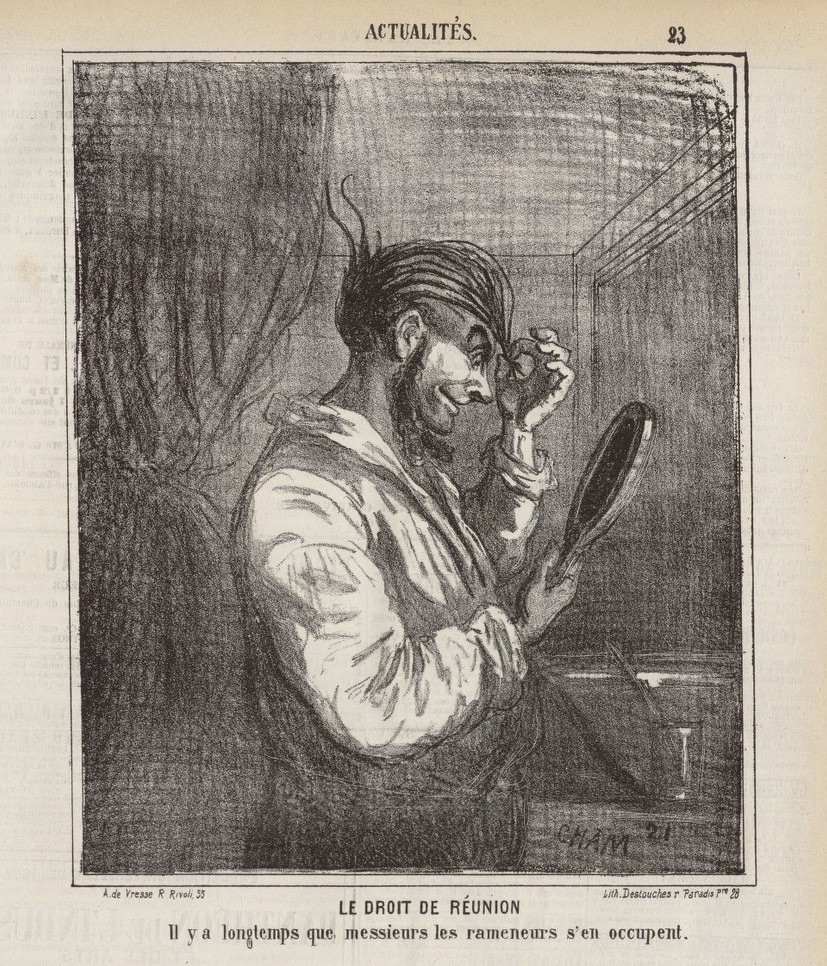
Karikatur von Amédée de Noé (1867)

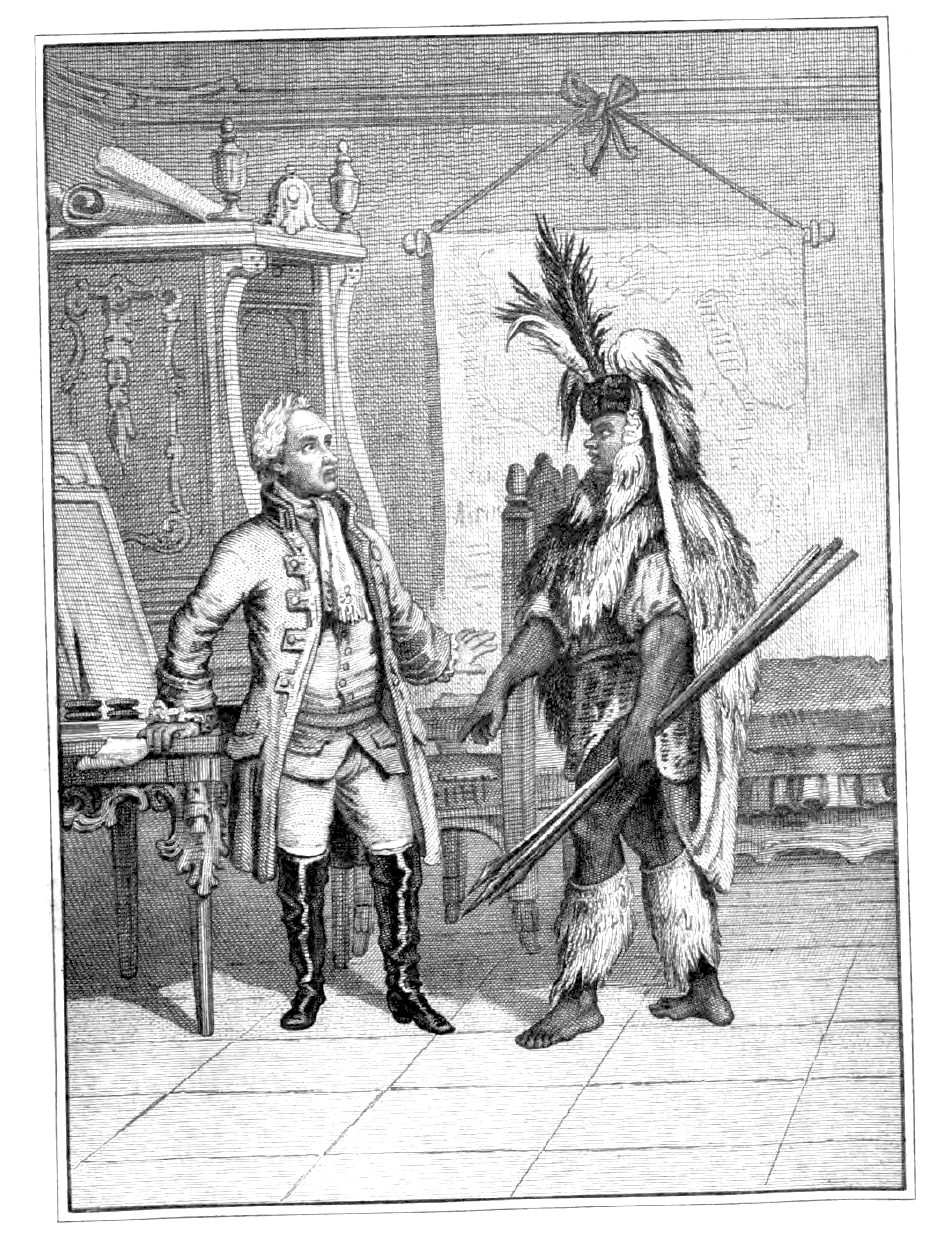
Illustration aus der Erzählung Der Kaffernhäuptling von W. O. von Horn (1880)

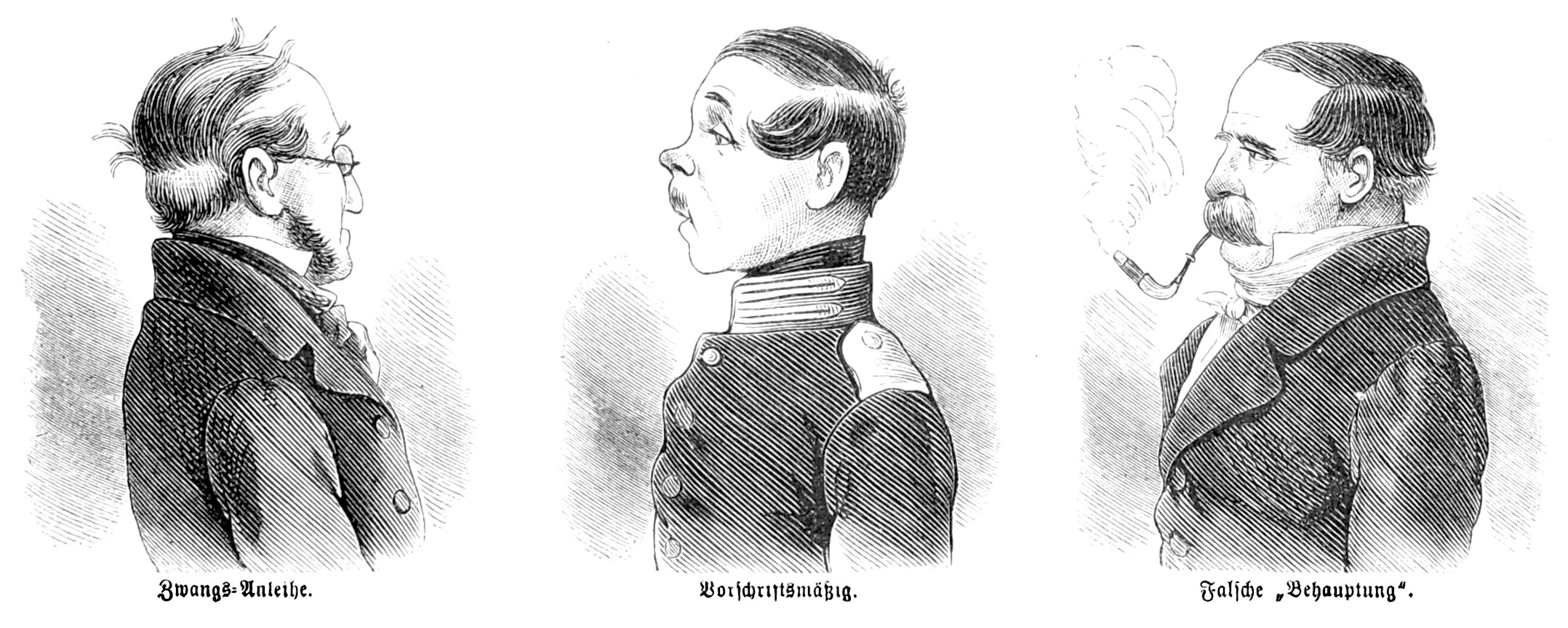
Karikaturen: „Zwangs-Anleihe“, „Vorschriftsmäßig“ und „Falsche,Behauptung‘“, Illustrirtes Sonntags Blatt (1878)

Im Frankreich des 19. Jahrhunderts wurde ein Mann mit überkämmter Glatze als „rameneur“ (von ‚ramener‘: ‚zurückbringen‘, ‚herüberlegen‘) bezeichnet. Das Wort ist in zahlreichen Wörterbüchern des Argot aus der zweiten Hälfte des 19. Jahrhunderts enthalten. Das von Césaire Villatte in den 1880er Jahren auf Deutsch herausgegebene Argot-Wörterbuch Parisismen übersetzt das Wort „ramenage“ mit „Kunst, seine Glatze durch Hinaufkämmen der Nackenhaare zu verdecken“. Ein „rameneur“ ist ein „alter Herr, der zur Bedeckung seiner Glatze die Nackenhaare nach vorn kämmt“.
Der Schriftsteller Alphonse Karr prägte 1845 den Ausdruck „j’en emprunte un qui vaut dix“ („ich leihe mir einen für zehn“), mit dem er die Frisur des Literaturkritikers Charles-Augustin Sainte-Beuve beschrieb. Karrs Ausdruck wurde häufig zitiert, ein Wörterbuch verwendet für die überkämmten Strähnen die Metapher des Triumphbogens. Villatte übersetzt den von Karr geprägten Ausdruck „emprunter un qui vaut dix“ als „eine Zwangsanleihe machen“ und das Wort „ramener“ als „eine freiwillige Anleihe machen“. Der Lustspieldichter Eugène Labiche gibt in seinem Stück Die kleinen Hände (Les petites mains, 1859) eine Beschreibung der Frisur, in der Karrs Metapher des Leihens ebenfalls verwendet wird:

„Ein Überkämmer? Das ist eine Glatze, die es nicht wagt, eine Perücke zu tragen, oder, wenn Sie mögen, ein Ladenbesitzer mit leeren Regalen, der sich aus seinem Hinterzimmer einige vergessene Nachtigallen borgt, um seine Ladenfront auszuschmücken.“

Die Komödiendichter Paul Siraudin und Adolphe Choler veröffentlichten 1861 den Vaudeville-Einakter Die Überkämmer (Les rameneurs), der am 26. Februar 1861 in Paris am Théâtre des Variétés uraufgeführt wurde. Mehrere Herren mit Haarausfall treffen sich in einem Hotel und beschreiben ihre Varianten der Frisur: das „große Überkämmen“ von Haaren von hinten nach vorn („de l’occiput au sinciput“, „le grand ramenage“), das versetzte Überkämmen, ähnlich einem Englischen Garten („en quinconces… quelques bouquets çà et là“, „un petit jardin anglais“), das Überkämmen in „Pinseln“ („en pinceaux“), als „Tischtuch“ („en nappe“) sowie als „Kreuzfeuer“ mit 15 Haaren links und 22 Haaren rechts („en feux croisés“, „quinze à gauche et vingt-deux à droite“), wobei die 37 Haare aussehen, als seien es 60. Erzählt wird außerdem von einem Mann, der sich sein einziges verbliebenes Haar neunmal um den Kopf kämmt (S. 14 f.). Die Figur Duponceau kündigt die Gründung eines Vereins an:

„Deshalb, meine Herren, schlagen wir Ihnen vor, eine Einrichtung unter dem Namen Überkämmer-Klub zu gründen, eine Art Gesellschaft zur Ermutigung der Jugend, der dieser Überfluss entzogen ist, der die Stärke Samsons war, aber den Untergang Absalons verursachte …“

Die Passage spielt auf die biblischen Figuren Samson an, dessen starker Haarwuchs seine Kraft garantiert, und auf Abschalom, der mit seinen Haaren in einem Baum hängenbleibt. Duponceau führt weiter aus, dass zahlreiche große Männer kahl gewesen seien, so hätten etwa die Sieben Weisen von Griechenland „um die Wette überkämmt“ („Les sept sages de la Grèce / ramenaient à qui mieux mieux“, S. 19).
Der Journalist Pierre Véron schrieb 1862 in der Zeitschrift Le Monde illustré einen satirischen Artikel mit der Überschrift „Meine Herren Überkämmer“ („Messieurs les rameneurs“), die Alphonse Karrs Beschreibung zitiert und sie als soziale Metapher für Eitelkeit und Koketterie verwendet:

„Die Kunst des Überkämmers besteht immer darin, sich einen für zehn zu leihen, die Reste von dem sprießen zu lassen, was man hat, um zu verbergen, was man nicht mehr hat. Nur ist die Ausnahme fast zu einer Regel geworden. Die Überkämmer sind heutzutage eine Zunft. Weil unsere Generation früher altert? Weil die Koketterie Fortschritte gemacht hat? Ich weiß es nicht.“

Véron beschreibt Verhaltensweisen, die dem Überkämmen ähneln, in Bereichen der Finanzen, der Medizin, der Literatur, den spirituellen, sentimentalen, ruinierten und kampflustigen Überkämmer (le rameneur financier, médical, littéraire, spirituel, sentimental, ruiné, belliqueux). Sowohl Siraudin als auch Véron wurden auf Karikaturen mit der Frisur dargestellt.
Der Karikaturist Amédée de Noé (Cham) veröffentlichte 1867 in der Zeitschrift Le Charivari eine Karikatur anlässlich der Debatte um die Versammlungsfreiheit, die von Napoleon III. 1868 eingeführt wurde. Sie zeigt einen Mann, der sich die Haare von hinten über die Glatze kämmt, und den Text: „Le droit de réunion. Il y a longtemps que messieurs les rameneurs s’en occupent.“ („Das Recht auf Versammlung. Die Herren Überkämmer beschäftigen sich schon lange damit.“). Das Wort „réunion“ („Versammlung“, „Vereinigung“) spielt dabei auf die Verbindung behaarter Stellen auf dem Kopf an.

### „Zwangsanleihe“ und „Anleihe“ (Mitte des 19. Jahrhunderts)
Das Wort „Zwangsanleihe“ wird im Deutschen für die Frisur seit den 1860er Jahren verwendet. Eine satirische Abhandlung über moderne Plattologie in der Sonntagszeitung Die Plauderstube beschreibt die Frisur 1865 mit Vergleichen zum Mond, der seit der Antike als Metapher für Kahlköpfigkeit verwendet wird:
Der deutsche Schriftsteller W. O. von Horn verwendet in seiner Erzählung Der Kaffernhäuptling (1868) die Bezeichnung der „gezwungenen Anleihe“:

„Sein Haar trug schon die Färbung, welche man mit „Kümmel und Salz“ zu bezeichnen pflegt, und eine naseweise Glatze von nicht ganz kleinem Umfang wollte sich, da er sehr eigensinnig sich der herrschenden Macht der Perrücke widersetzte, durch alles sorgfältige Kämmen und Streichen der dünn stehenden Haare nicht mehr bedecken lassen. Man nennt scherzweise solches Bemühen mit den seitwärts herübergekämmten Haaren eine ‚gezwungene Anleihe‘, und diese mißlang ihm regelmäßig.“

Verschiedene Wörterbücher des Volksmunds erwähnen die Wörter „Zwangsanleihe“ und „Anleihe“ bis zum Beginn des 20. Jahrhunderts. Vereinzelt wurden sie noch bis ins späte 20. Jahrhundert verwendet.
Im Polnischen wird ähnlich zum Französischen und Deutschen das Wort „pożyczka“ („Anleihe“) verwendet, im Italienischen vereinzelt das Wort „prestito forzoso“. Im Hebräischen wird die Bezeichnung הלוואה וחיסכון verwendet. Im Russischen wird seit dem Ende des 19. Jahrhunderts das Wort „wnutrennij sajem“ („innere Anleihe“ „Inlandsanleihe“) verwendet. Der Dichter Ilja Selwinski verwendet die Bezeichnung in seinem Versroman Puschtorg (1929). Der Schriftsteller Vladimir Nabokov verwendet das Wort „Anleihen-Scheitel“ („probor sajmom“) in seinem zuerst auf Russisch veröffentlichten Roman Die Gabe (Dar, 1938). Der Schriftsteller Boris Polewoi verwendet den Ausdruck in seinem Roman Am wilden Ufer (Na dikom brege, 1962). Der Schriftsteller Sigismund von Radecki verwendete den Ausdruck „innere Anleihe“ 1980 im Deutschen.
Im Dänischen sind die Bezeichnungen „lånehår“ oder „diskontohår“ (Leih- oder Diskonthaar) vereinzelt dokumentiert. Im Schwedischen ist seit den 2000er Jahren die Bezeichnung „Robin-Hood-Frisur“ („Robin Hood-frisyr“) gebräuchlich, etwa in Übersetzungen der Romane des norwegischen Schriftstellers Jo Nesbø. Sie spielt auf die Redewendung an, Robin Hood nehme von den Reichen und gebe den Armen.

### „Sardelle“, „Sardellenfrisur“, „Sardellenbrötchen“ (Ende des 19. Jahrhunderts)

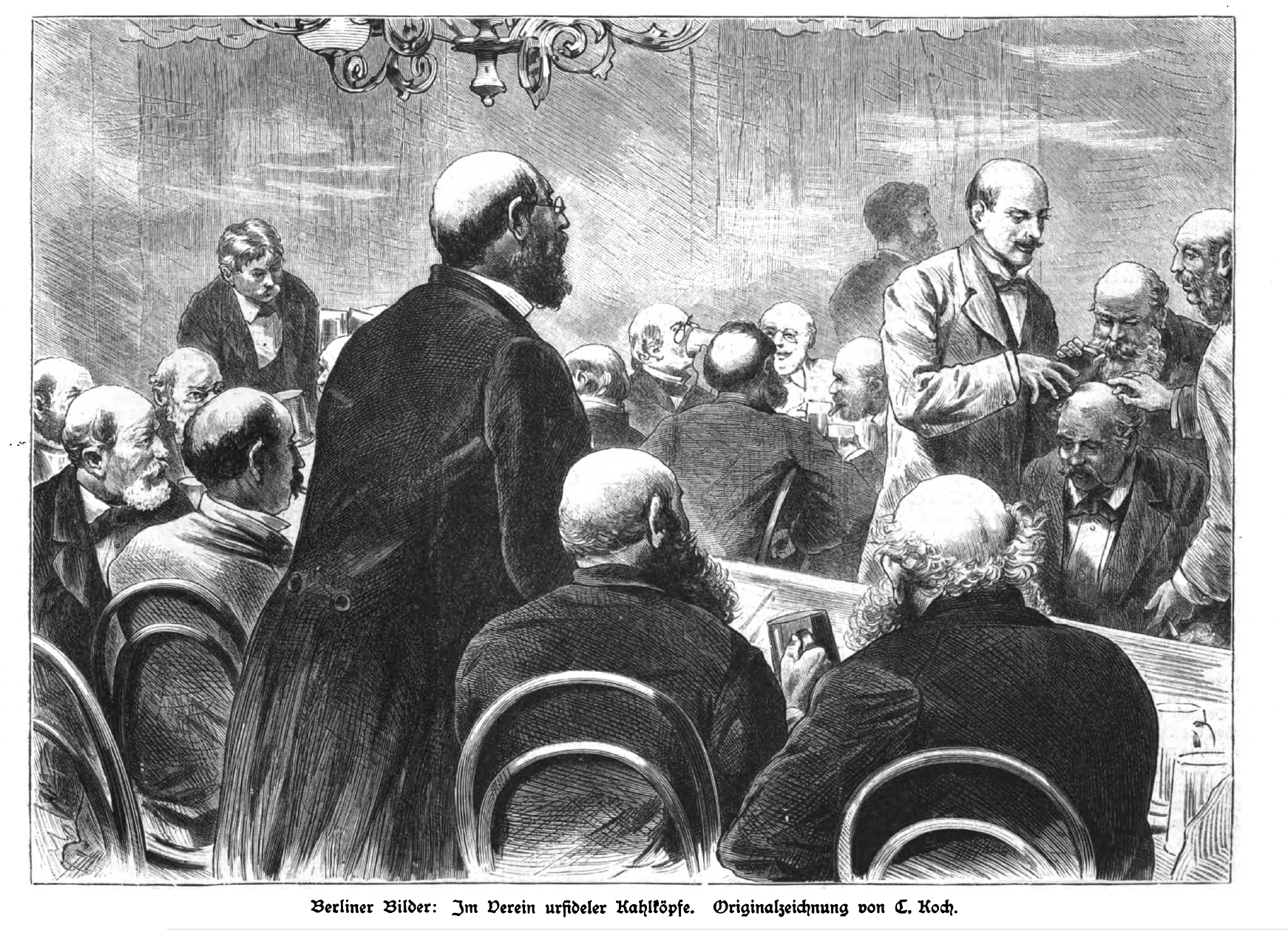
Untersuchung eines Kahlköpfigen im „Verein urfideler Kahlköpfe“, Illustration 1882

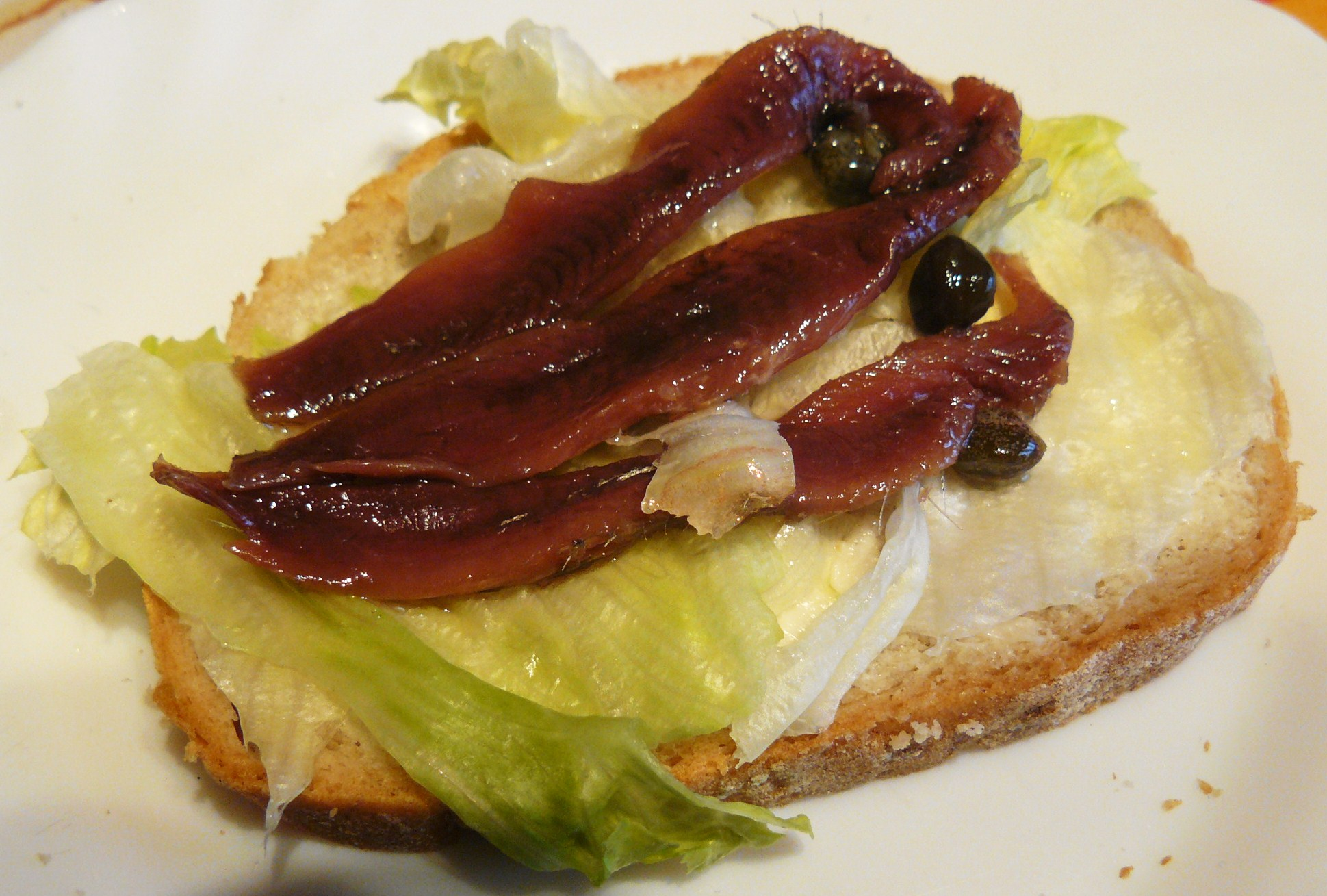
Sardellenbrötchen

Seit Ende des 19. Jahrhunderts sind im Deutschen die scherzhaften Bezeichnungen „Sardelle“, „Sardellen“, „Haarsardellen“, „Sardellenfrisur“, „Sardellenbrötchen“, „Sardellenbrot“ oder „Sardellensemmel“ gebräuchlich. Der Vergleich der Haarsträhnen mit Sardellen wird von August Heinrich Hoffmann von Fallersleben in seinem Wörterbuch Volkswörter. Aus der deutschen Volks-, Spott- und Gleichnis-Sprache (1873) damit erklärt, die übergekämmten Haare sähen auf der Kopfhaut aus „wie eine spärlich mit Sardellen belegte Buttersemmel“. In der Leipziger Illustrirten Zeitung wird 1882 in einem satirischen Artikel namens Der Verein urfideler Kahlköpfe in Berlin eine Aufnahmeprüfung beschrieben:

„Laut Statut zerfällt der Verein in vier Abteilungen; der ersten derselben anzugehören, gilt als die höchste nur denkbare Ehre, die allerdings nur mit einem totalen Glatzkopf erkauft werden kann. Mit peinlicher Sorgfalt untersucht der mit Lupe und eigens dazu konstruierten Haarguckern bewaffnete Vorstand den sich um die 1. Klasse bewerbenden Aspirantenkopf; das schönste kunstvoll gelegte „Sardellenbrötchen“ läßt den Prüfling, und hätte er noch so viele Haare auf den Zähnen, unrettbar durchfallen […].“

Der rheinische Schriftsteller Joseph von Lauff verwendete die Bezeichnungen „Sardellenhaare“, „Haarsardellen“ und „Sardellensträhnen“ in mehreren Romanen um die Jahrhundertwende und machte sie populär. Der österreichische Ethnograph Felix von Luschan verwendet die Bezeichnung zur Beschreibung von Frisuren, die auf den sogenannten Benin-Bronzen aus dem Königreich Benin des 16. Jahrhunderts dargestellt sind:

„Manchmal sind solche Wülste locker und etwas wellig, manchmal ganz gerade und so dicht aneinander gepackt, daß man unwillkürlich an das von Lauff geprägte Wort ‚Sardellensträhne‘ erinnert wird, auch wenn man sich darüber klar ist, daß der Dichter dabei an ein völlig schlichtes Haar dachte, während wir es in Benin mit einem ursprünglich krausen Haar zu tun haben.“

Der Schriftsteller Günter Kunert verwendet die Bezeichnung „Sardellen“ 1967 in seinem Roman Im Namen der Hüte in einer Auflistung von Frisuren auf einer Demonstration. Der Schriftsteller Peter M. Thouet verwendet die Bezeichnung „Sardellenbrötchen“ 1988 in seinem Roman Lorentz & Söhne.

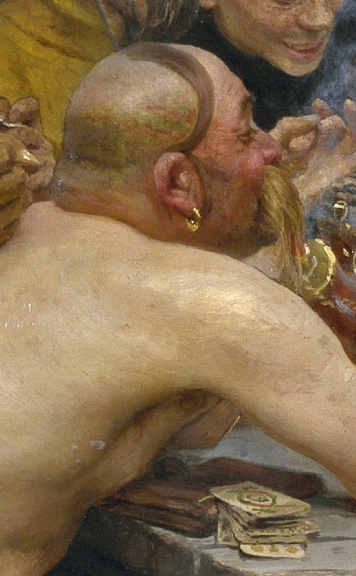
Tschub bei Ilja Repin, auch „Oseledez“ („Hering“) genannt

Die Frisur wurde häufig mit dem Fernseh-Sportmoderator Heinz Maegerlein in Verbindung gebracht. Der Fernsehkritiker Martin Morlock bezeichnete sie als „Sardellenscheitel“. Die veraltete Bezeichnung wird heute noch vereinzelt ironisch verwendet. Der deutsche Friseur Udo Walz sprach in einem Interview von einer „Sardinenfrisur“ und äußerte sich mehrfach negativ darüber.
Im Russischen wird scherzhaft die Bezeichnung „oseledez“ („Hering“) gebraucht, etwa bei Oskar Rabin. Das kleinrussische Wort bezeichnet gewöhnlich den Tschub, die traditionelle Haartracht der ukrainischen Kosaken, eine Haarsträhne, Locke oder ein Haarschopf auf einem sonst kahlrasierten Kopf. Es wird aber auch für ironisch überkämmte Glatzen verwendet:

„Der Hering (oseledez) glitt geflissentlich von Ohr zu Ohr, bemühte sich, die klaffende Lücke der Glatze zu überbrücken, konnte aber aufgrund ihrer Lichtung und der Breite des bereits haarlosen Territoriums die Spuren der verderbenden Wirkung der Natur nicht ausreichend bedecken.“

In der historischen Romanserie Schernowa des russischen Schriftstellers Wiktor Manuilow verwendet Josef Stalin die Bezeichnung, um sich über den in der Ukraine aufgewachsenen Nikita Chruschtschow und seine Glatze lustig zu machen.

### Weitere Bezeichnungen im Deutschen

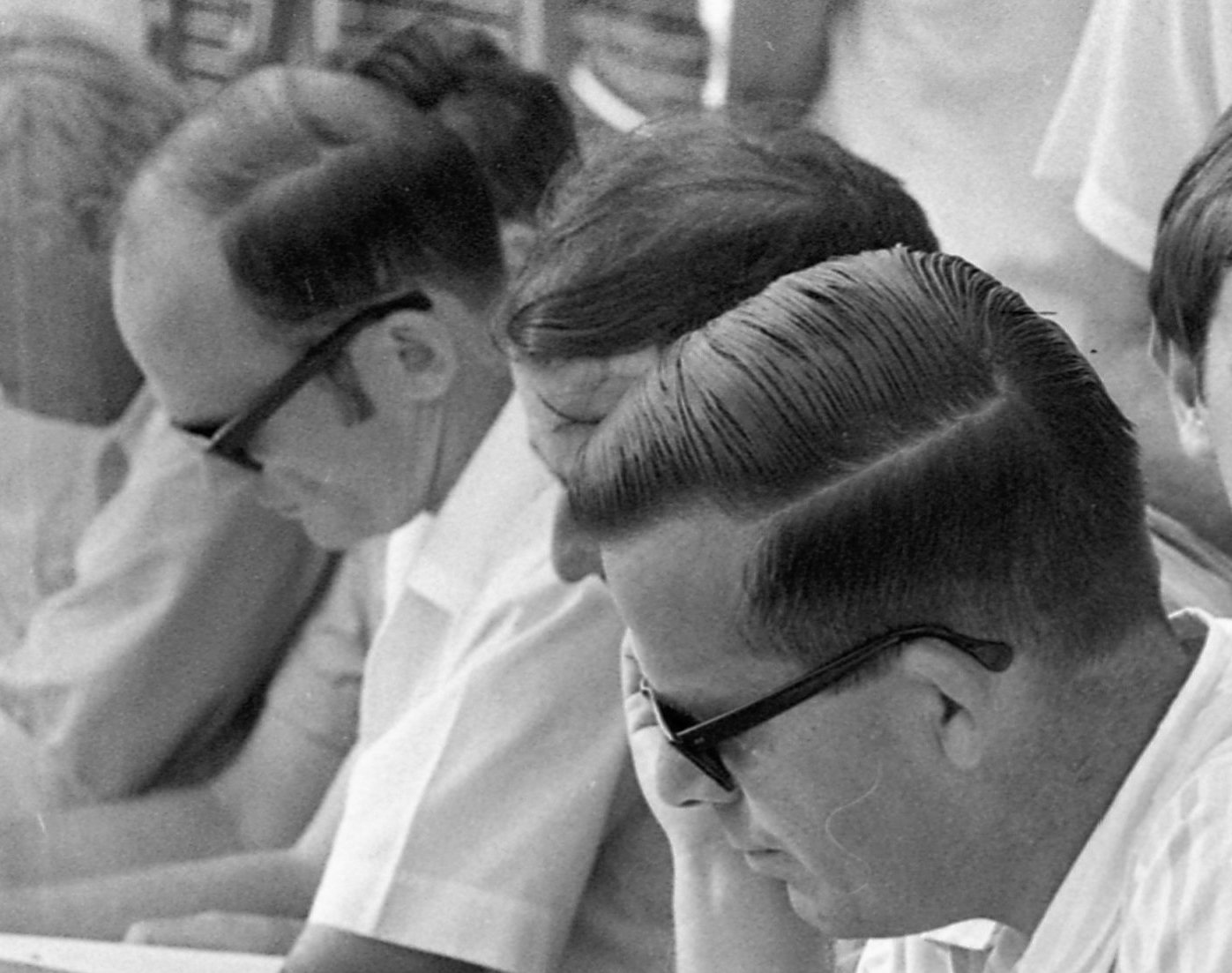
Links: überkämmte Glatze, rechts: herübergekämmtes volles Haar

Im Deutschen der Gegenwart gibt es keine einheitliche Bezeichnung für die Frisur. Gängig sind die Formulierungen „überkämmte Glatze“ sowie über die Glatze „herübergekämmte“ oder „herübergelegte“ Strähnen oder Haare; selten ist von „verkämmter“ Glatze oder „hinaufgekämmten“ Haaren die Rede. Häufig wird die Frisur umschrieben, etwa von Otto Waalkes über den Komiker Heinz Erhardt. Selten wird das Wort „Schummelscheitel“ gebraucht. Im Zusammenhang mit dem langjährigen Sportschau-Moderator Ernst Huberty wurde das Wort „Klappscheitel“ verwendet. Seit den 2010er Jahren wird die Frisur auch mit dem im Deutschen maskulin gebrauchten englischen Begriff „Comb-Over“ oder „Combover“ bezeichnet. In Männermagazinen wird der Begriff auch für Frisuren mit ausgeprägtem Scheitel von Männern ohne Haarausfall nach Art eines Pompadour verwendet.

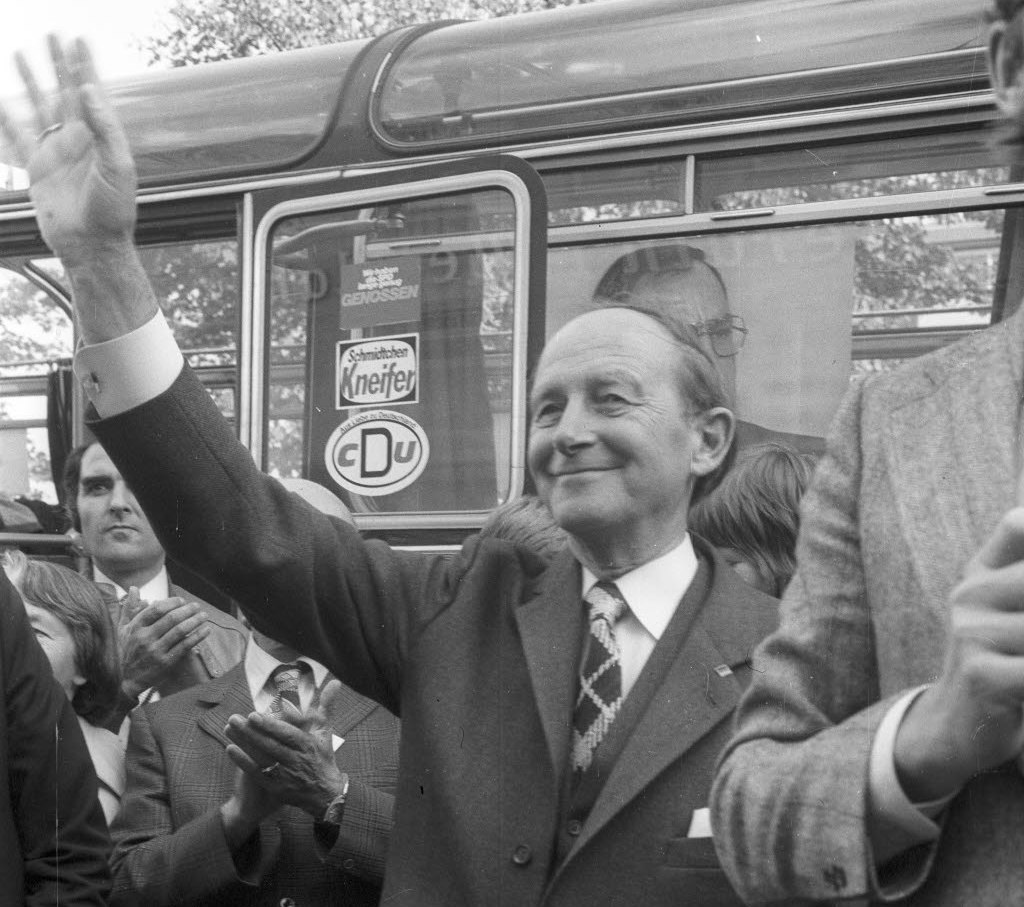
Hans Filbinger (1976)

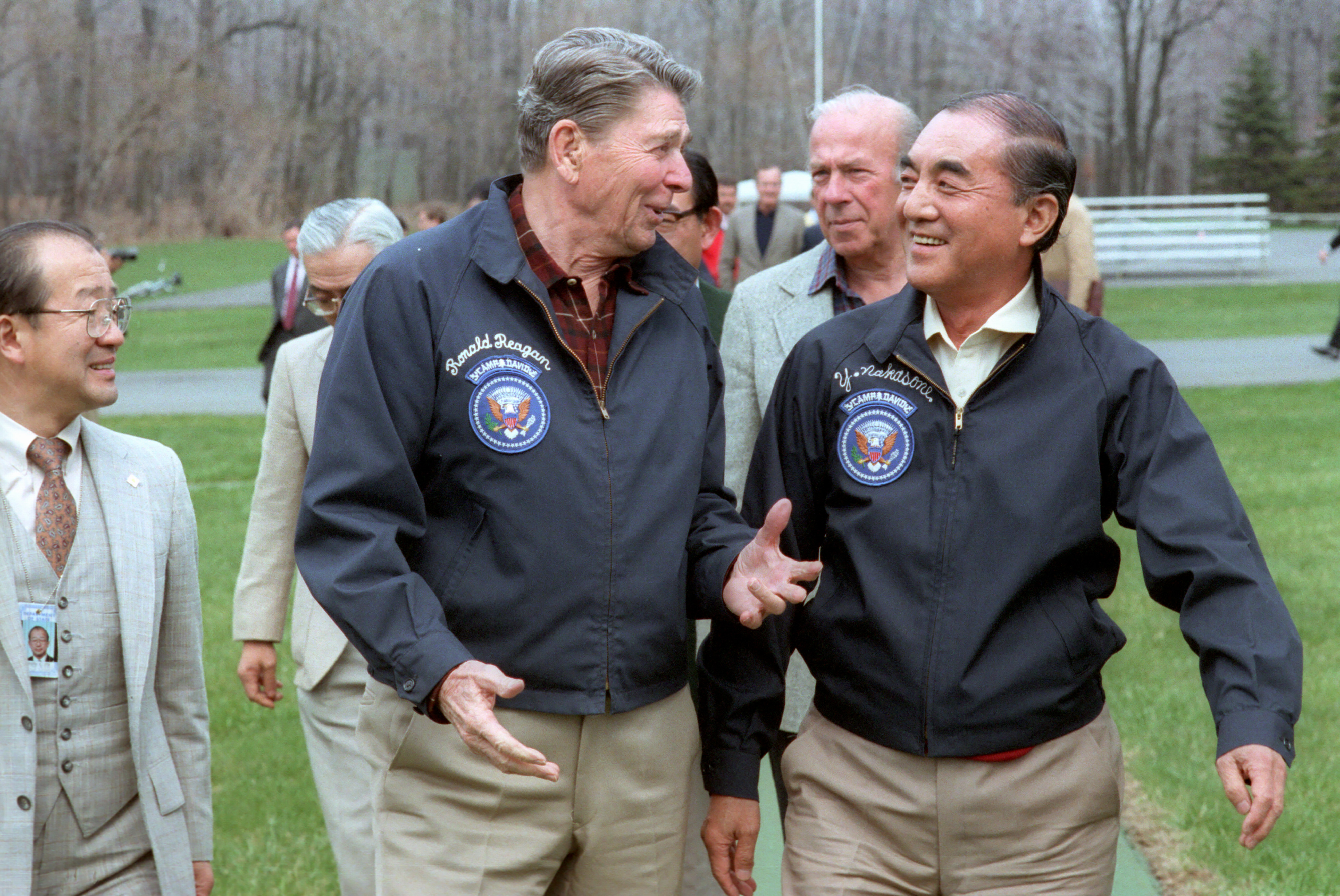
Yasuhiro Nakasone (1986, rechts)

Der Feuilletonist Erich Dombrowski bezeichnete die Frisur 1919 als „Haarfassade“ und verglich sie mit der Gartenkunst von André Le Nôtre. Der russisch-deutsche Schriftsteller Wladimir Kaminer bezeichnete die Frisur 2009 als „Brücke“. Die deutsch-polnische Schriftstellerin Alexandra Tobor bezeichnete die Frisur 2012 als „drei Haare über Kreuz“. Der deutsche Psychiater Manfred Lütz beschrieb seine Frisur in einem Interview mit Hella von Sinnen und Cornelia Scheel 2011 unter dem Titel Scheitel im Wind:

„Eigentlich ist diese Frisur völlig absurd, ich habe mir irgendwann mal die Haare so frisiert, zur Seite, und dann ist der Scheitel immer weiter auf die Seite gerutscht, als es dünner wurde. […] Wenn man damit mal angefangen hat, kommt man aus der Kiste kaum mehr raus. Wenn man einfach alles abschneidet, erkennt einen keiner mehr, und man braucht einen neuen Personalausweis. […] Wenn allerdings draußen ein Sturm ist, dann muss ich gegen die Windrichtung gehen. Das sieht dann sicher etwas merkwürdig aus, aber ich sehe das ja nicht, und als Psychiater können Sie sich so was leisten, da Sie ja so schnell nicht irgendwo eingeliefert werden.“

Scheel und von Sinnen bezeichnen die Frisur als „Maximalseitenscheitel“ und verglichen sie mit Ernst Huberty und dem früheren baden-württembergischen Ministerpräsidenten Hans Filbinger. Lütz ist im Buch mit einer Karikatur abgebildet, die ihn mit wehenden Haaren im Wind zeigt.

### Bezeichnungen in anderen Sprachen
Im Japanischen wird der Comb-Over mit dem Anglizismus „bākodo“ aufgrund der Ähnlichkeit der Strähnen mit einem Barcode bezeichnet. Die Bezeichnung wurde im Zusammenhang mit dem früheren Premierminister Yasuhiro Nakasone gebraucht. Im Chinesischen wird die Bezeichnung „地方支援中央“ (dìfāng zhīyuán zhōngyāng) verwendet, die wörtlich die Unterstützung der Zentralregierung durch lokale Stellen meint. Im Dänischen ist das Wort „hentehår“ gebräuchlich. Im Spanischen wird seit der Mitte des 19. Jahrhunderts das Wort „tapacalva“ („Glatzendeckel“) sowie das Wort „cortinilla“ („Vorhang“) verwendet. Im Russischen sind heute die Bezeichnungen „satschjos“ („Überkämmung“) oder als „salisannaja lysina/salisannye wolosy“ („geleckte Glatze/Haare“) geläufig, etwa über den sowjetischen Volkskommissar für Bildung, Anatoli Lunatscharski. Im Tschechischen wird das Wort „přehazovačka“ („Überwurf“) verwendet.

## Künstlerische Darstellungen

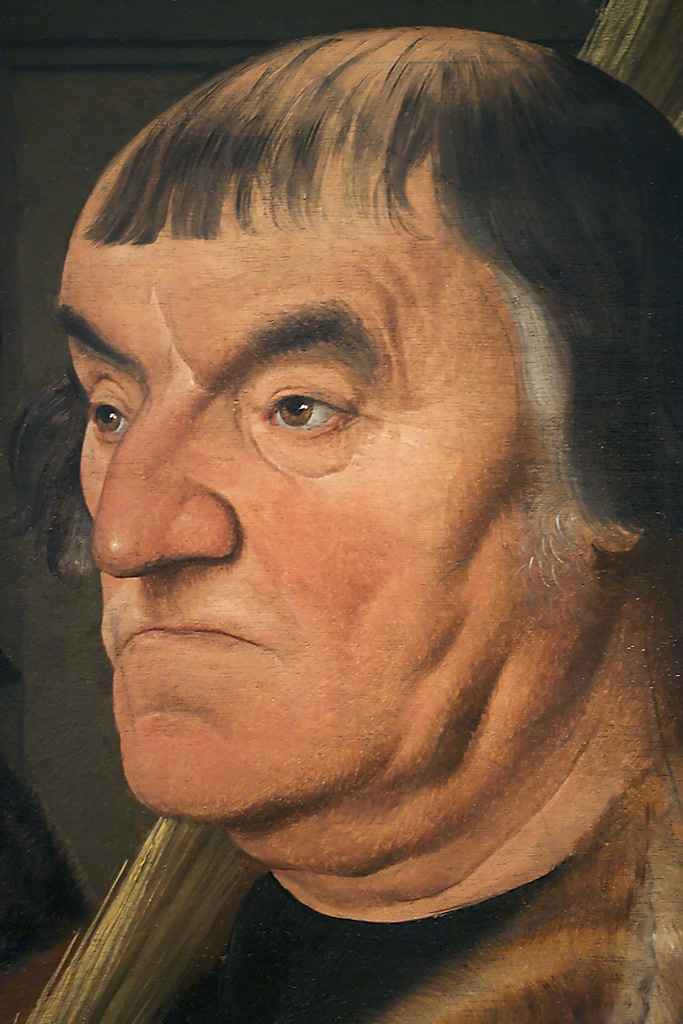
Ausschnitt aus Gemälde von Jan van Scorel (1527)

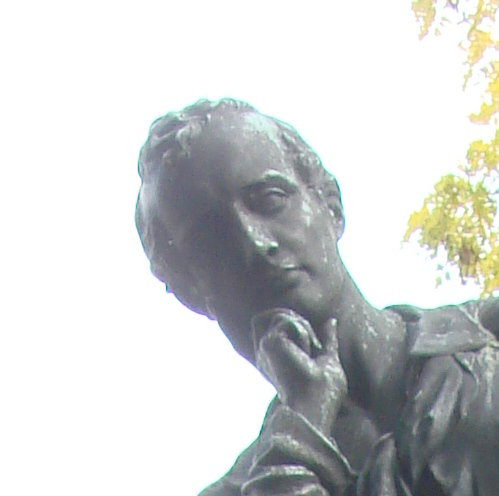
1880 errichtete Byron-Statue im Londoner Hyde Park

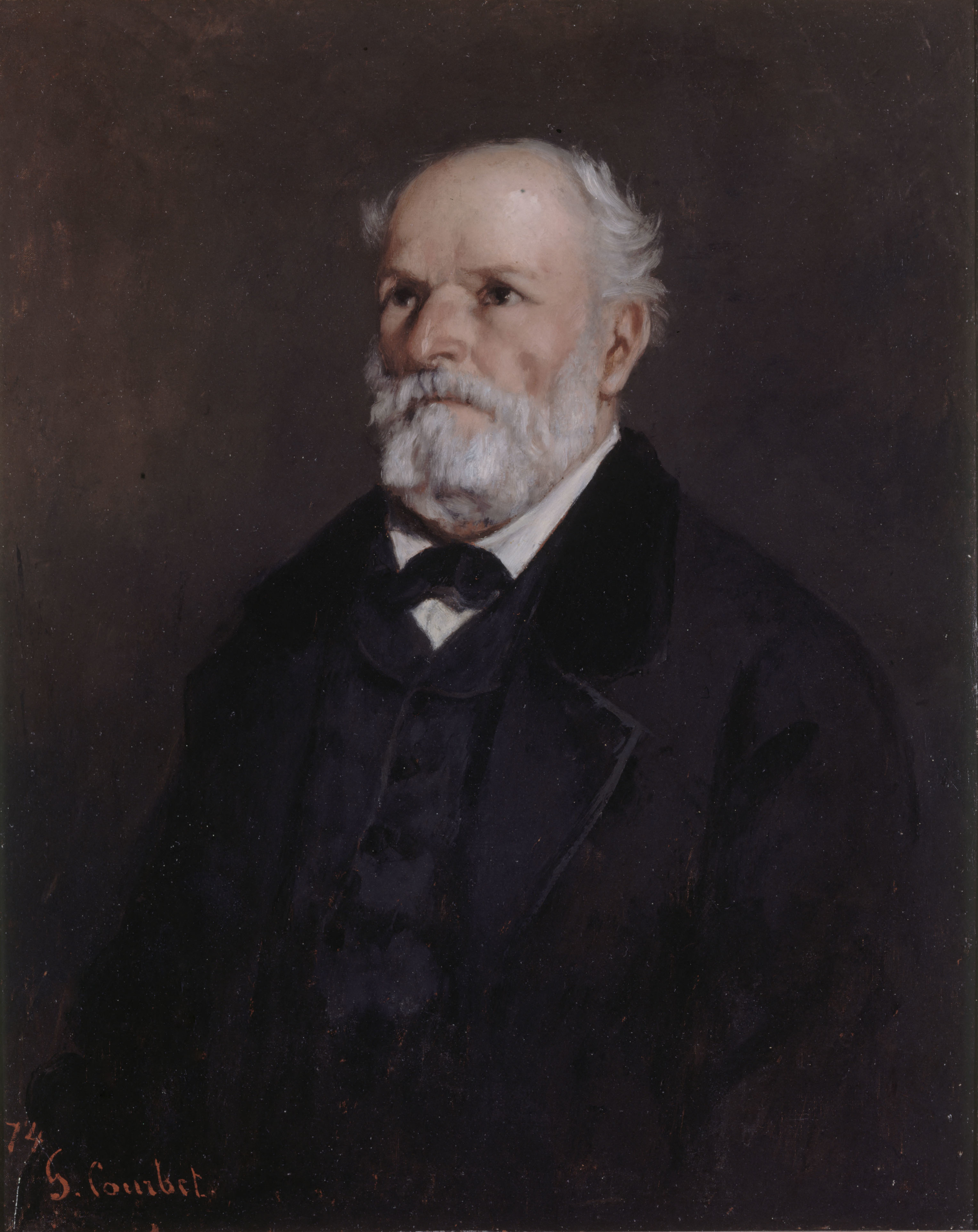
Gustave Courbet: Porträt seines Vaters Régis Courbet (1874)

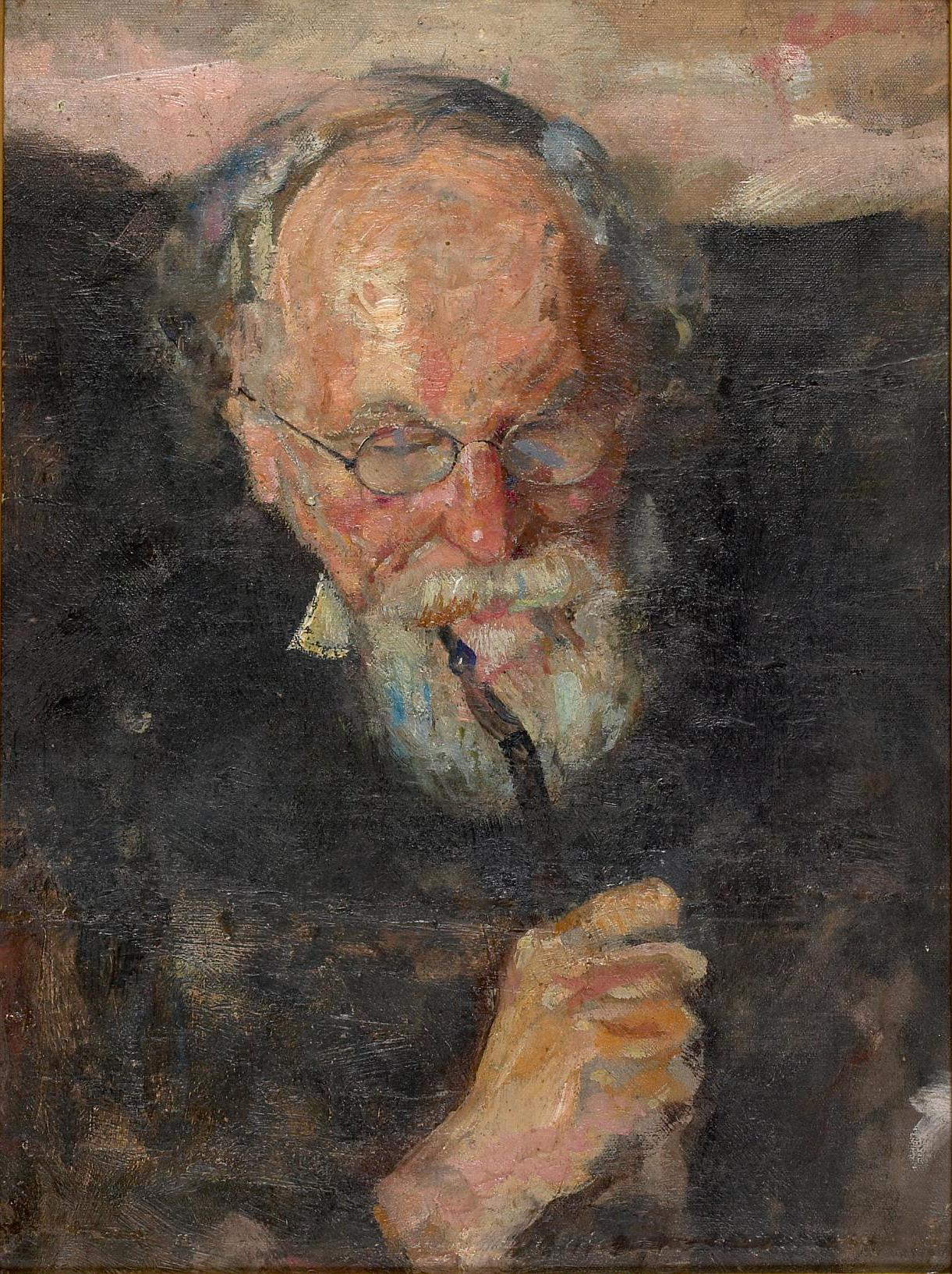
Christian Munch mit Pfeife von Edvard Munch (1885)

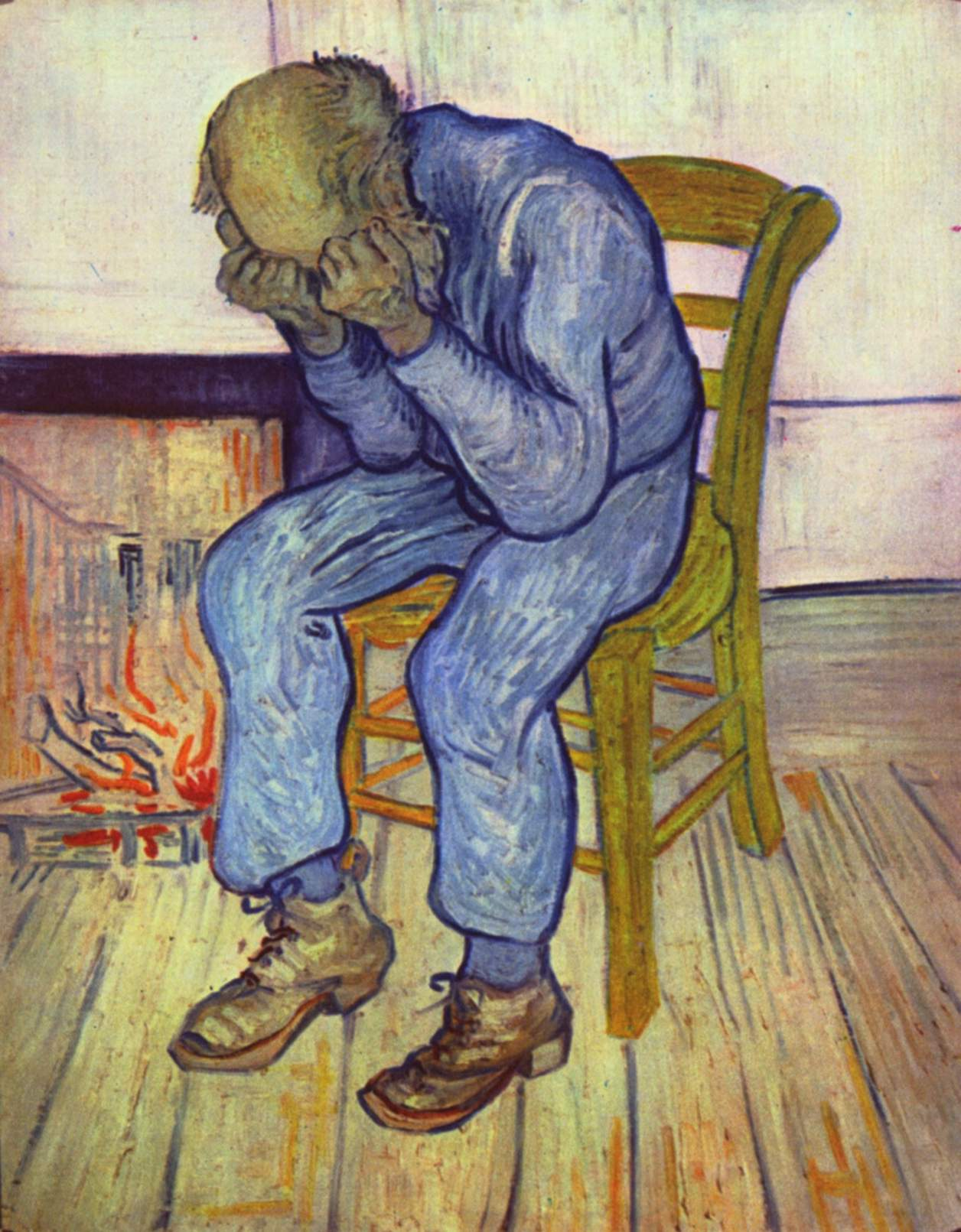
An der Schwelle zur Ewigkeit von Vincent van Gogh (1890)

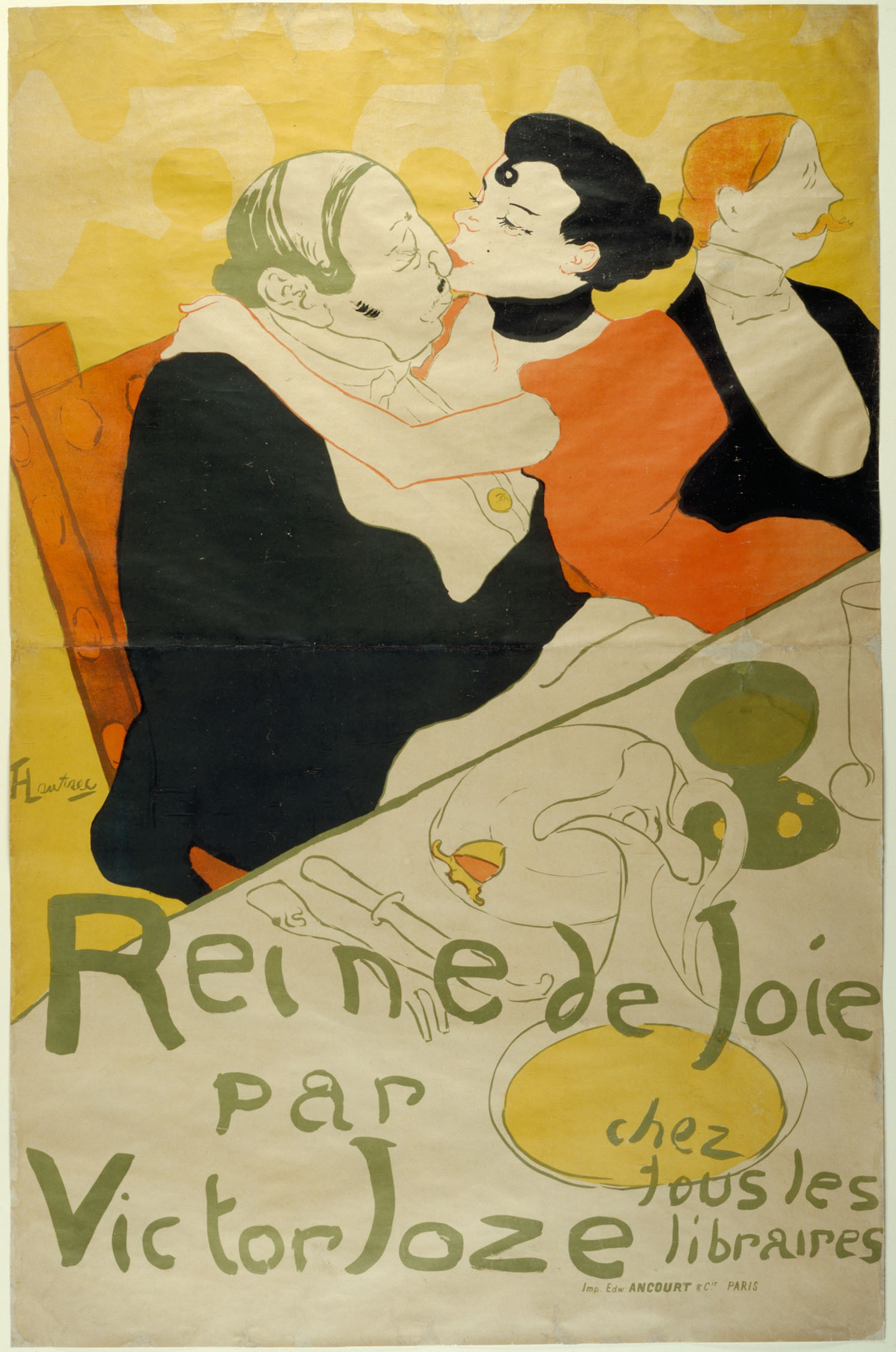
Lithografie von Henri de Toulouse-Lautrec (1892)

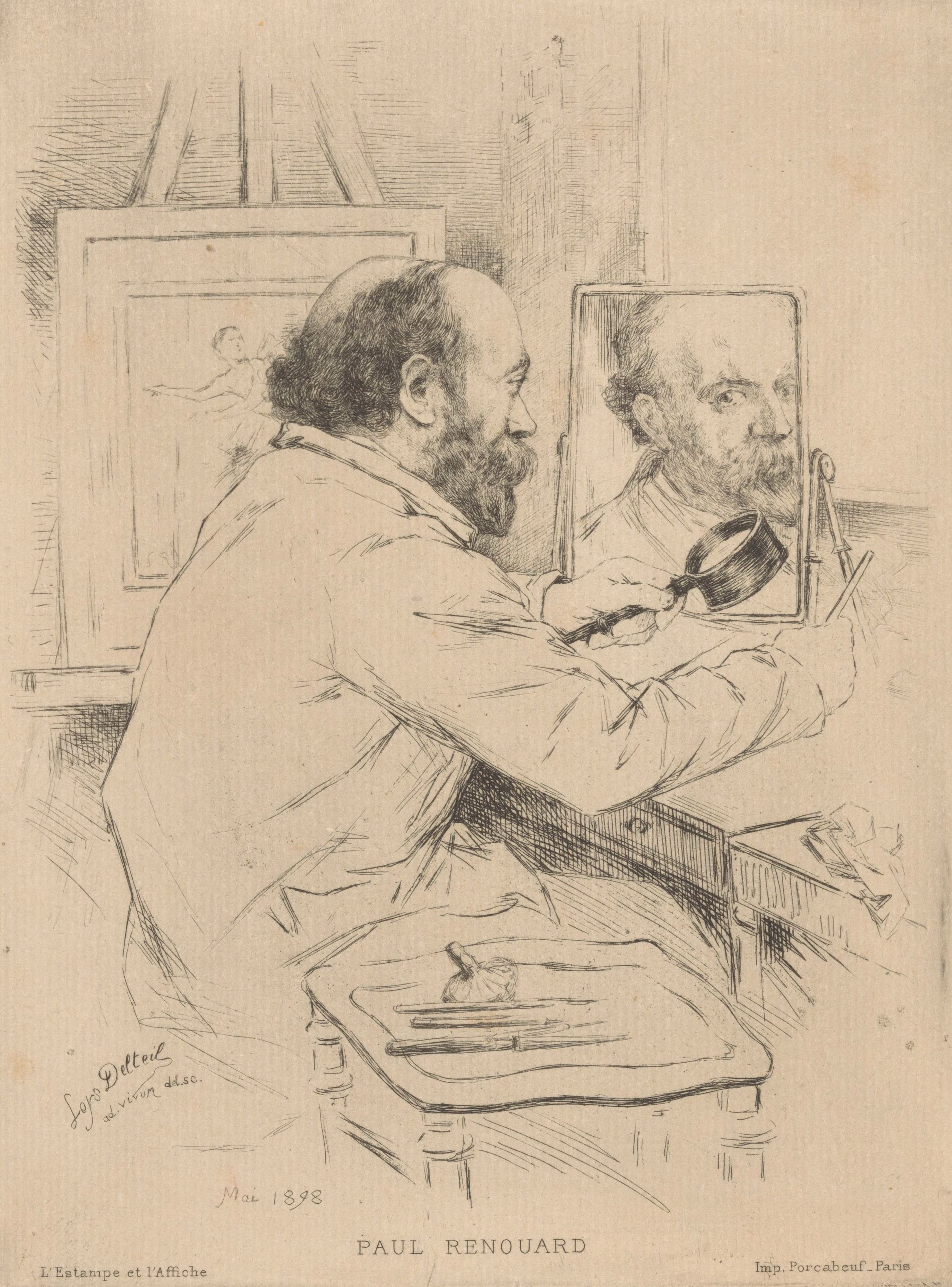
Selbstporträt von Charles Paul Renouard (1898)

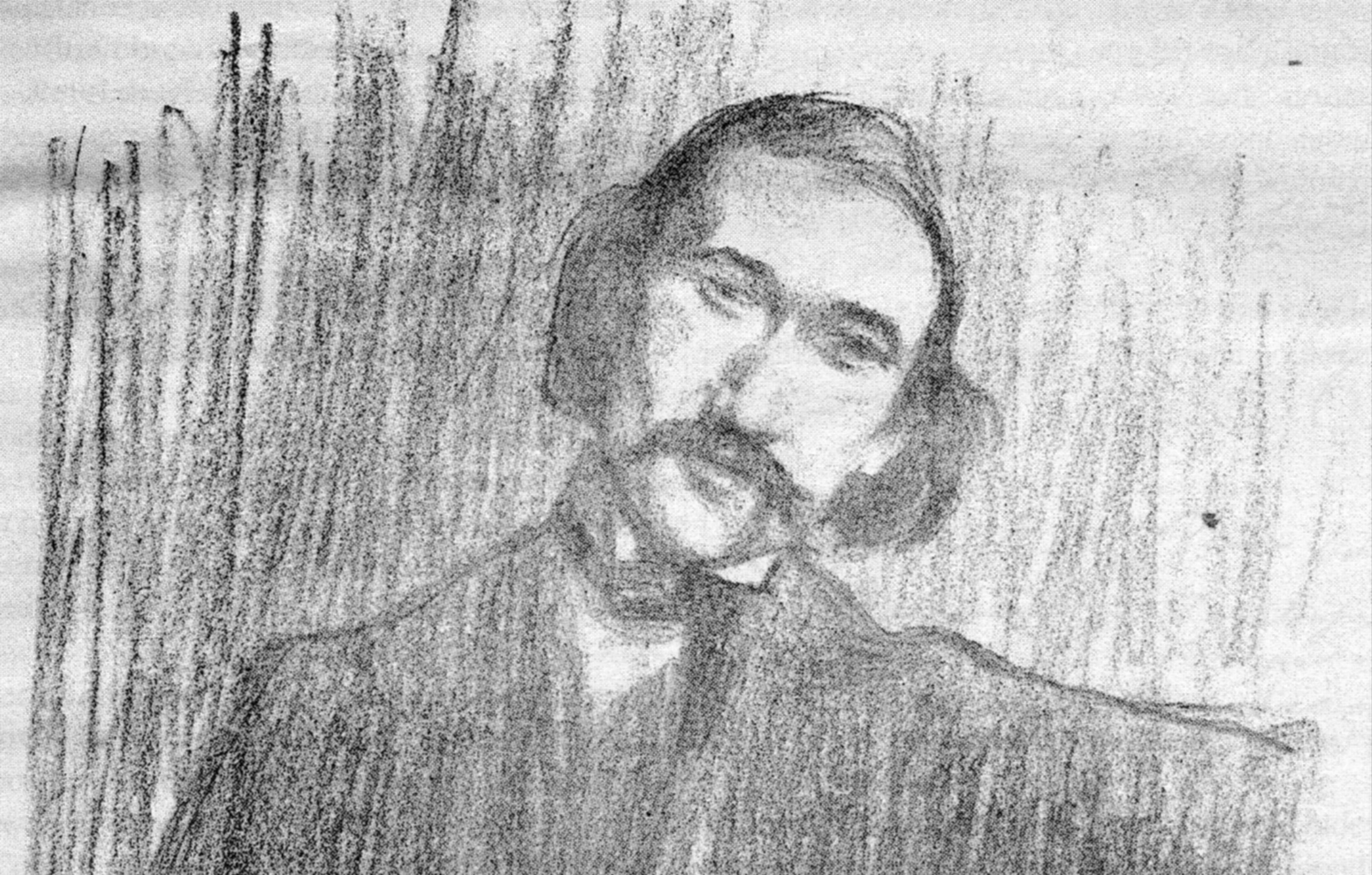
André Gide gezeichnet von Henry Bataille (1901)

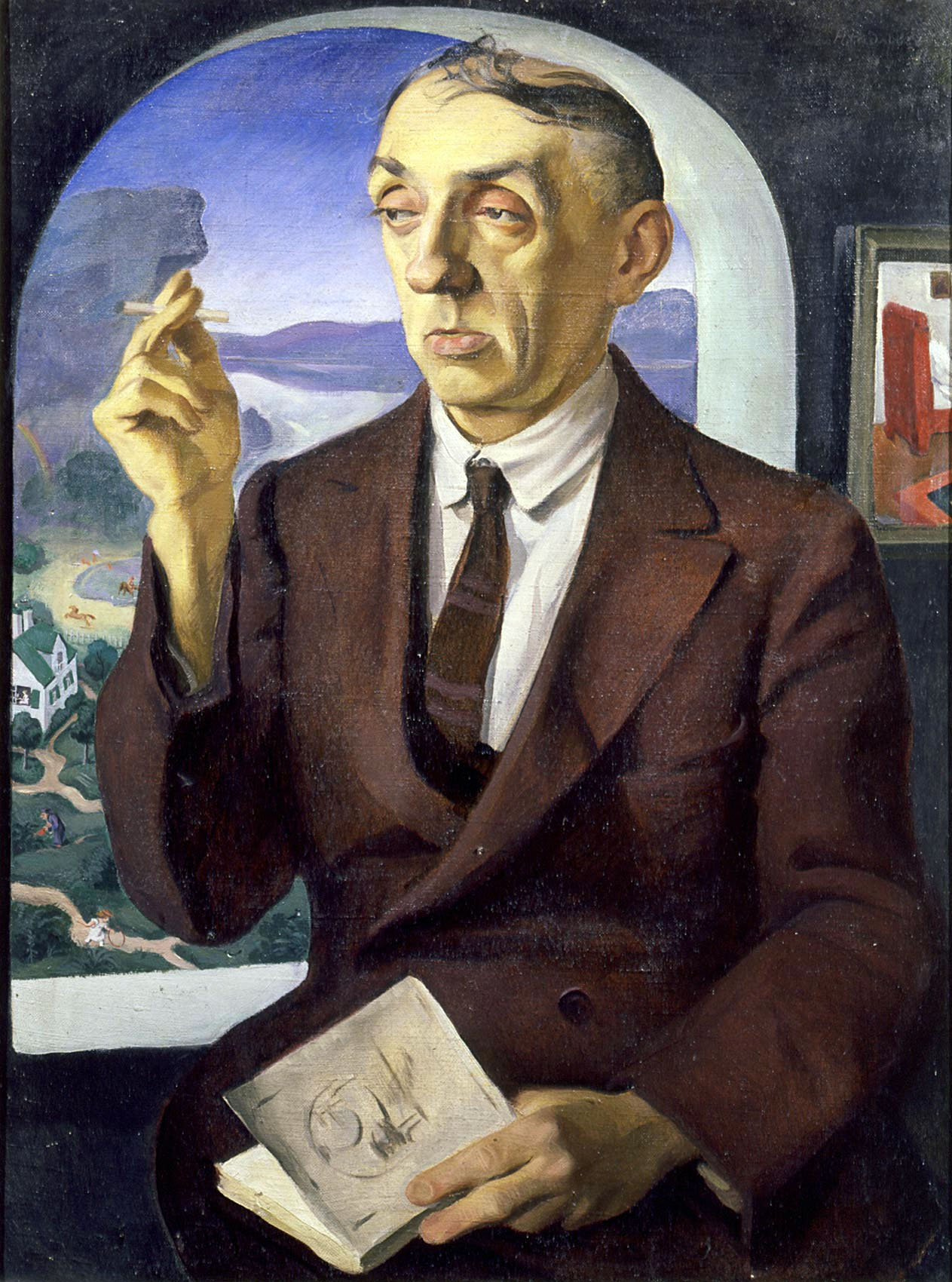
Michail Kusmin gemalt von Nikolai Radlow (1926)

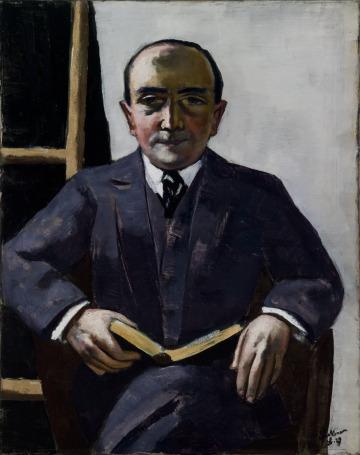
Curt Glaser gemalt von Max Beckmann (1929)

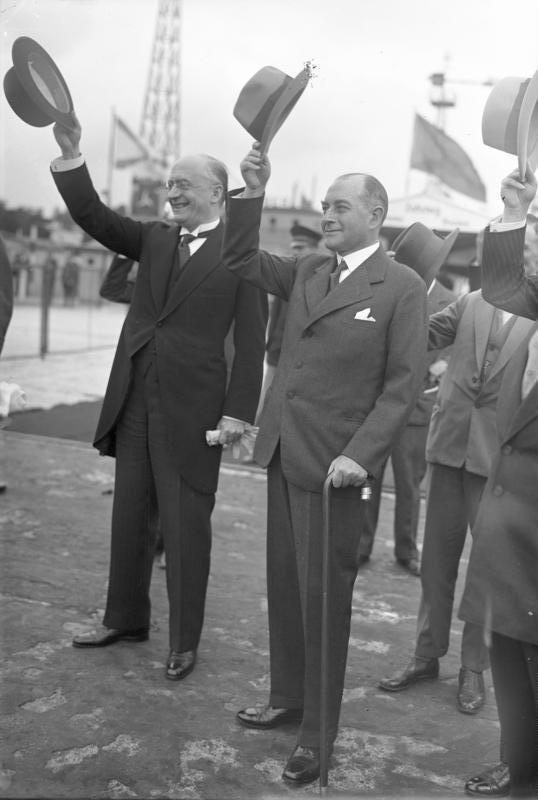
Heinrich Brüning 1931 (links)

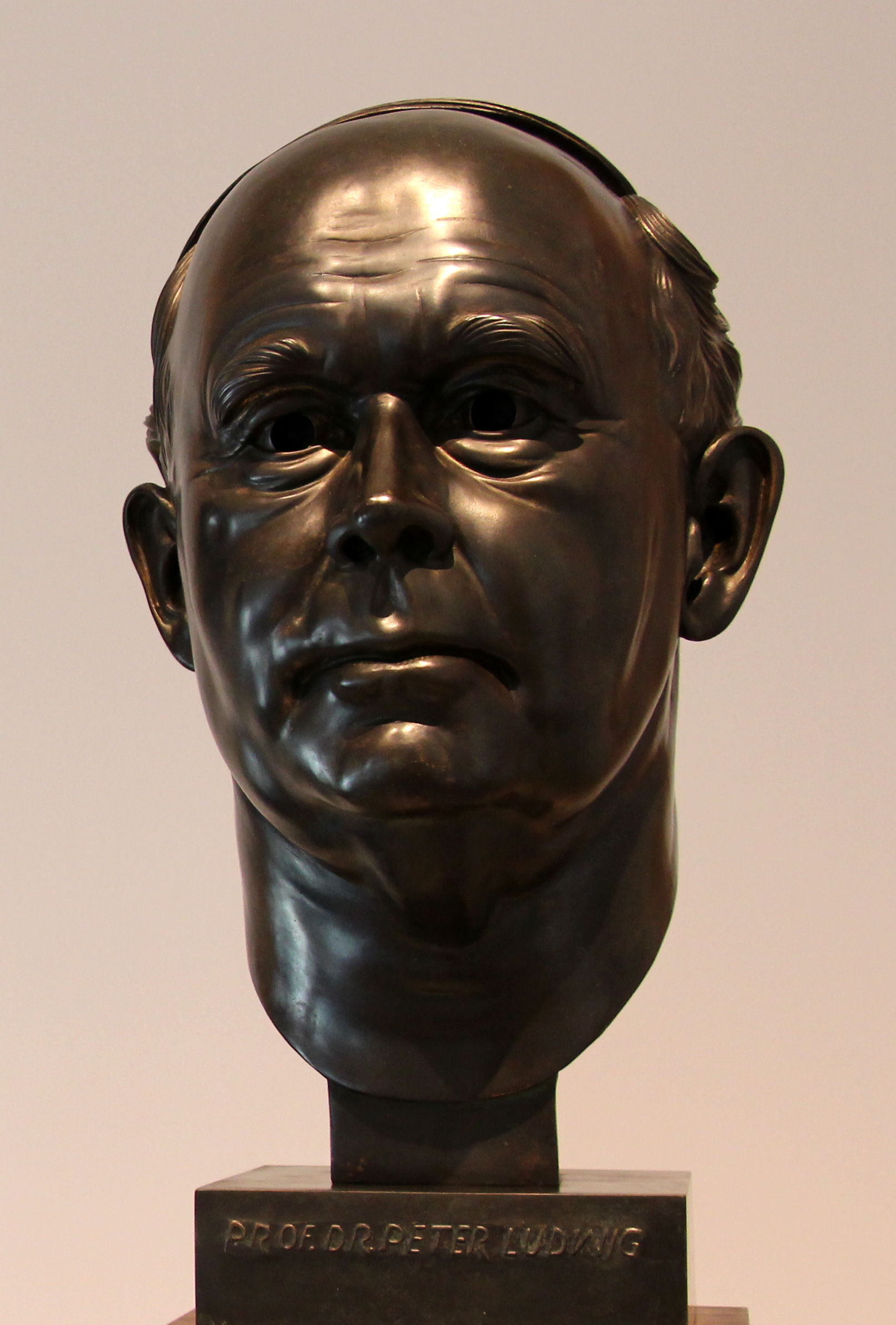
Büste des Kunstmäzens Peter Ludwig von Arno Breker 1987

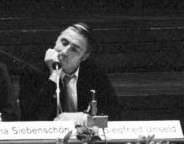
Siegfried Unseld (1974)

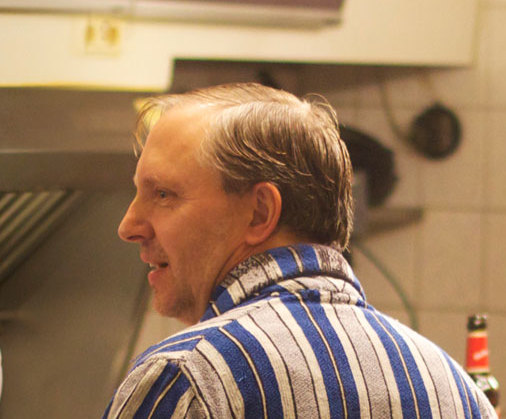
Olli Dittrich als Dittsche mit von links nach rechts überkämmter Glatze (2012)

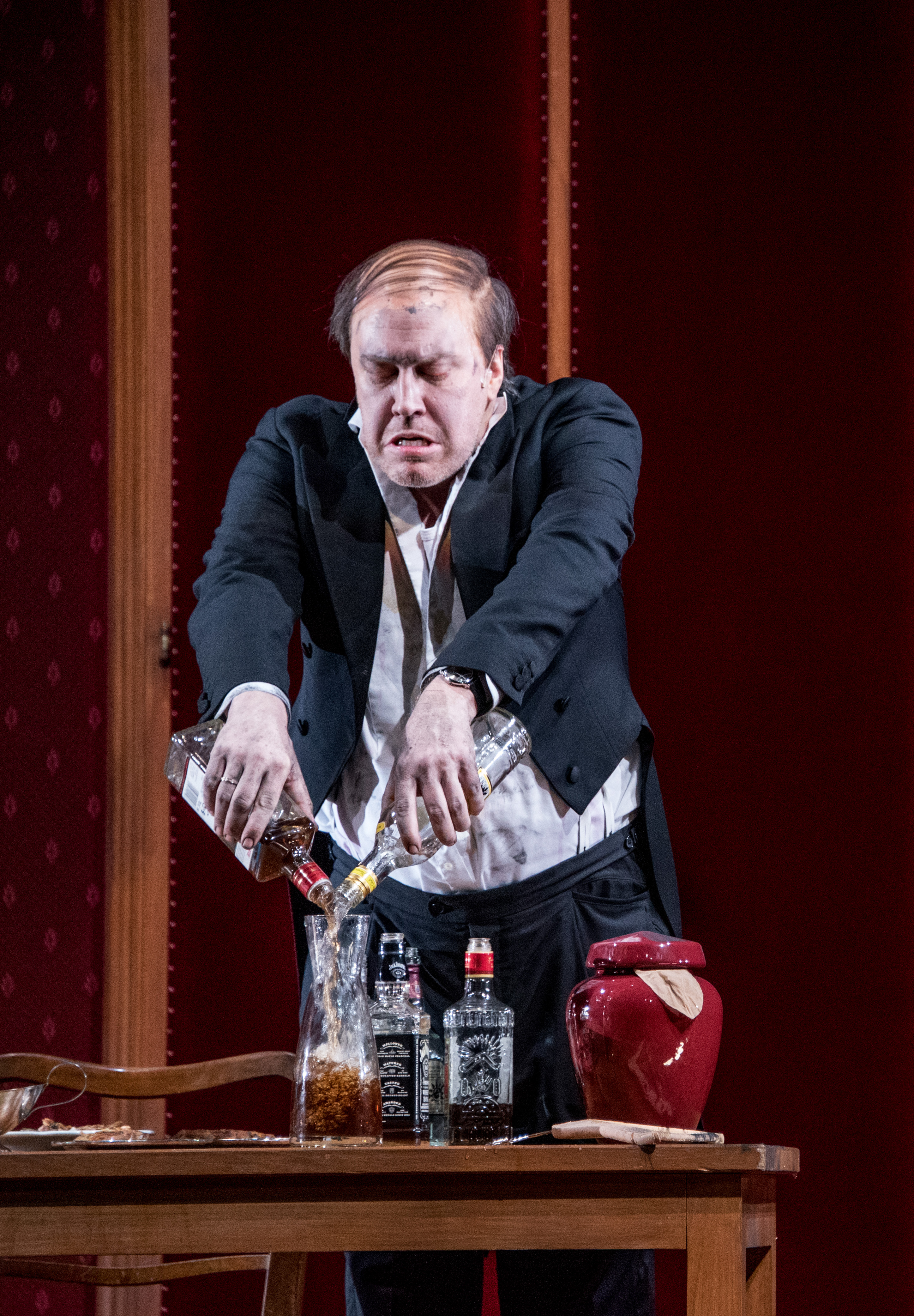
Nicholas Ofczarek in Eugène Labiches Komödie Die Affäre Rue de Lourcine (2015)

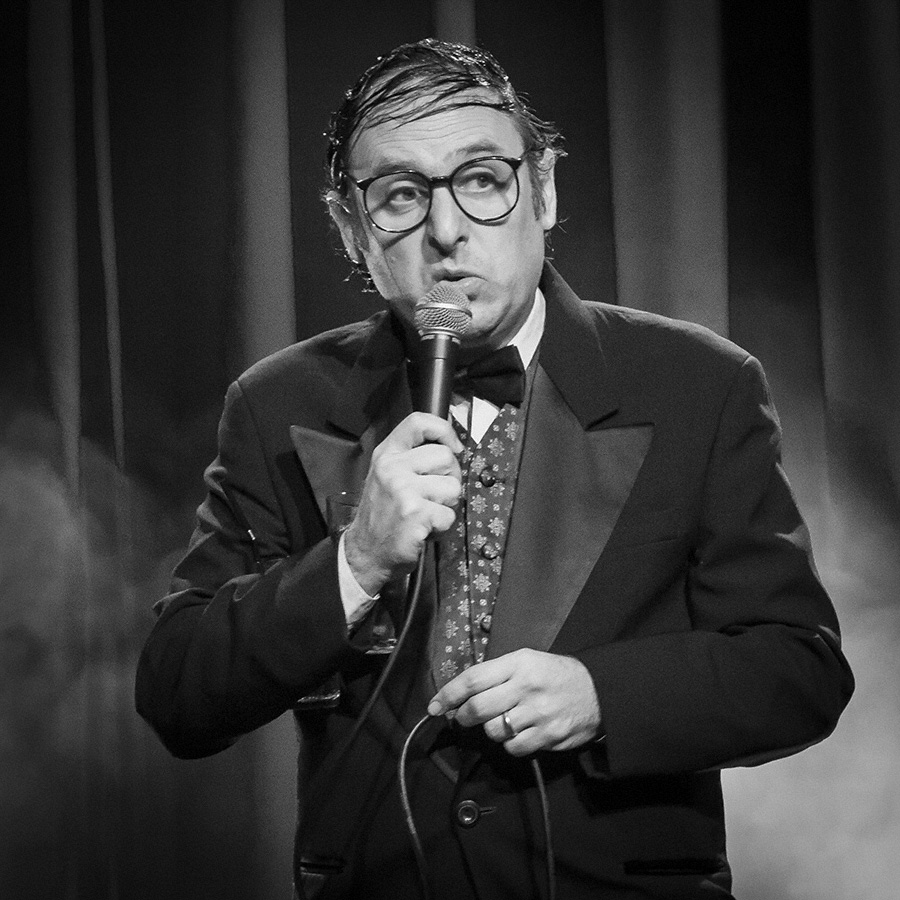
Gregg Turkington als Neil Hamburger (2016)

### Karikatur und Bildende Künste
- Der niederländische Maler Jan van Scorel porträtierte 1527 auf dem Gruppenporträt der Jerusalembruderschaft von Haarlem den Bruder Jan Aelbertsz van der Aa mit von hinten nach vorne über die Glatze gelegten Strähnen.
- Der deutsche Politiker Otto von Bismarck ist auf Bildern bis in die 1860er Jahre mit der Frisur zu sehen, später mit Glatze. Bismarck wurde ab 1863[189][190] von der Satirezeitschrift Kladderadatsch und ihrem Karikaturisten Wilhelm Scholz regelmäßig mit einer Glatze und drei Haaren dargestellt. Die Darstellung wurde auch von ausländischen Karikaturisten verwendet. Nach seiner Entlassung als Reichskanzler 1890 veröffentlichte der Kladderadatsch eine Karikatur, auf der Bismarck seine drei Haare als Insignien zurückgibt.[191] Das Motiv wurde als Anspielung auf das Grimmsche Märchen Der Teufel mit den drei goldenen Haaren[192] sowie auf den französischen Ausdruck ‚un brave à trois poils‘[193] gedeutet (für einen „dreihaarigen“ Menschen im Sinne von ‚listig‘[194] oder einen „dreihaarigen Kerl“ im Sinne von ‚Teufelskerl‘[195]). Die drei Schornsteine auf dem Dach von Bismarcks Geburtshaus, Schloss Schönhausen, wurden im Volksmund mit den drei Haaren verglichen.[196] Eine entwaldete Anhöhe bei Bad Ems, auf der nur drei Bäume zu sehen waren, wurde als „Bismarckkopf“ bezeichnet.[197] Der Hügel Kabuto-yama bei Kobe wurde als „Bismarck hill“ bezeichnet.[198][199] August Bebel vermerkt in seinen Memoiren, er habe die drei Haare auf Bismarcks Kopf vergeblich gesucht.[200]
- Das zwischen 1868 und 1914 erschienene englische Magazin Vanity Fair veröffentlichte zahlreiche von Leslie Ward unter dem Pseudonym Spy gezeichnete Karikaturen von Personen des öffentlichen Lebens, deren Glatzen unvollständig überdeckt sind, darunter Lord Kelvin, Henry Bessemer und Charles Cunningham Boycott. Die Zeitschrift kritisierte 1880 die im selben Jahr im Londoner Hyde Park für den Dichter Lord Byron errichtete Statue. Die Figur sehe aus, als leide sie an Haarausfall, den sie durch das Überkämmen einer langen Strähne zu verdecken suche.[201]

- Der Maler Eugène Giraud porträtierte den Schriftsteller Gustave Flaubert um 1856 mit der Frisur.
- 1874 porträtierte der französische Maler Gustave Courbet seinen Vater Régis Courbet mit überkämmter Glatze.
- 1885 porträtierte der norwegische Maler Edvard Munch seinen Vater Christian Munch mit überkämmter Glatze.
- Auf dem Gemälde An der Schwelle zur Ewigkeit (1890) von Vincent Van Gogh ist ein alter Mann mit teilweise von den Seiten nach oben gekämmtem Haar abgebildet.
- Der französische Maler Henri de Toulouse-Lautrec verwendete die Frisur 1892 für ein Plakat für den Roman La Reine de Joie des polnisch-französischen Schriftstellers Victor Joze.[202]
- Der französische Maler Charles Paul Renouard porträtierte sich in den 1890er Jahren selbst mit überkämmter Glatze.
- Der französische Zeichner und Schriftsteller Henry Bataille porträtierte in seinem Album Têtes et pensées (Köpfe und Gedanken, 1901) den Dichter André Gide auf einer Zeichnung mit übergekämmtem Haar.
- Die Frisur des amerikanischen Vizepräsidenten Charles W. Fairbanks war in den 1900er Jahren Gegenstand zahlreicher Karikaturen und satirischer Darstellungen. Im Satiremagazin Puck wurde er von Udo Keppler regelmäßig mit einer von dessen kahlem Kopf abstehenden Strähne gezeichnet. Nach einer Begegnung von Fairbanks und Mark Twain 1906 beschrieb ein Artikel in der New York World, wie er sich vier Haare über den Kopf kämmte.[203] In der Zeitschrift Current Literature wurde seine Frisur 1907 als Symbol seiner Persönlichkeit gedeutet.[204] Eine Karikatur von Hy Mayer in der New York Times unter der Überschrift „The pliable coiffure of Mr Fairbanks – A few campaign portrait suggestions“ („Die formbare Frisur von Mister Fairbanks – einige Porträtvorschläge für den Wahlkampf“) zeigte sechs Varianten seiner Frisur.[205] Harry S. Truman gab später an, der Spiegel im Büro des Vizepräsidenten, der einmal Dolly Madison gehörte, sei auf der Höhe eingestellt gewesen, in der sich Fairbanks am besten beim Kämmen sehen konnte.[206]
- Der russische Maler Nikolai Radlow malte den Dichter Michail Kuzmin 1926 mit von links nach rechts über die Glatze verlaufenden Strähnen.[207]
- Der italienisch-französische Maler Giovanni Boldini ist auf Fotografien, Karikaturen und einem Selbstporträt aus dem Jahr 1911 mit der Frisur abgebildet.
- Der französische Komponist Erik Satie zeichnete sich auf Skizzen für eine Büste von sich selbst mit schräg überkämmten Strähnen.[208] Der spanische Künstler Pablo Picasso porträtierte Satie 1920 mit seitlich überkämmter Glatze.[209] Picasso ist auf einem Porträt von Herbert List aus dem Jahr 1940 mit seitlich überkämmter Glatze abgebildet.[210]
- Der Kunstsammler Curt Glaser wurde von Edvard Munch (1913)[211] und Max Beckmann (1929)[212] mit überkämmter Glatze porträtiert. Beckmann verwendete die Frisur für eine Figur in seinem Gemälde Königin-Bar (1935).[213][214] Max Beckmann porträtierte sich 1938[215] und 1947[216] selbst mit von rechts nach links überkämmter Glatze.
- Der deutsche Reichskanzler Gustav Stresemann ist auf Fotografien der 1920er Jahre mit überkämmter Glatze abgebildet. Auf verschiedenen Titelbildern des Simplicissimus wurde er vom Grafiker Karl Arnold mit Vollglatze karikiert. Auf einem Wahlplakat der Deutschen Volkspartei ist Stresemann in einer Lithografie mit Scheitel abgebildet.
- Der Zeichner Willibald Krain karikierte den deutschen Reichskanzler Heinrich Brüning 1931 mit der Frisur in der Zeitschrift Der Wahre Jacob.
- Der spanische Philosoph José Ortega y Gasset wurde mehrfach mit über die Glatze gelegten Strähnen porträtiert, 1917 und 1935 vom impressionistischen Maler Ignacio Zuloaga;[217] 1921 vom Schriftsteller Ramón Gómez de la Serna in einer Zeichnung, die einem Artikel in der Zeitung La Tribuna beigefügt war. Über seine Glatze schrieb er: „Auf seiner vorzeitigen Glatze, seiner Arbeiterglatze – die Haare verzehrt, weil ihm die elektrische Studentenlampe Stunden um Stunden auf den Kopf geschienen ist –, ist eine dicke schwarze Wolke geblieben, die immer noch über ihn hinwegzieht“.[218][219]
- Der amerikanische Schriftsteller John Dos Passos wurde 1933 vom befreundeten Maler Harold Weston mit einer Strähne über der Glatze porträtiert.[220]
- David Levine, der langjährige Karikaturist des New York Review of Books, zeichnete seit den 1960er Jahren zahlreiche Intellektuelle mit übergekämmten Strähnen oder einzelnen Haaren, darunter Gustave Flaubert,[221] Truman Capote,[222] Don DeLillo,[223] Jean-Paul Sartre,[224] Vladimir Nabokov,[225][226] Martin Buber,[227] Raymond Aron,[228] und John Searle.[229] Den Komponisten Igor Strawinsky karikierte er 1966 mit fünf nach hinten gekämmten Haaren, die Notenlinien mit Noten darstellen.[230]
- Der tschechische Karikaturist Adolf Hoffmeister zeichnete unter anderem Pablo Picasso[231], H. G. Wells und Jan Mukařovský[232] mit der Frisur, die die Glatzen der Porträtierten jeweils unvollständig verdeckt.
- Die Detektive Schulze und Schultze aus der Comicreihe Tim und Struppi werden meistens jeweils mit drei von rechts nach links über die Glatzen gelegten Haaren dargestellt, wenn sie keine Hüte tragen.
- Die von dem deutschen Zeichner Manfred Schmidt geschaffene Comicfigur Nick Knatterton ist auf Abbildungen ohne Mütze mit Glatze und zwei oder drei seitlich über den spitzen Kopf verlaufenden Haaren zu sehen.[233]
- Die Figur des römischen Intriganten Tullius Destructivus aus dem Asterix-Band Streit um Asterix (1970) ist mit mehreren, nicht vollständig über die Glatze ragenden Haaren gezeichnet.
- Der Unternehmer und Kunstmäzen Peter Ludwig ist mit der Frisur auf verschiedenen Kunstwerken dargestellt, unter anderem auf einem Siebdruck von Andy Warhol, einem Porträt von Jean-Olivier Hucleux, einer Collage von Hans Haacke[234] und einer Büste von Arno Breker.[235]
- Die Figur Wilbur Weston ist seit den 1990er Jahren in der amerikanischen Comicreihe Mary Worth mit einer überkämmten Glatze abgebildet.
- Im Comic Alexander Müller, der „Auseinander“-Brüller (2001) von Katz & Goldt zieht der Protagonist Alexander Müller die Politiker Helmut Kohl und Lothar de Maizière bei der Unterzeichnung des Einigungsvertrags am 31. August 1990 im Berliner Kronprinzenpalais jeweils an drei über die Glatzen gelegten Haaren auseinander.[236] Im Comic Überraschung (2020) wird ein Mann dargestellt, dessen Augenbrauen als Haarbüschel vom Hinterkopf bis über die Brille reichen.[237]
- Der australische Künstler Paul Schonberg veröffentlichte 2015 ein Künstlerbuch mit Fotografien japanischer Männer mit der Frisur.[167]
- Der irische Designer Fred Murray ließ sich für die Wohltätigkeitsaktion „comb-over for cancer“ (ähnlich wie Movember) zwei Jahre lang die Haare wachsen, um seine Glatze überkämmen zu können. Er dokumentierte den Haarwuchs 2022 in einem Zeitraffer-Video.[238]